# Biserica de lemn din Dealu Negru

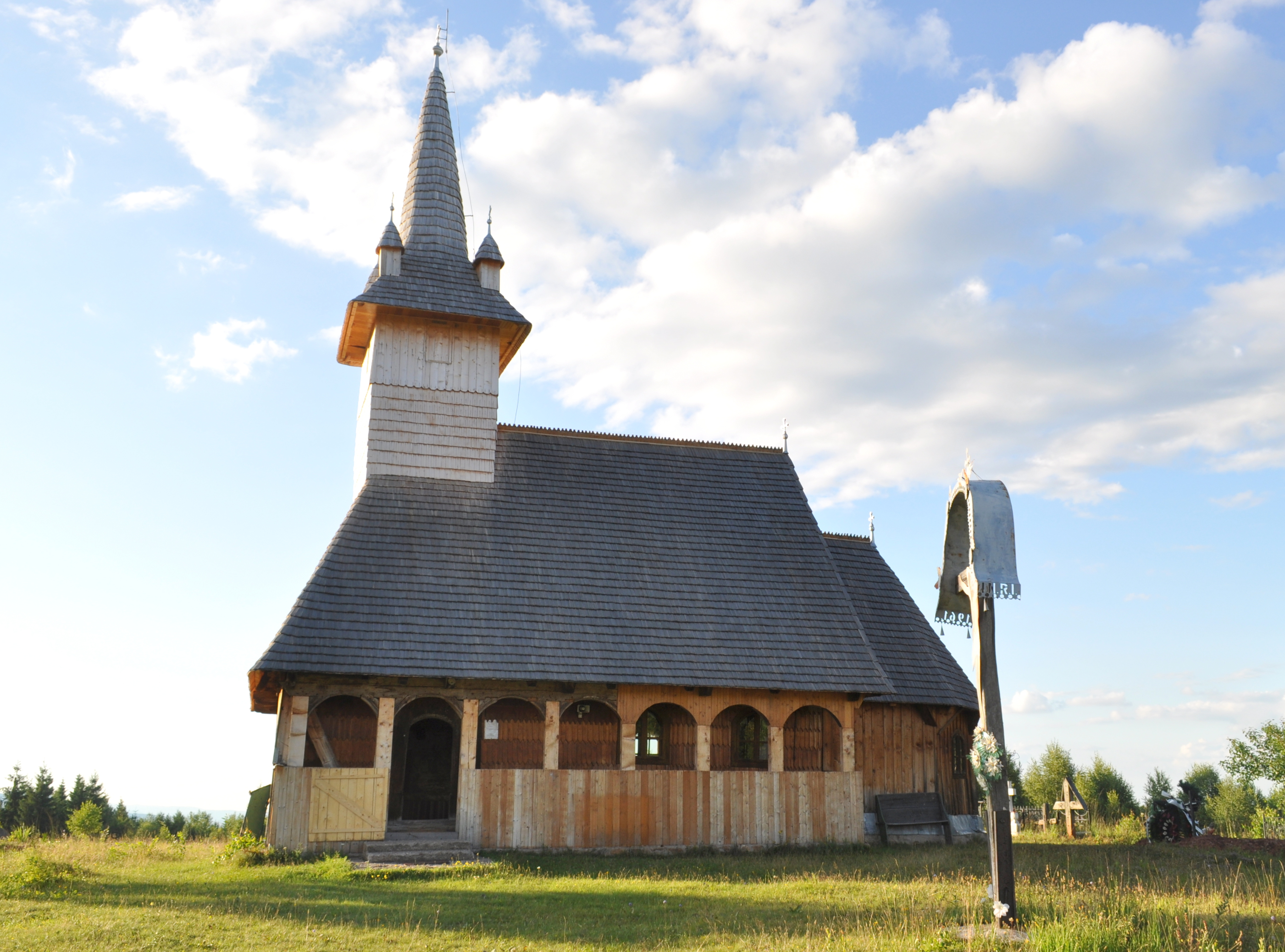
Biserica de lemn „Înălțarea Domnului” din Dealu Negru, comuna Călățele, județul Cluj, foto: august 2011.

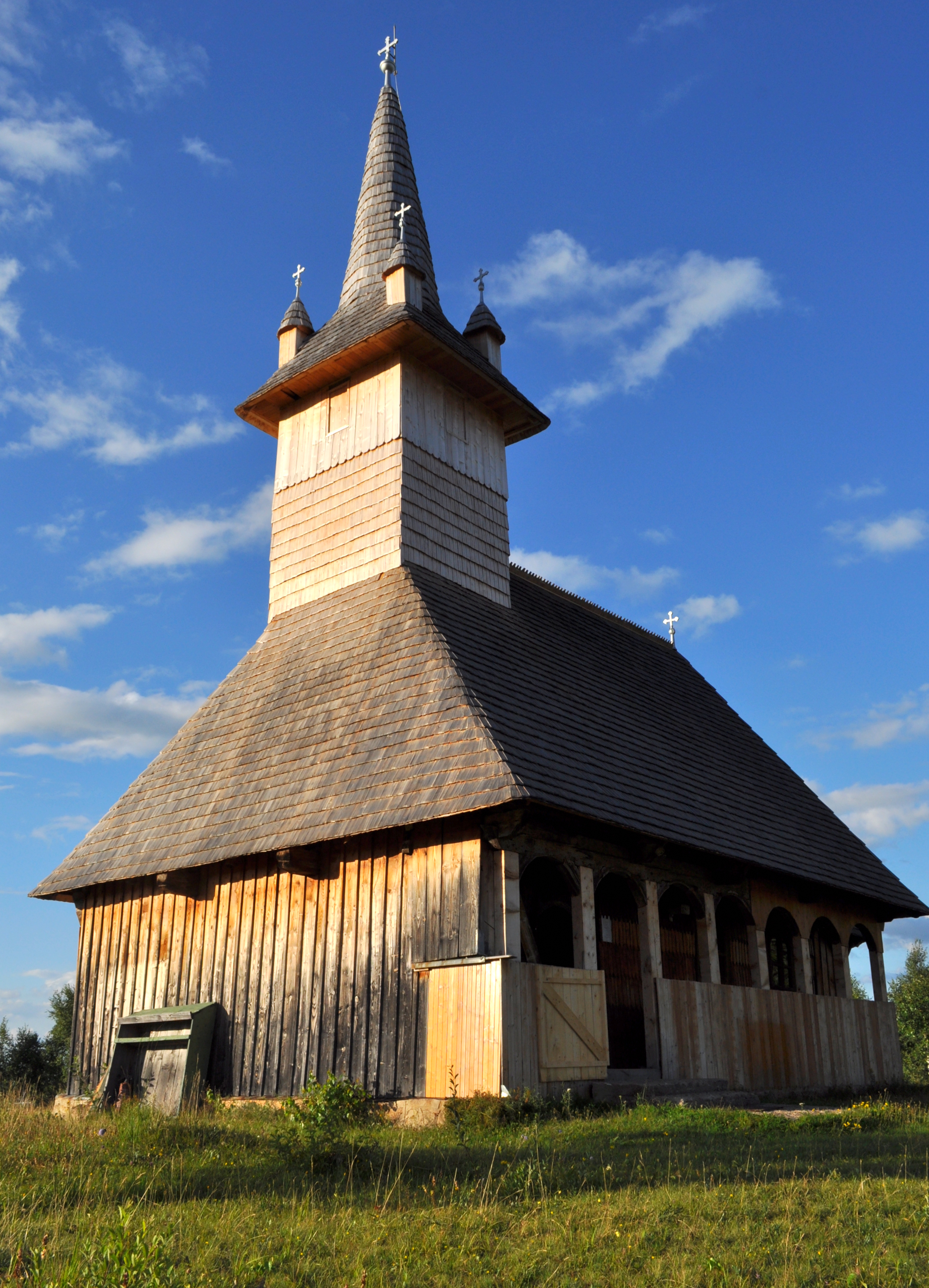
Biserica de lemn „Înălțarea Domnului” din Dealu Negru, comuna Călățele, județul Cluj, foto: august 2011.

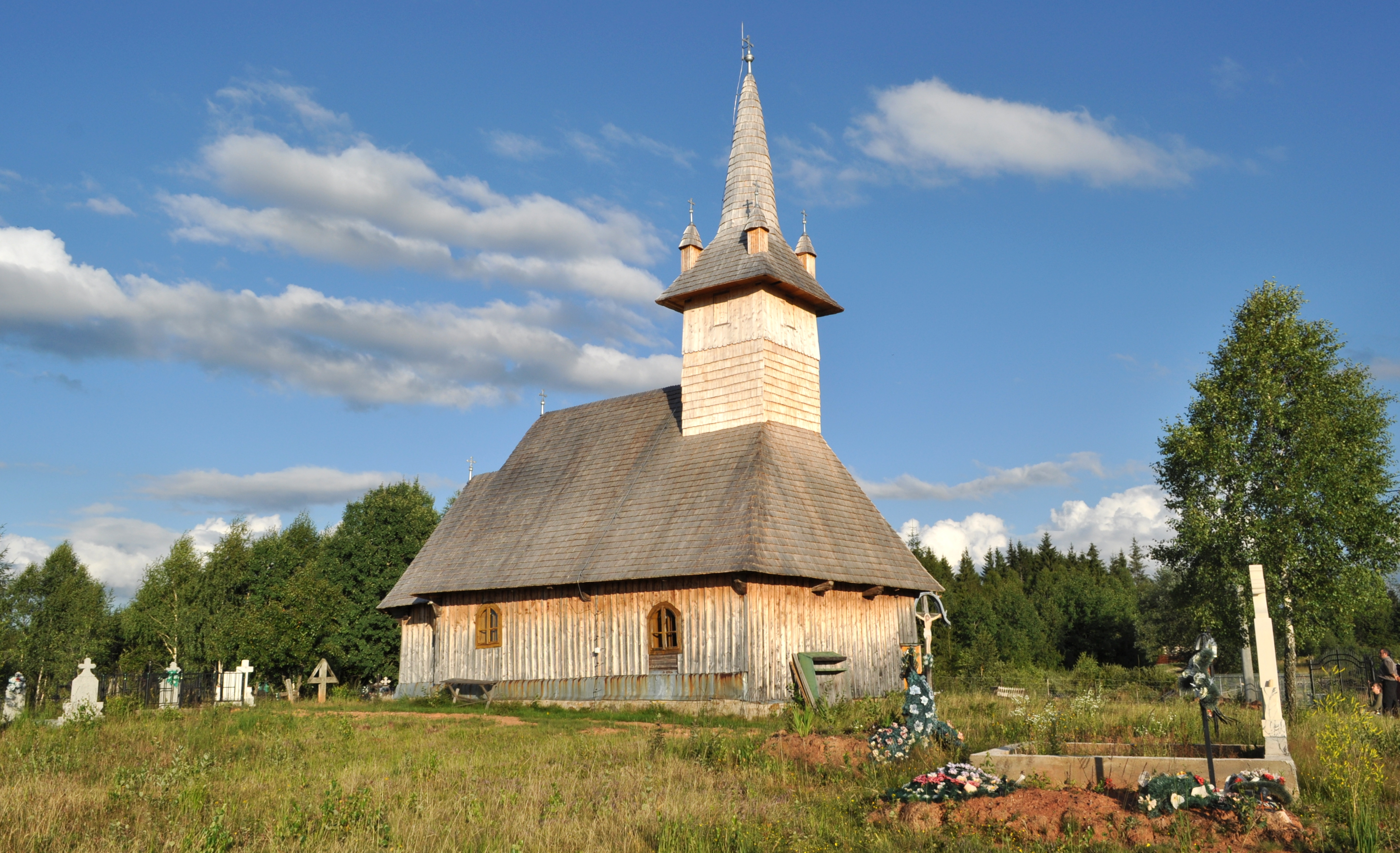
Biserica (nord-vest)

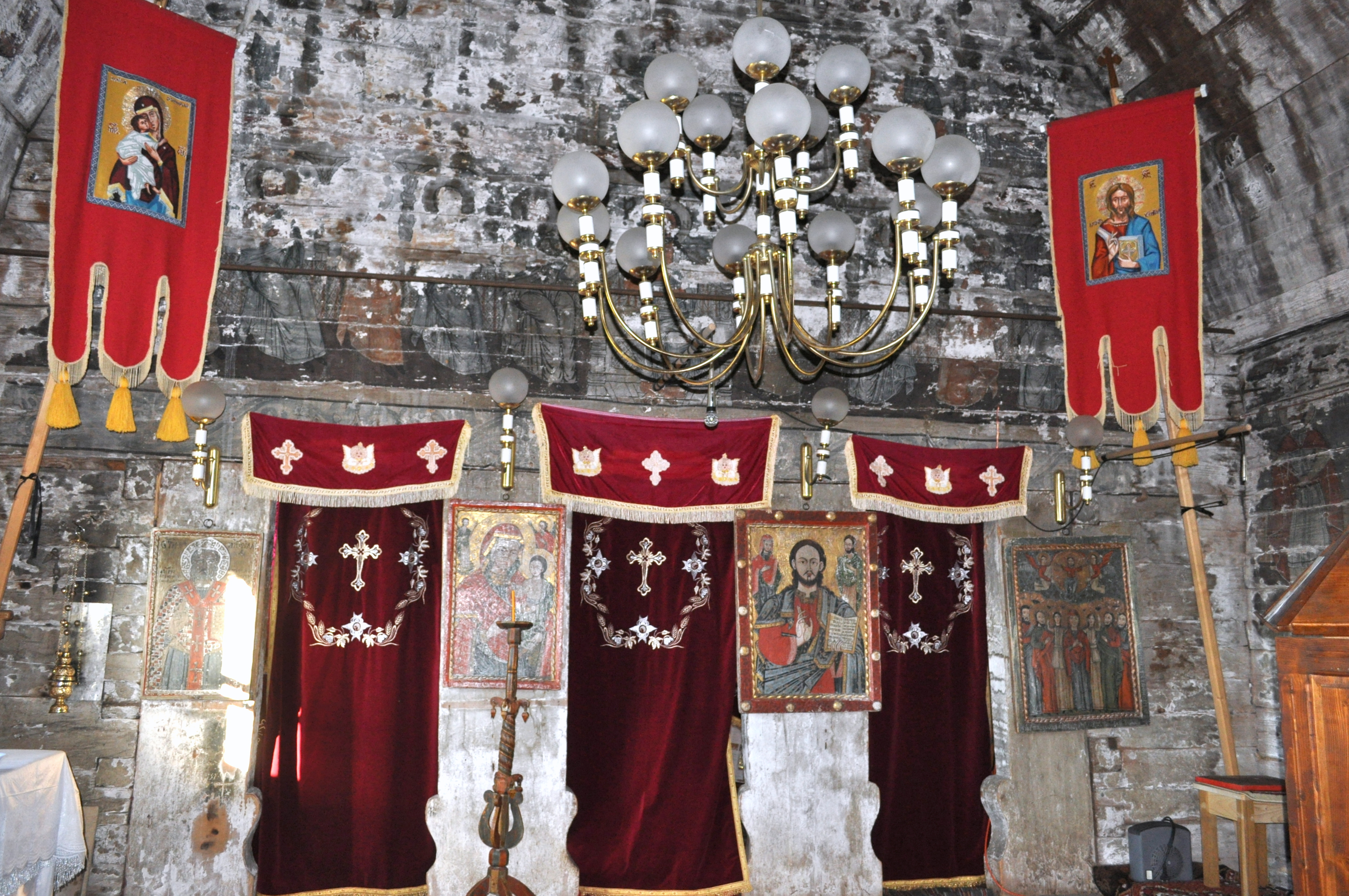
Iconostasul

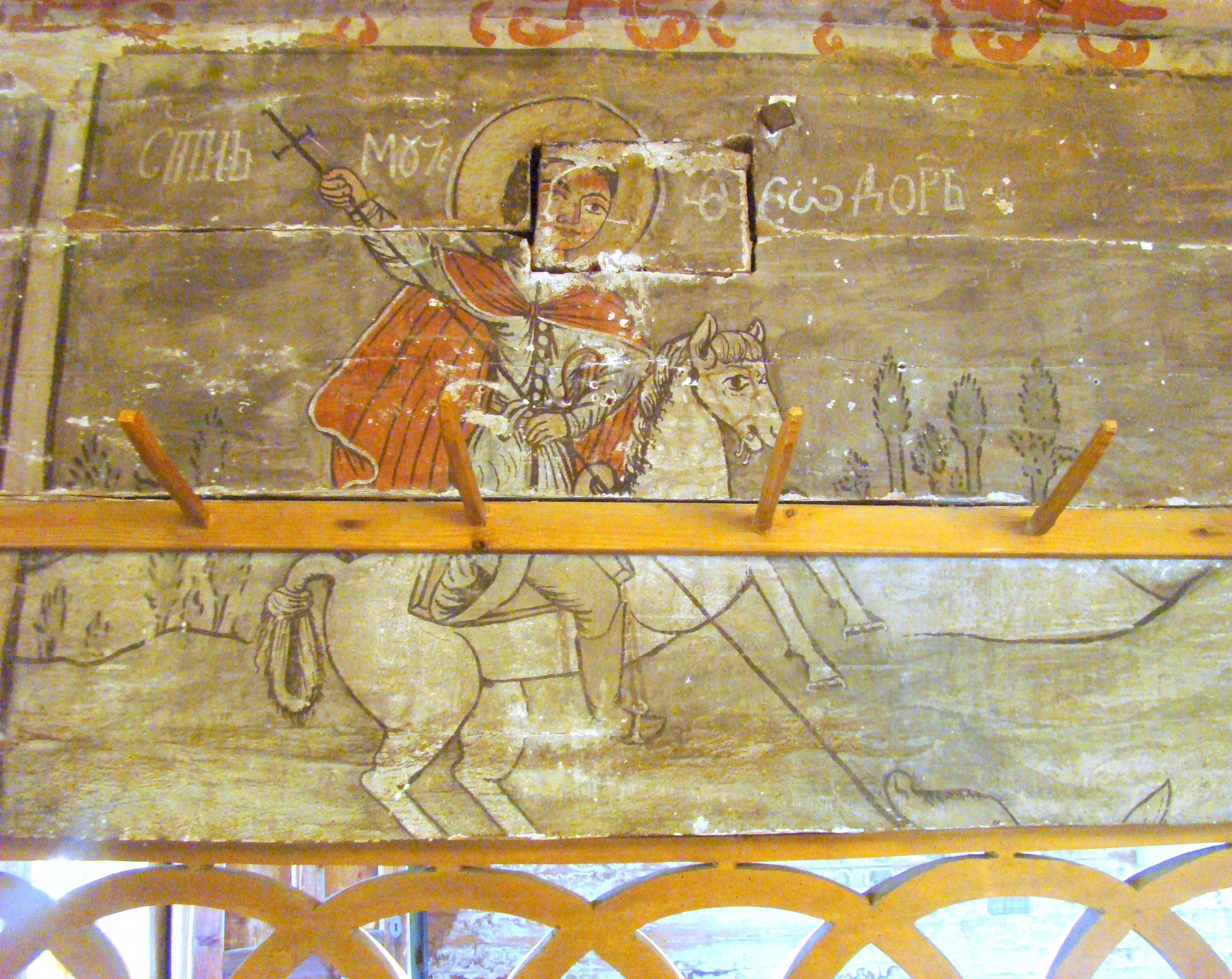
Sfântul Mare Mucenic Gheorghe

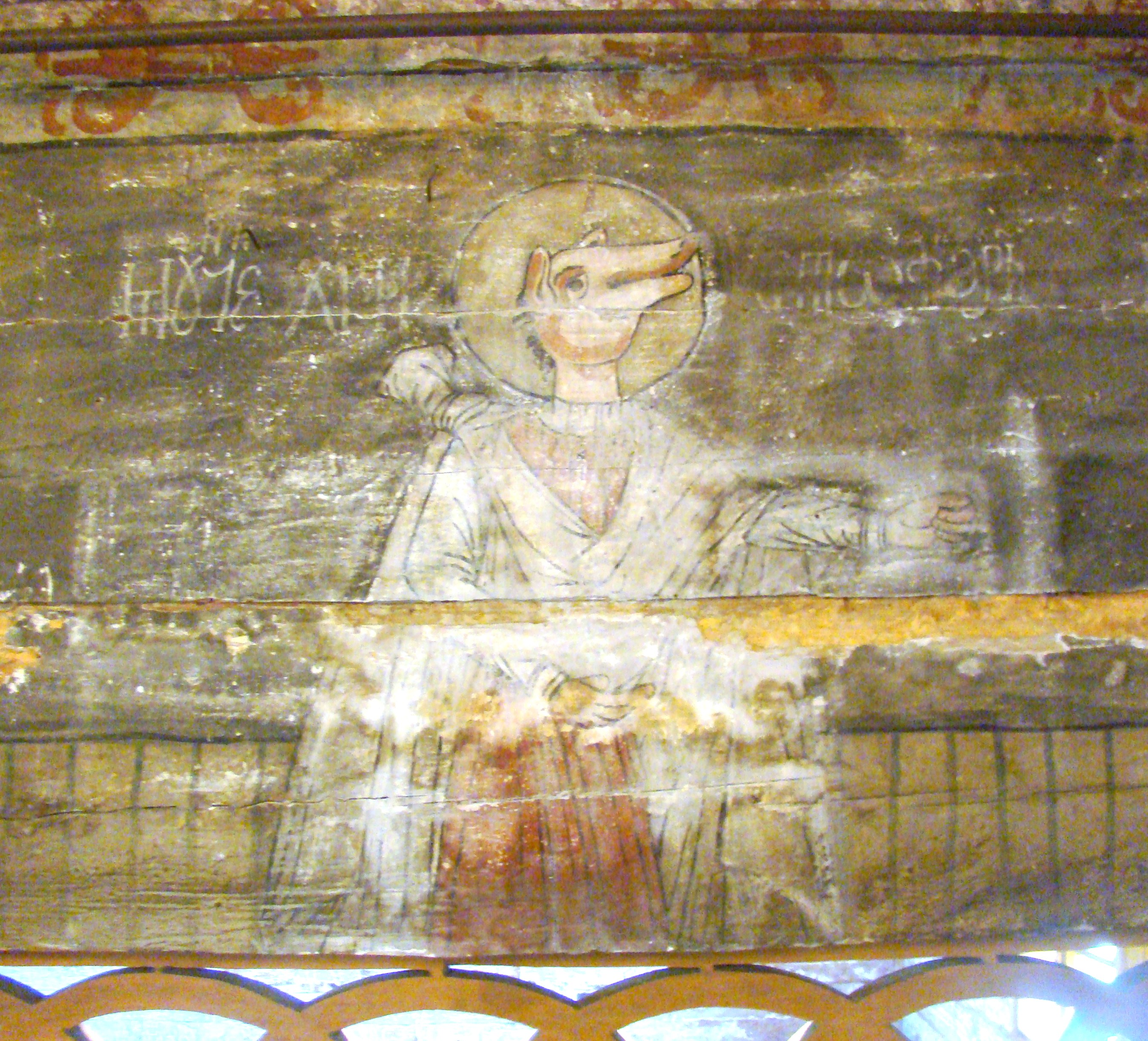
Sfântul Cristofor

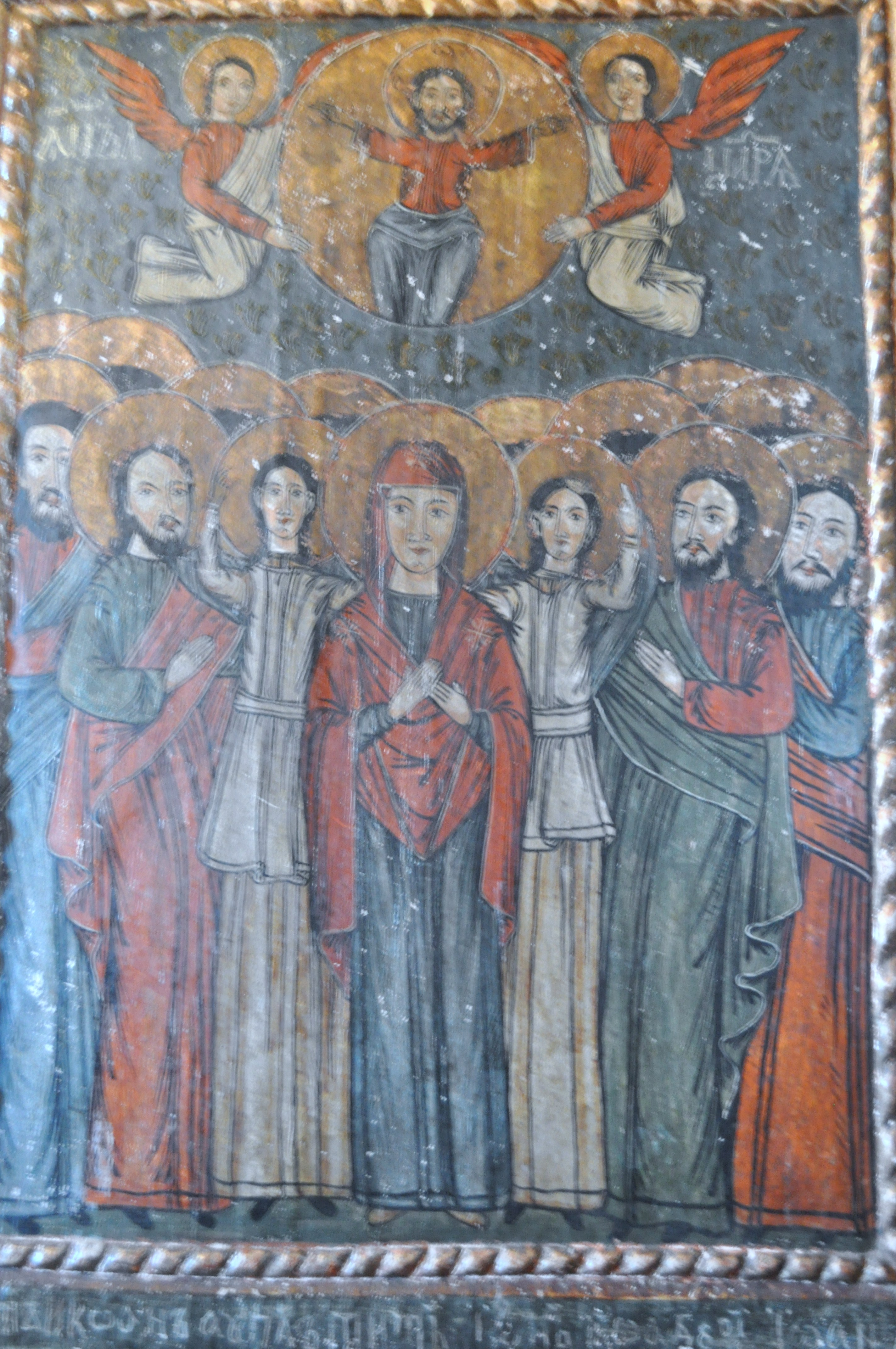
Soborul Maicii Domnului

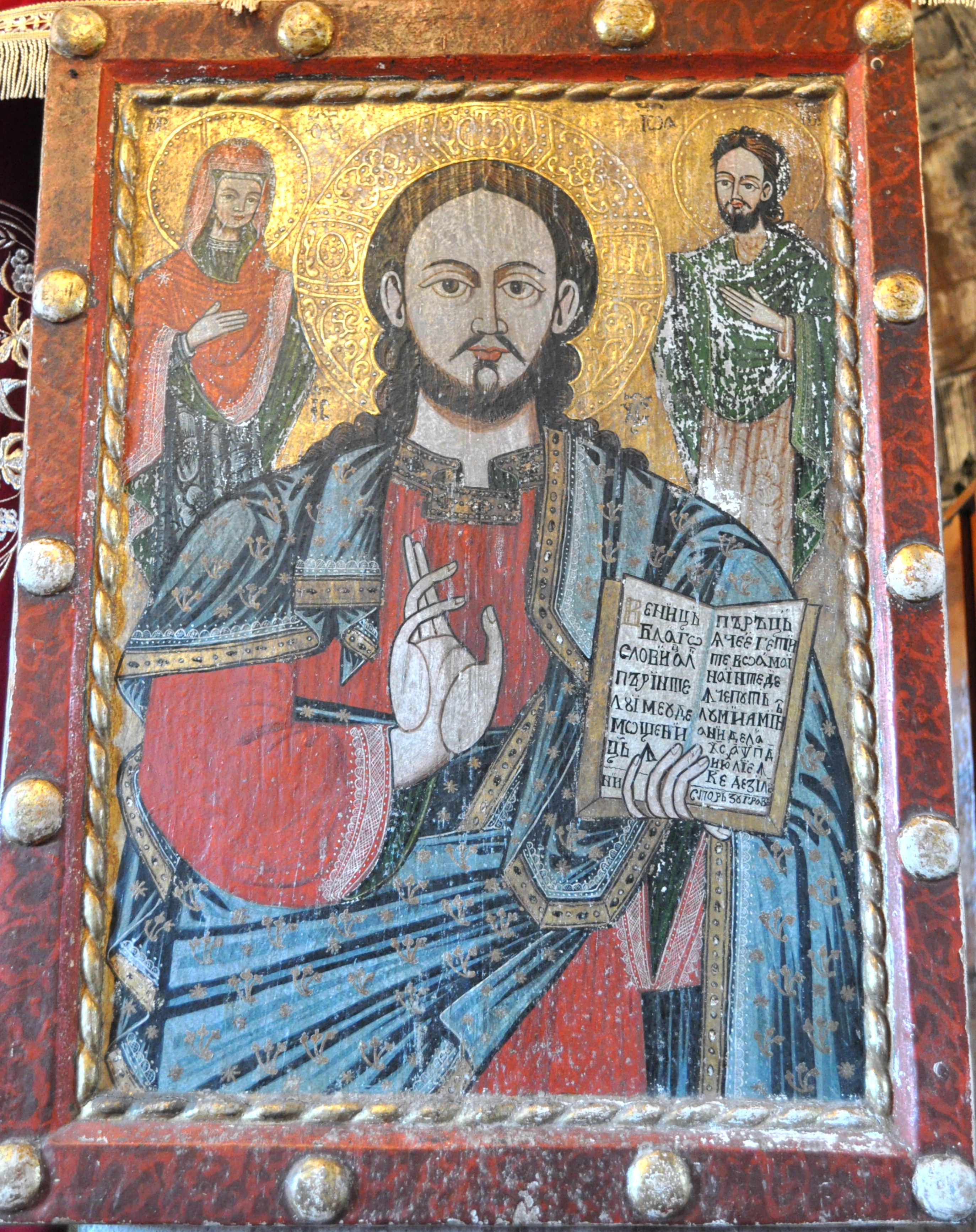
Iisus binecuvântând

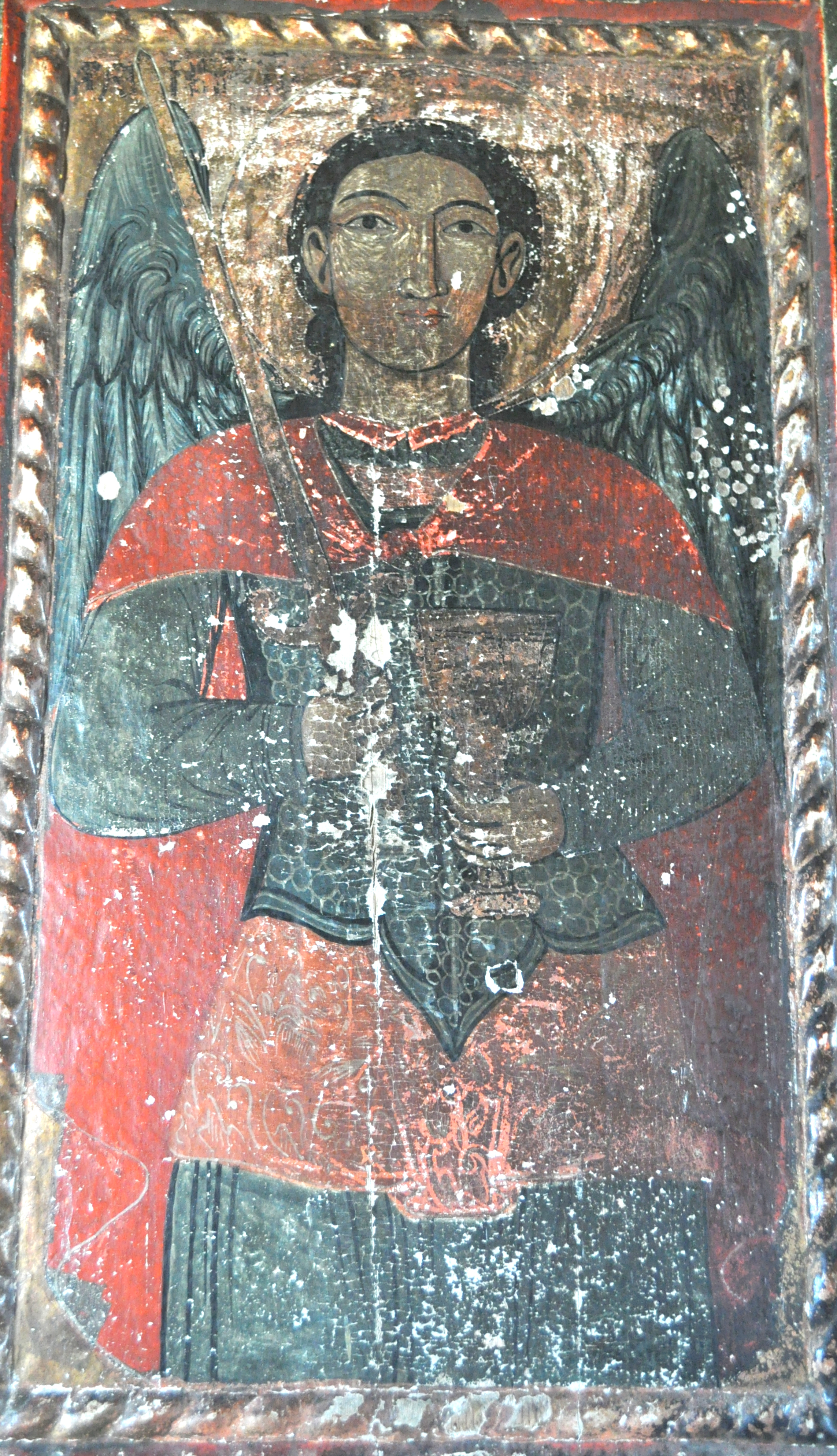
Arhanghelul Mihail

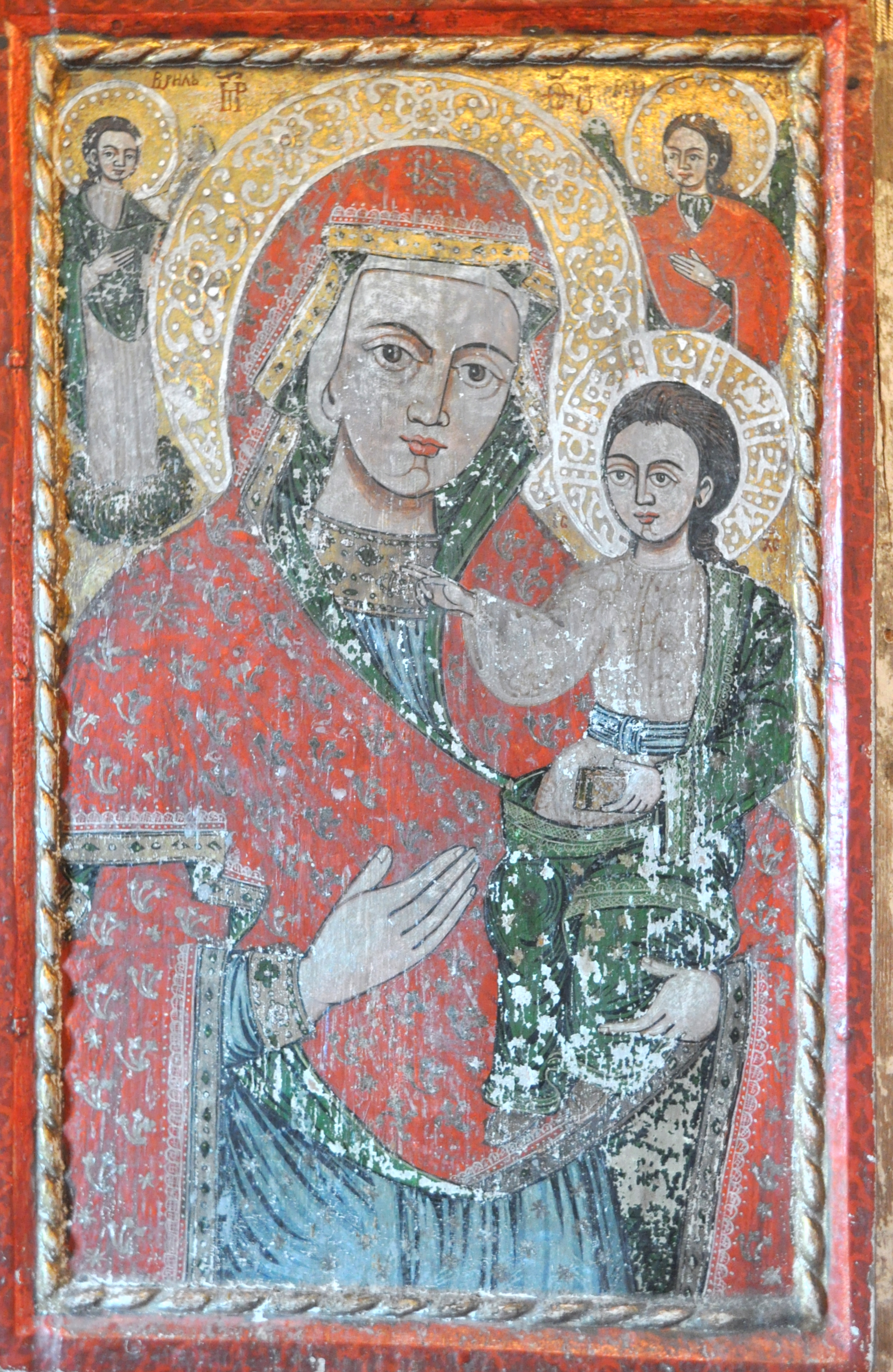
Maria cu pruncul

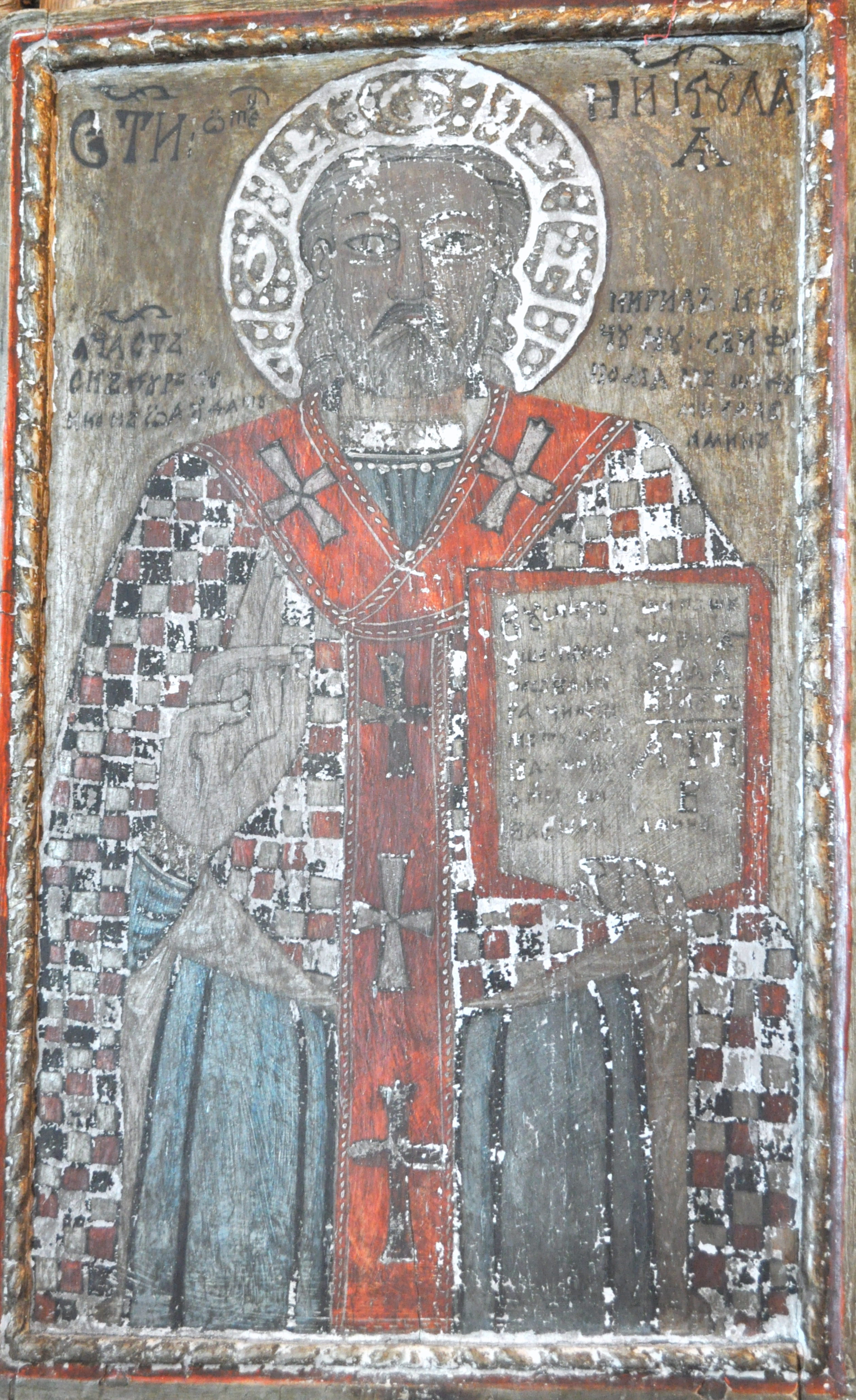
Sfântul Nicolae

Biserica de lemn din Dealu Negru, comuna Călățele, județul Cluj, datează din anul 1765.
Are hramul „Înălțarea Domnului”. Biserica se află pe noua listă a monumentelor istorice din anul 2010 sub codul LMI:  CJ-II-m-B-07595.
Biserica, monument istoric, a ars în totalitate în ziua de 26 iunie 2012.

## Istoric
Biserica a fost adusă din Finciu în anul 1935. Prima biserică pe care au avut-o fincenii a fost construită în anul 1765 din bârne de brad și stejar, în formă de corabie, având hramul Înălțarea Domnului. Ea a stat acolo până în anul 1935 când a fost mutată in filia parohiei, Finciu-Pădure. Până la mutarea bisericii în filie pereții erau numai din bârne, iar după mutarea ei la Finciu-Pădure (Dealu Negru) au fost căptușiți cu șindrilă și scândură.
Între anii 1991-1998 biserica a fost reparată în mare parte pe cheltuiala bunilor credincioși din localitate avându-i ca îndrumători pe P.C. Preoții Vasile Dan și Ioan Deac. În anul 1998 luna noiembrie Sfânta biserică a fost resfințită de către Ps. Episcop Vicar al Arhiepiscopiei Clujului Vasile Someșanul înconjurat de un sobor de preoți și diaconi.
La Sfântul Altar au slujit următorii preoți: P.C. Preot Gheorghe Miulescu 23 septembrie 1928 - 8 martie 1949; P.C. Preot Visarion Eladie 27 decembrie 1949 - 4 septembrie 1956; P.C. Preot Antonovici Andrei 20 februarie 1957- 5 noiembrie 1968; P.C. Preot Sâmpălean Dănuț 15 decembrie 1968 - 24 martie 1975; P.C. Turcu Vasile 3 iunie 1975 - 7 ianuarie 1978; P.C. Preot Leș Gheorghe 8 aprilie 1979 - 1 ianuarie 1992; P.C. Preot Dan Vasile 1 februarie 1992 - 12 noiembrie 1996; P.C. Preot Ioan Deac 1 decembrie 1996 - 12 martie 2000; P.C. Preot Sfârlea Dan-Aurelian 1 iulie 2000 - 30 octombrie 2010; P.C. Preot Vamoș Sandro-Vincențiu 19 decembrie 2010 - până în prezent. 

## Trăsături
Biserica Înălțarea Domnului din satul Dealu Negru, comuna Călățele, construită în 1765, este între puținele monumente clădite din bârne de brad. Mai fin cioplite, datorită esenței lemnoase moi, acestea sunt îmbinate după aceleași tehnici: „coadă de rândunică" și „cheotoarea dreaptă". Sub aspect planimetric, ea se compune dintr-un pronaos și naos, înscrise unitar unui perimetru dreptunghiular, continuat cu un altar poligonal, cu pereții retrași, și, de asemenea, cu pridvor pe latura de sud, unde se afla și ușa de intrare în biserică, într-un ancadrament decorat cu motive geometrice și cu inscripția cu caractere chirilice a anului edificării, în partea superioară.
Pronaosul este tăvănit, de pe grinzile sale laterale fiind înălțați stâlpii de susținere ai turnului. Acesta a avut inițial galeria închisă și coiful octogonal, cu patru turnulețe la bază, din care, după ultima restaurare, au fost lăsate doar două. Naosul și altarul au, în interior, deasupra pereților din lungimea monumentului, câte o boltă semicilindrică. Bârnele orizontale ce formează bolta navei sunt sprijinite pe una verticală din interiorul bisericii. Acoperișul are căpriorii fixați la sud pe cununa pridvorului, iar la nord și vest pe câte o cosoroabă așezată pe consolele formate de capetele bârnelor din partea superioară a pereților.

## Imagini din exterior

Biserica de lemn din Dealu Negru, județul Cluj, 2009
Vedere de ansamblu din sud
Vedere de ansamblu din est
Portalul bisericii
Inscripţia ce datează biserica
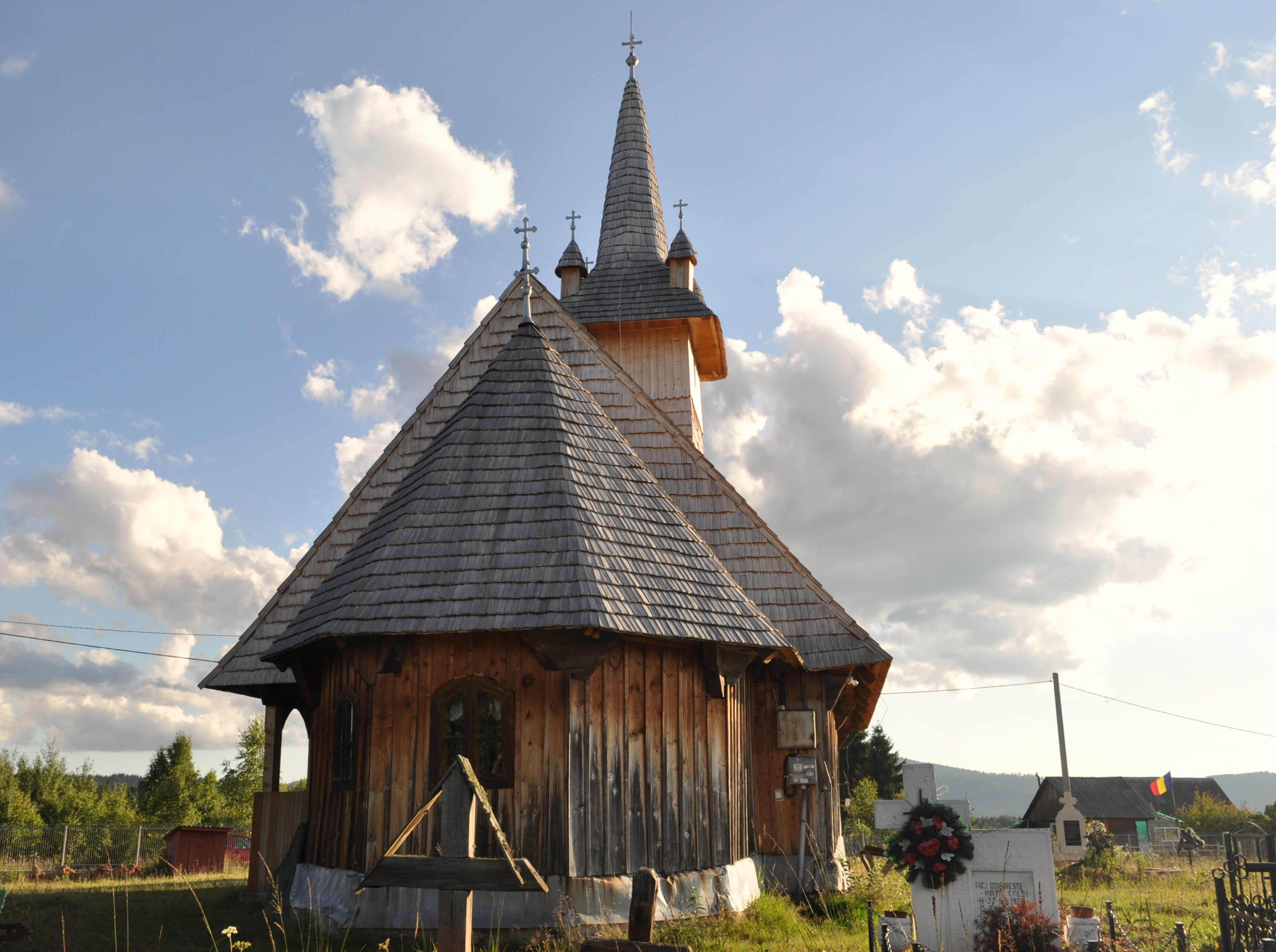
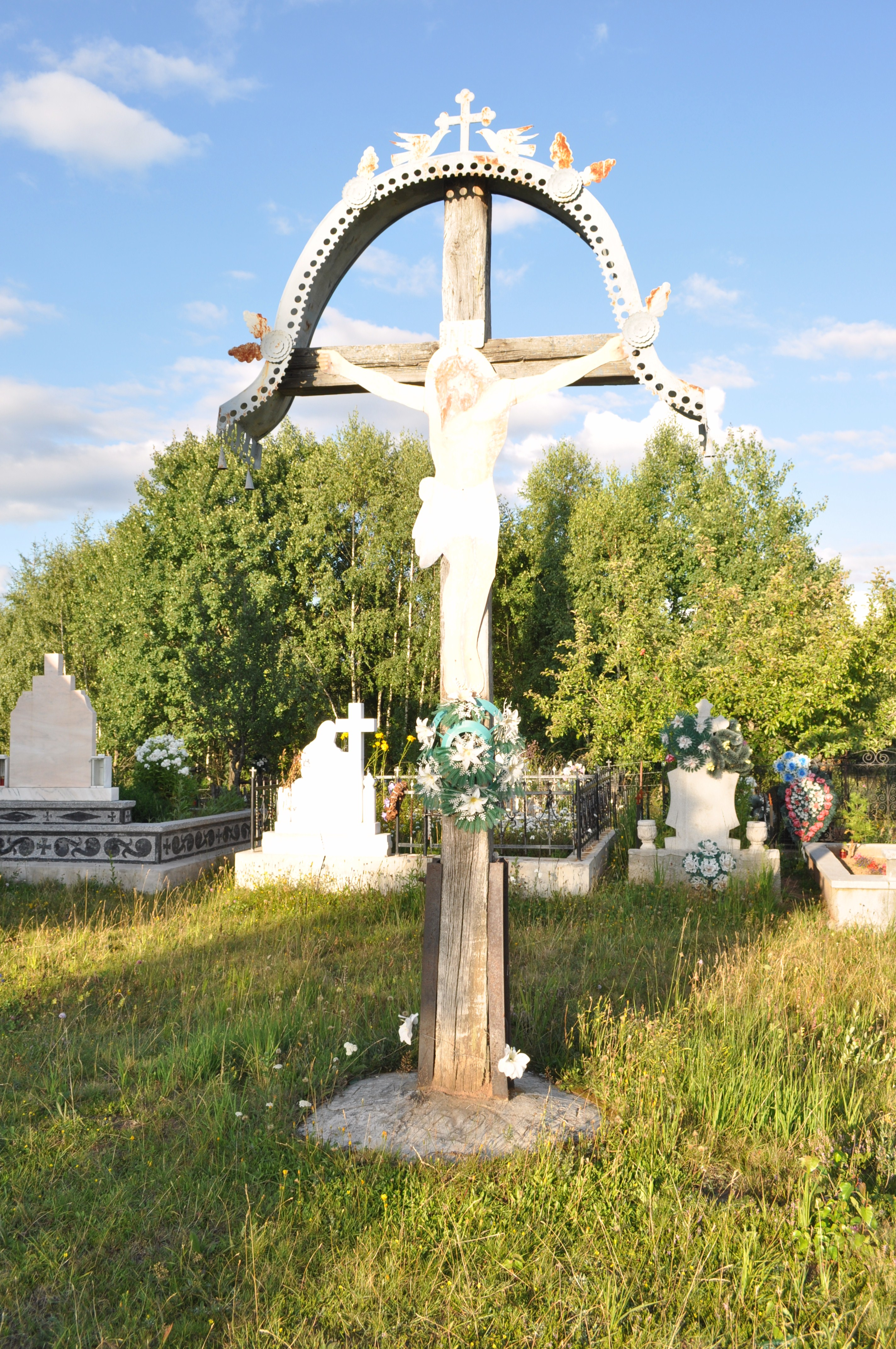
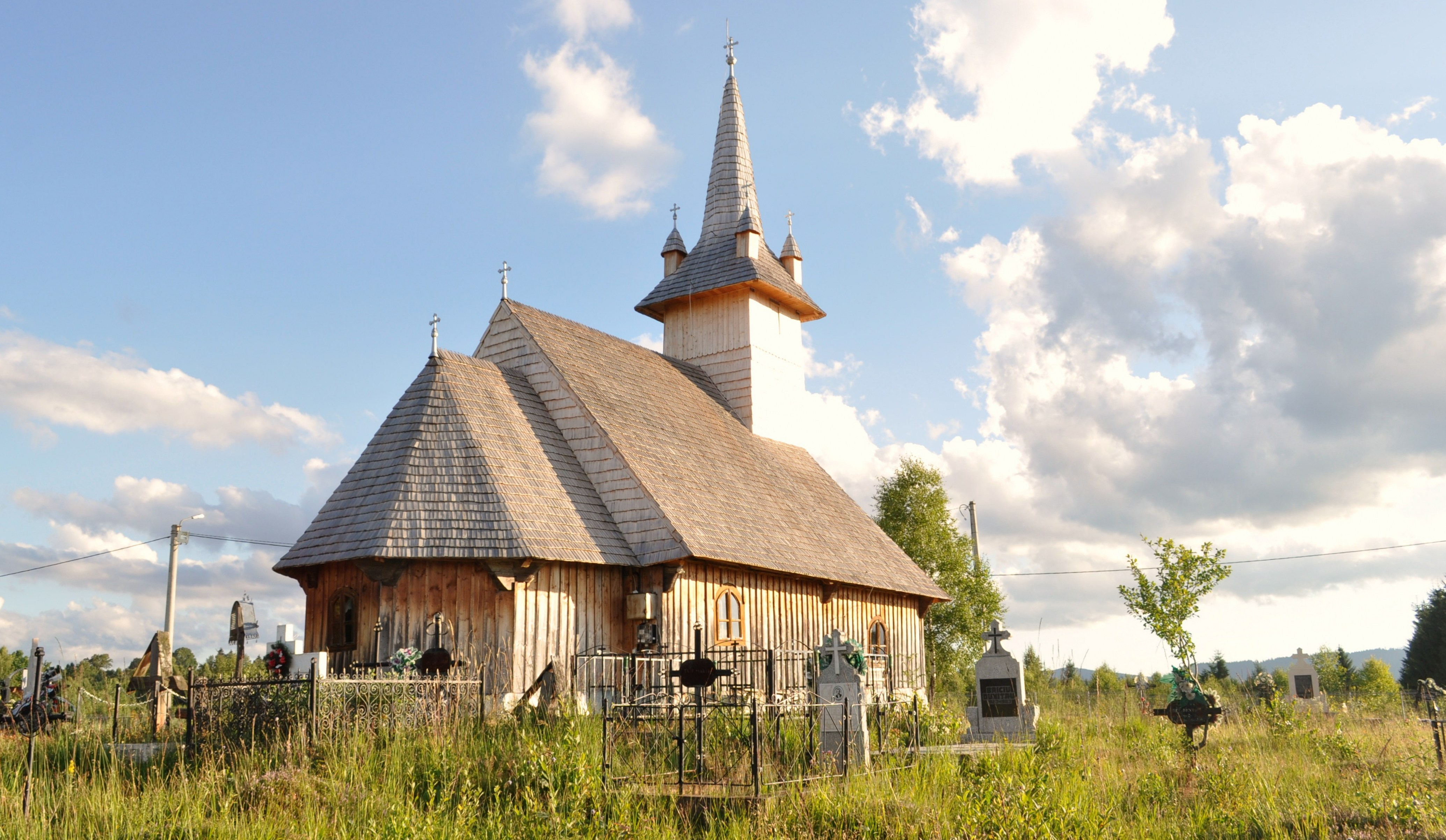
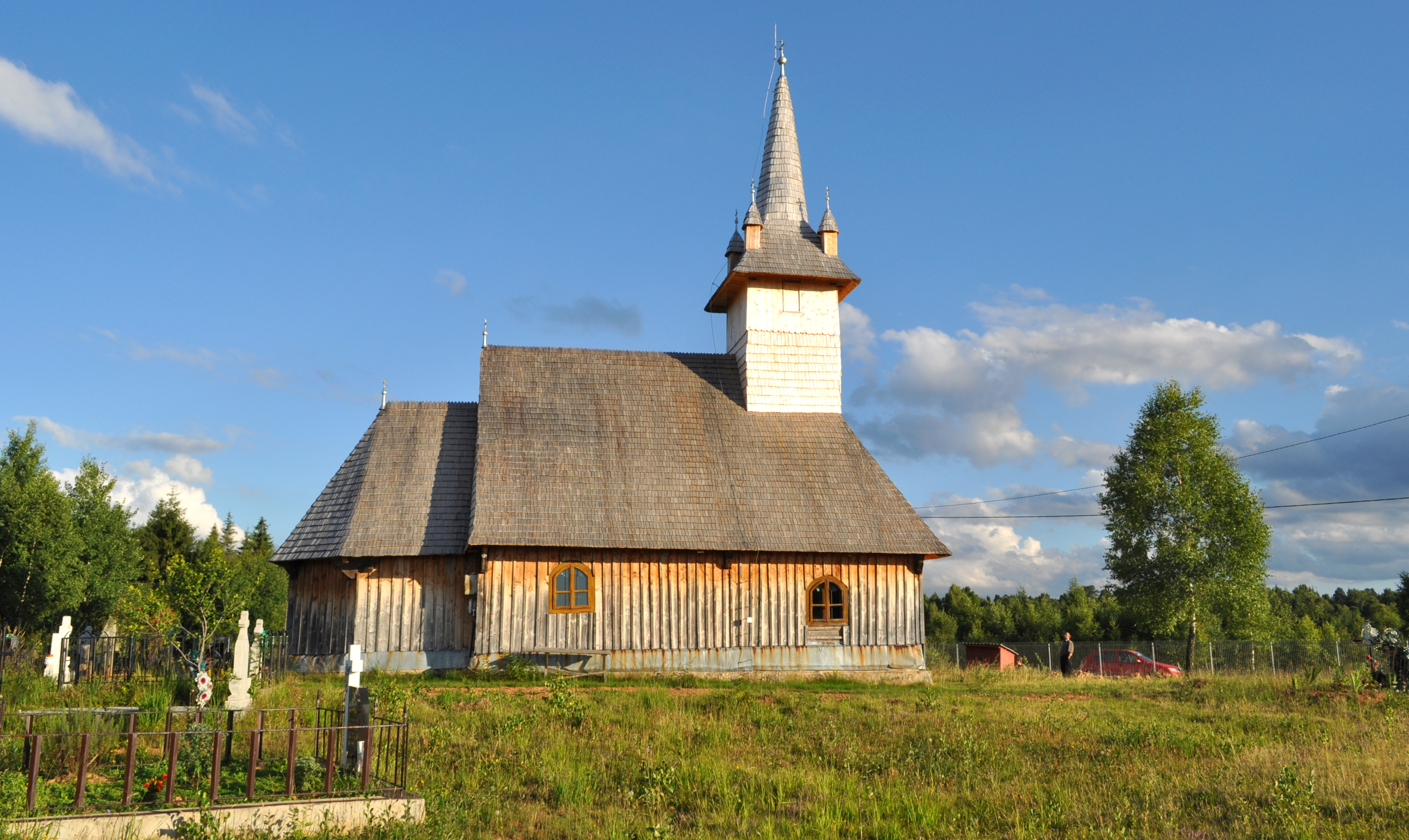
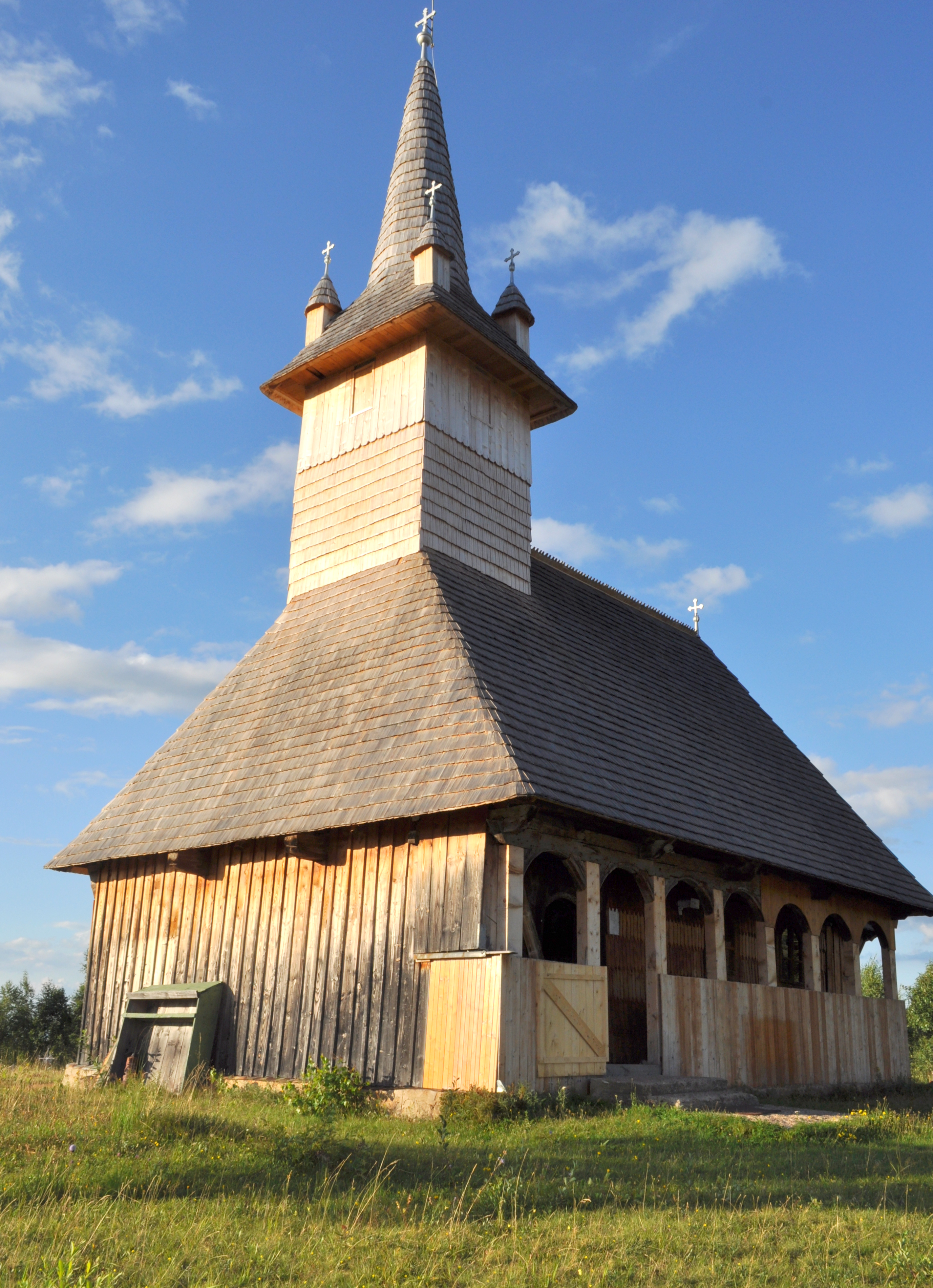
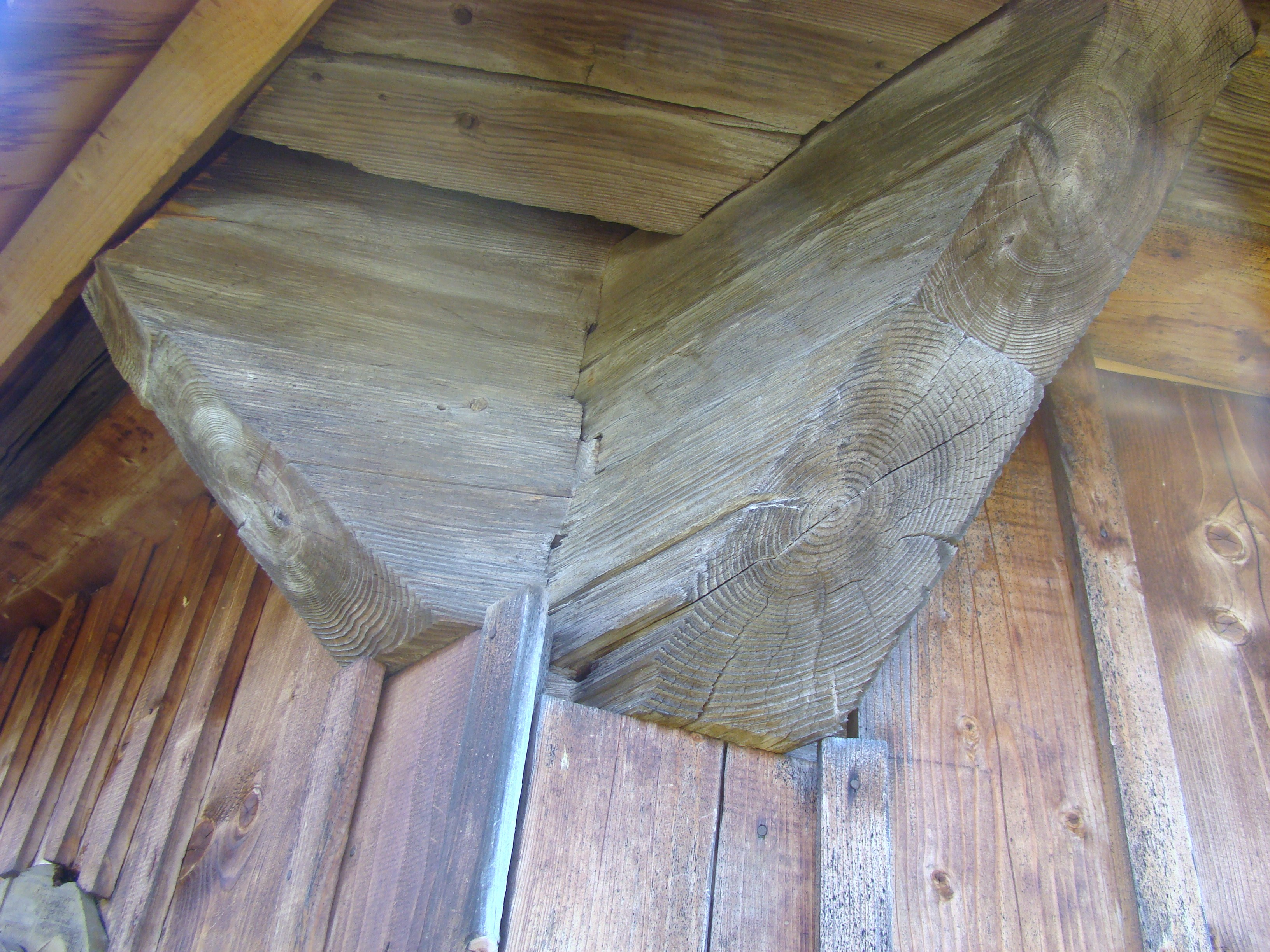
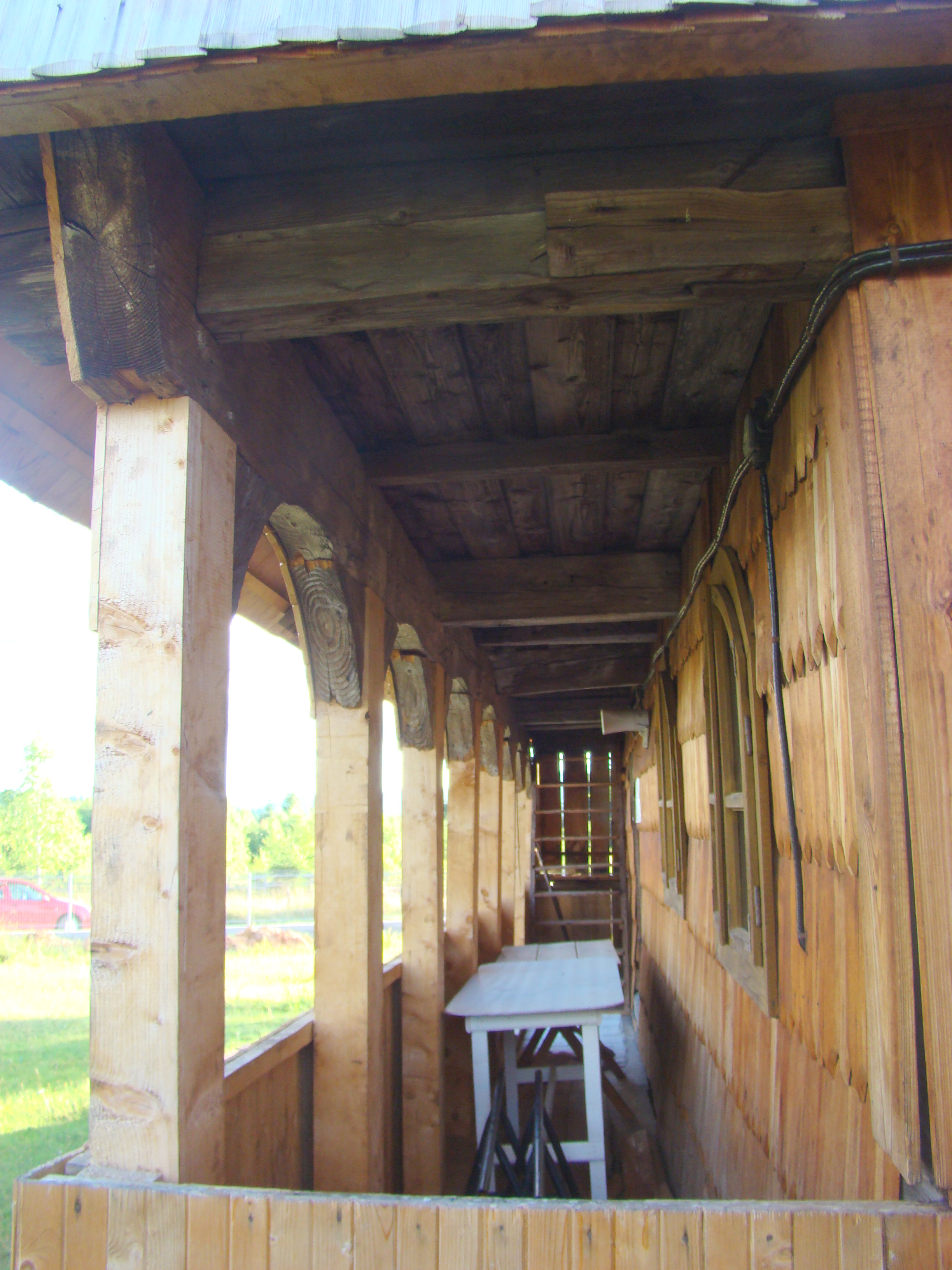
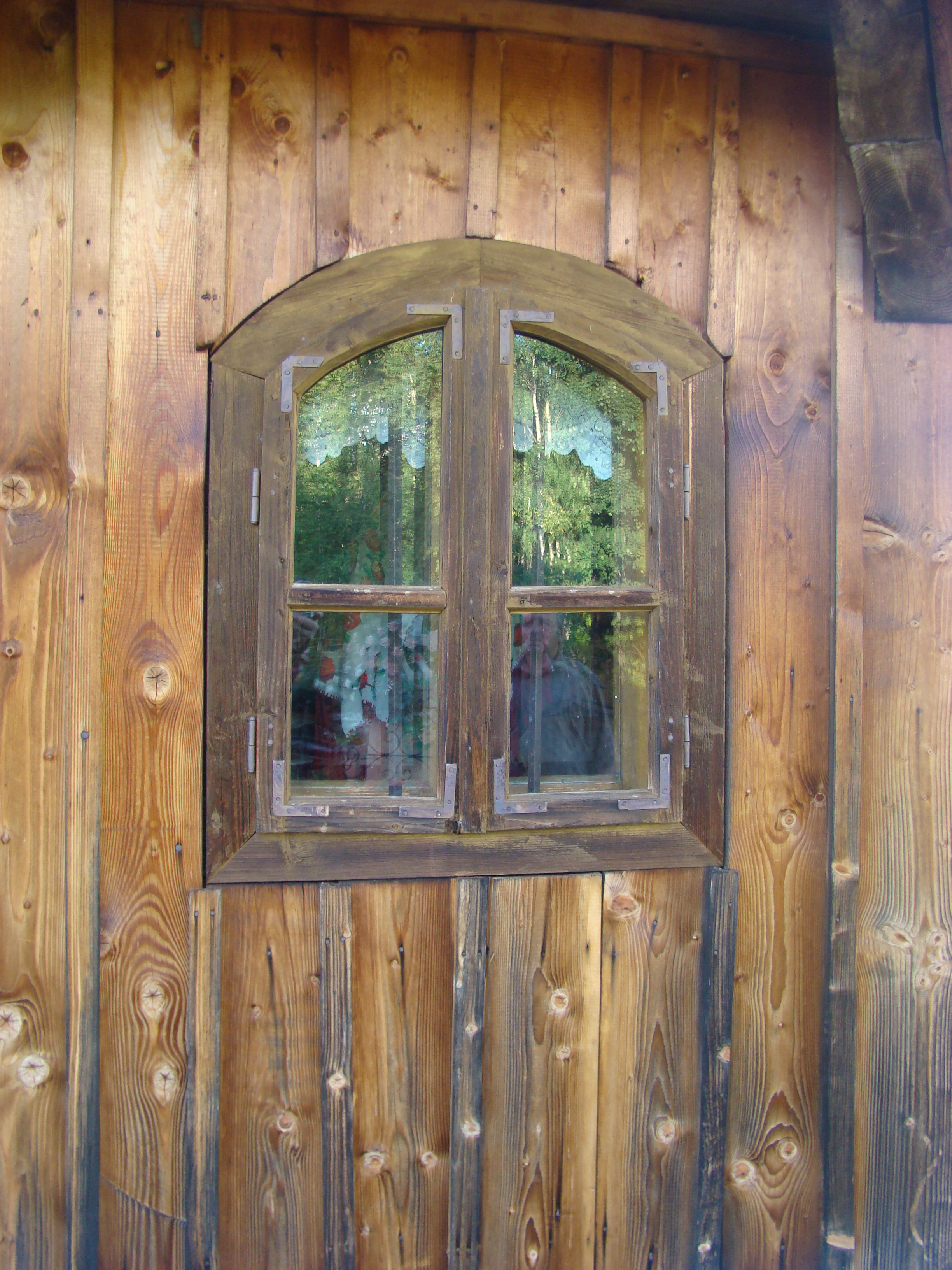
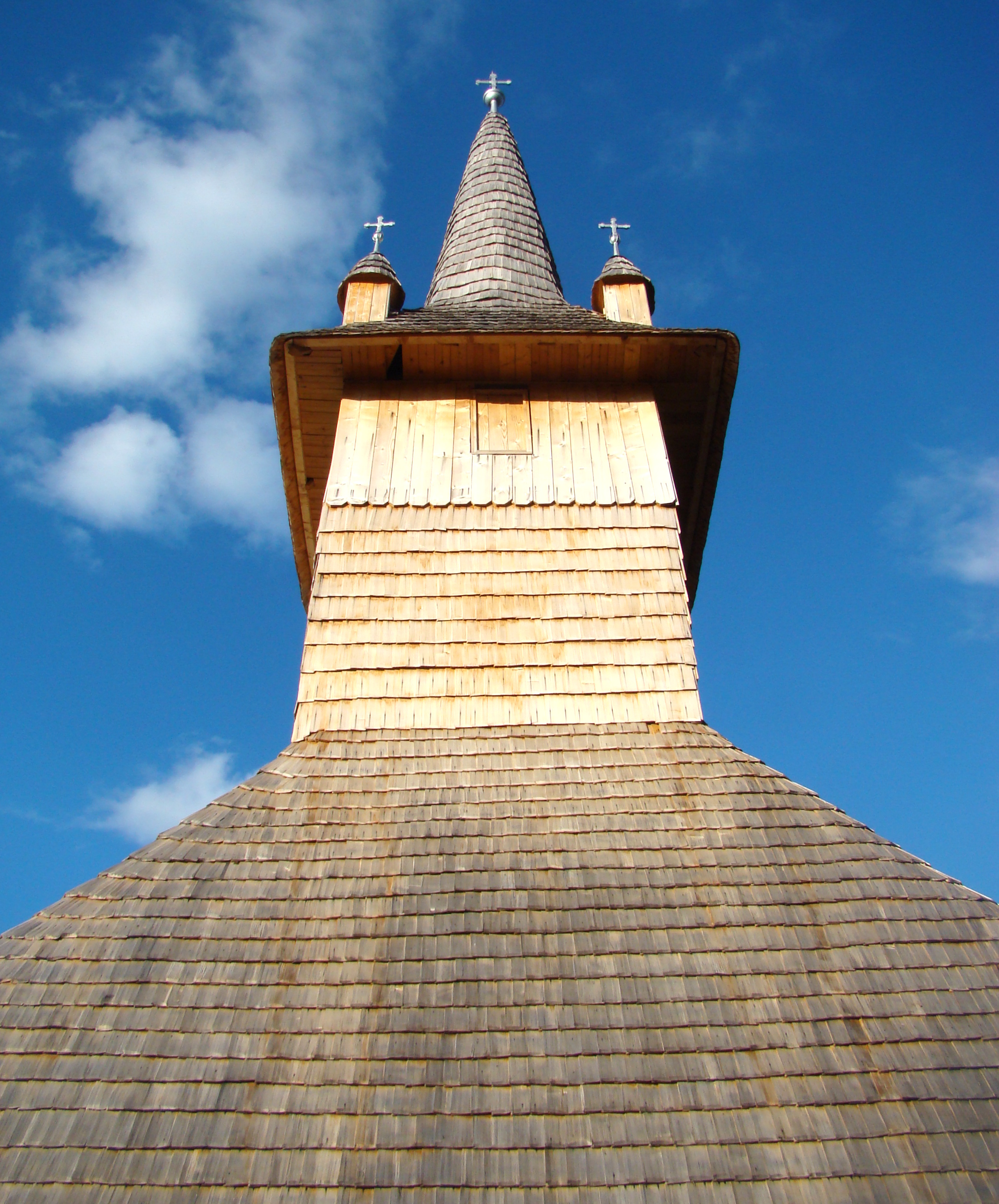
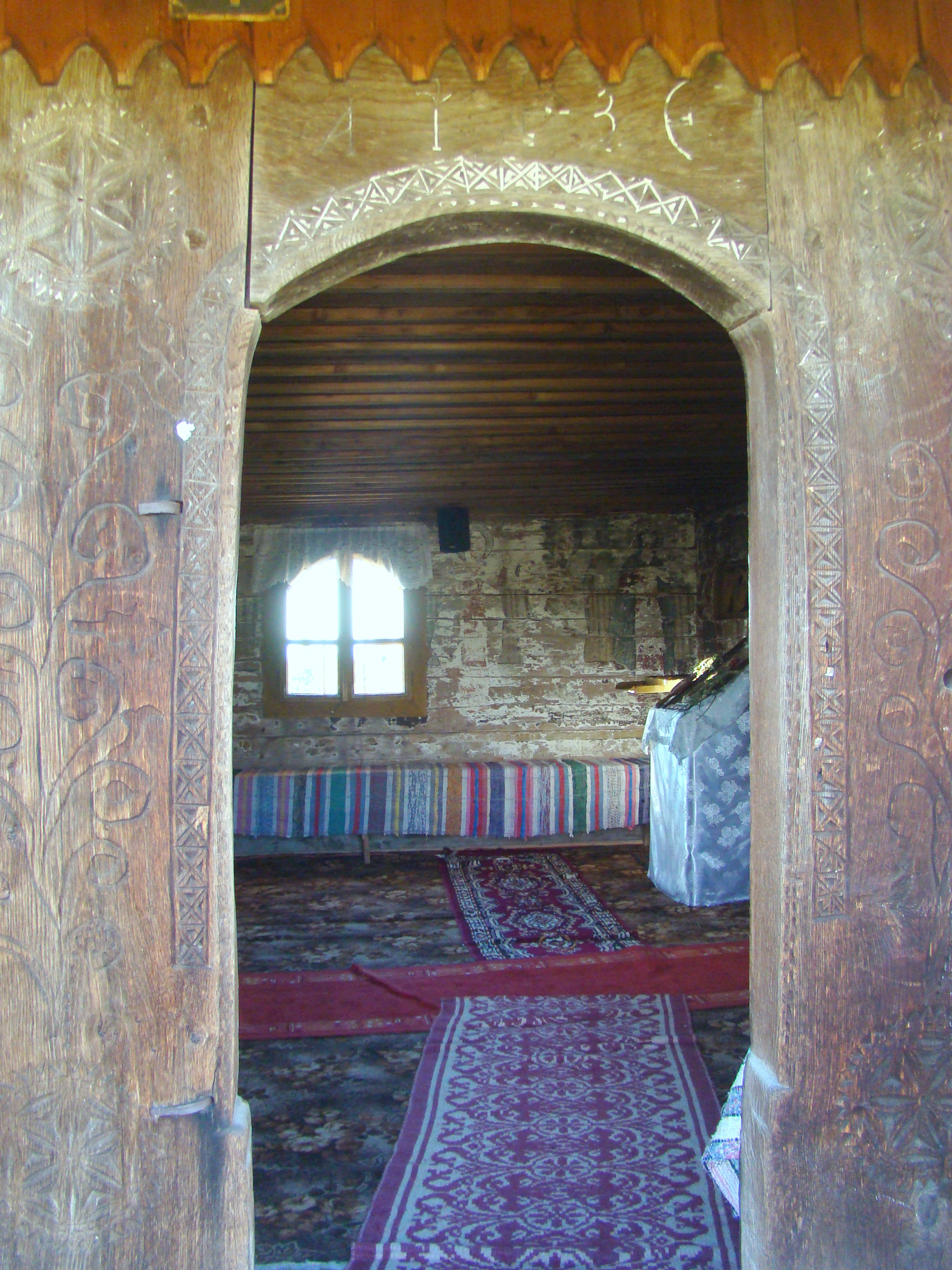
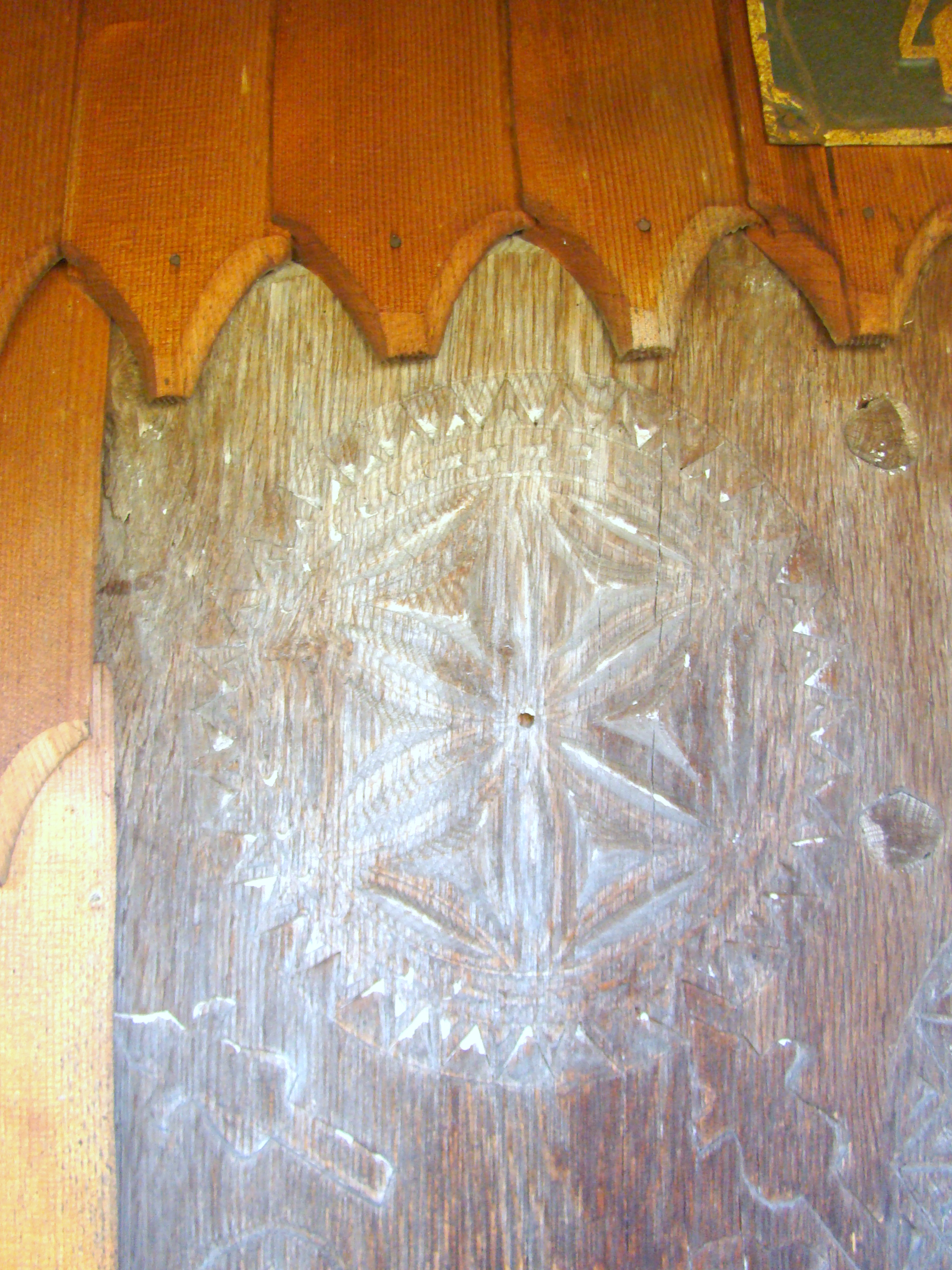
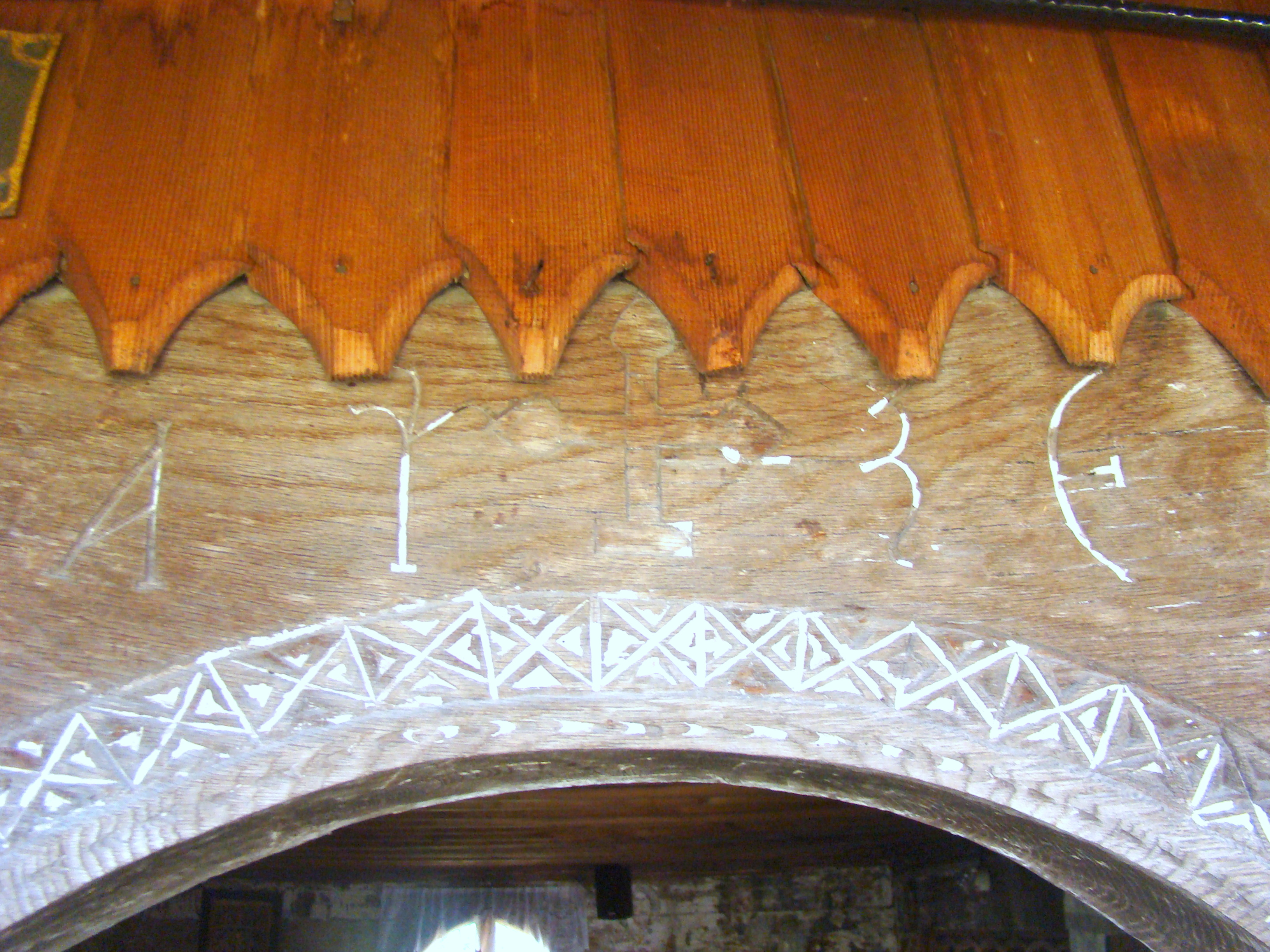

## Imagini din interior

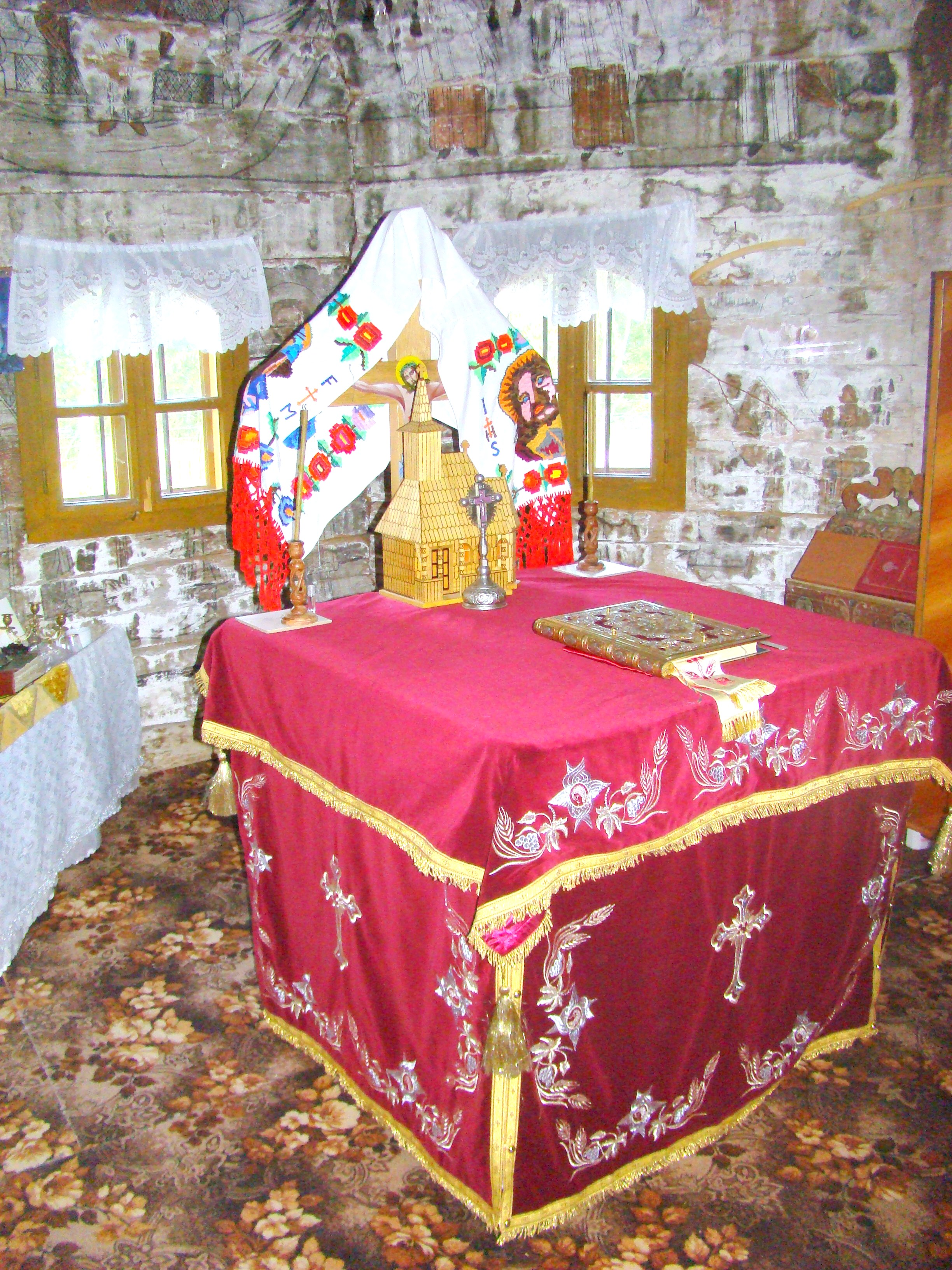
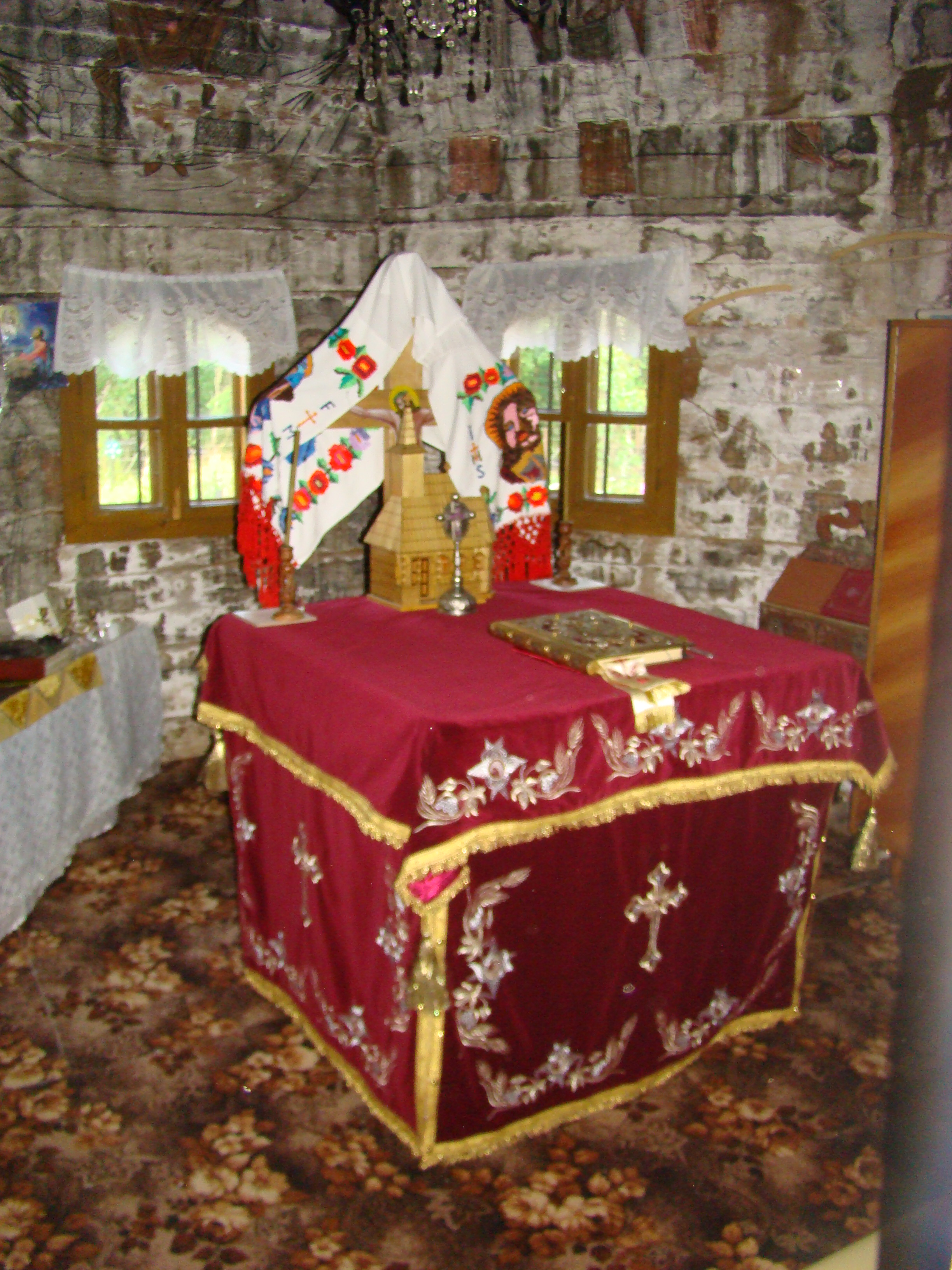
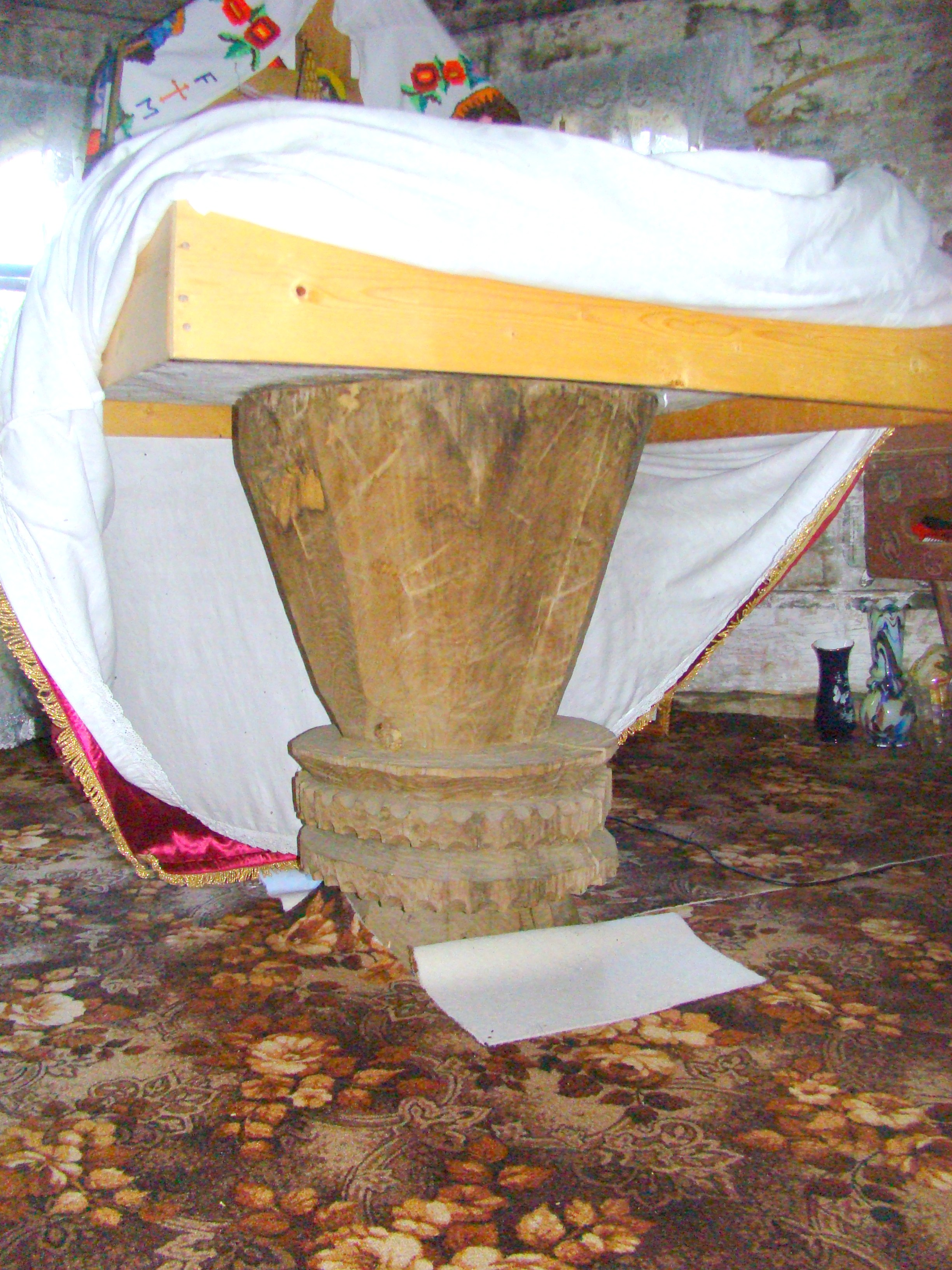
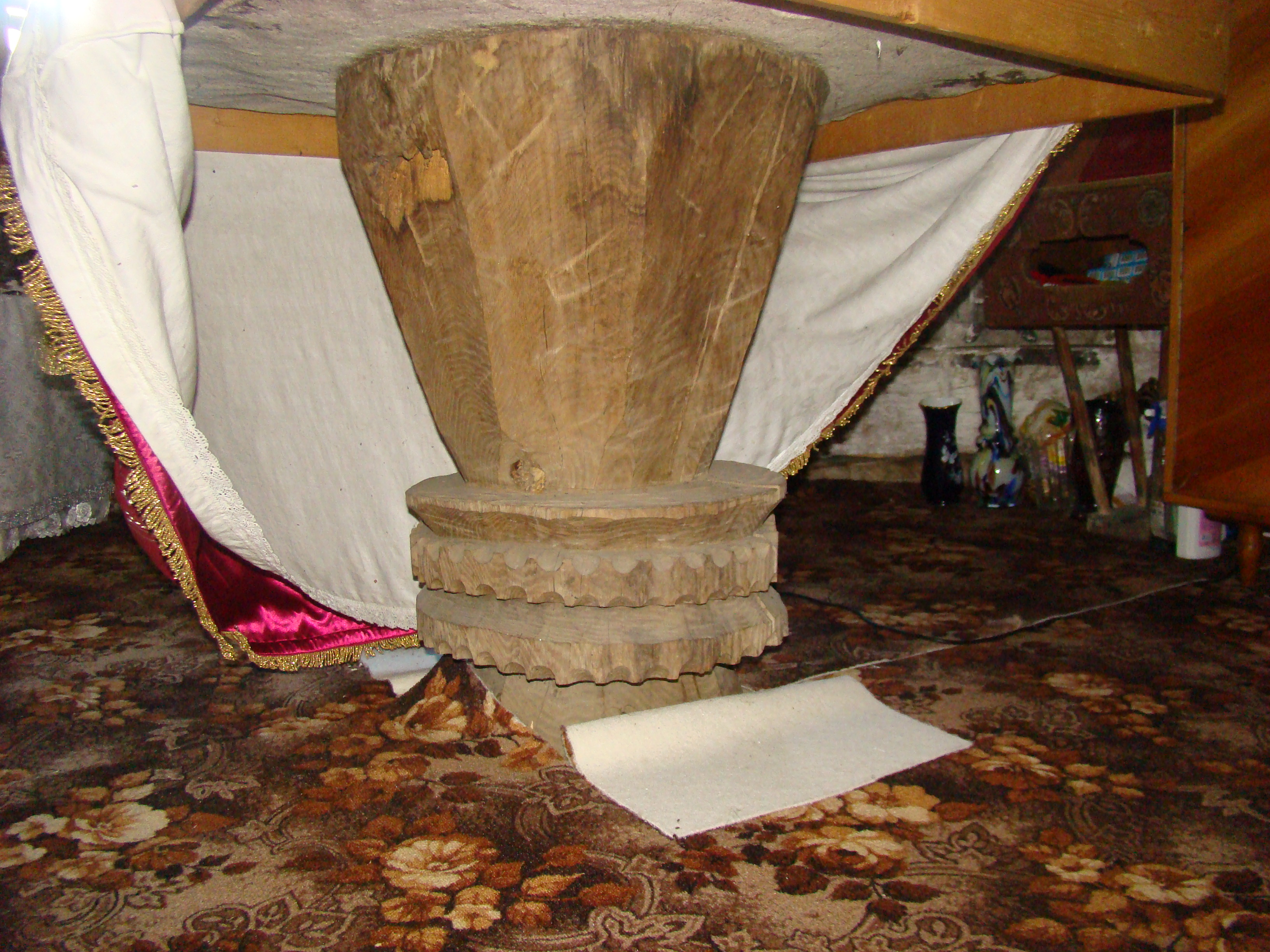
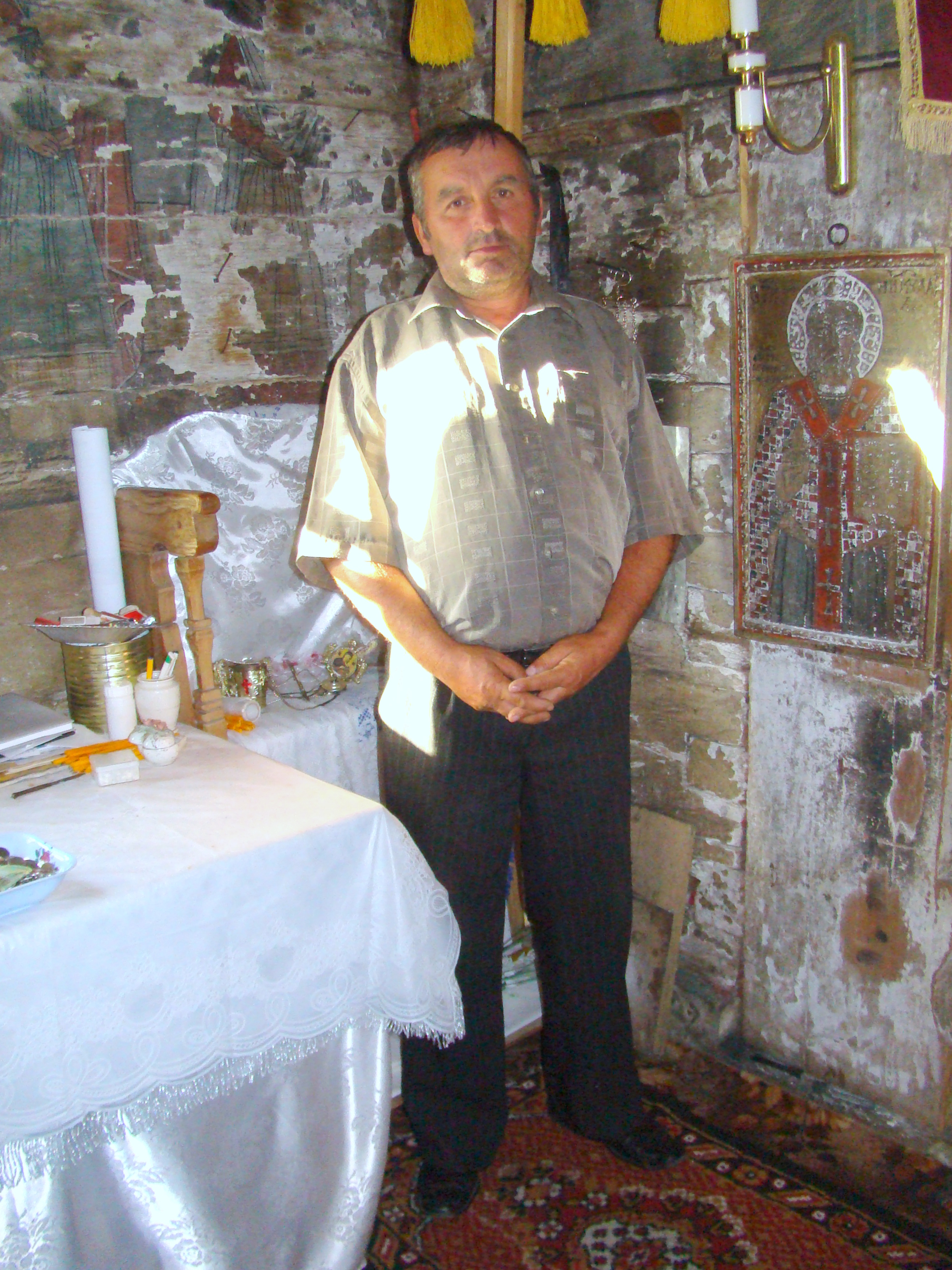
Sfătul
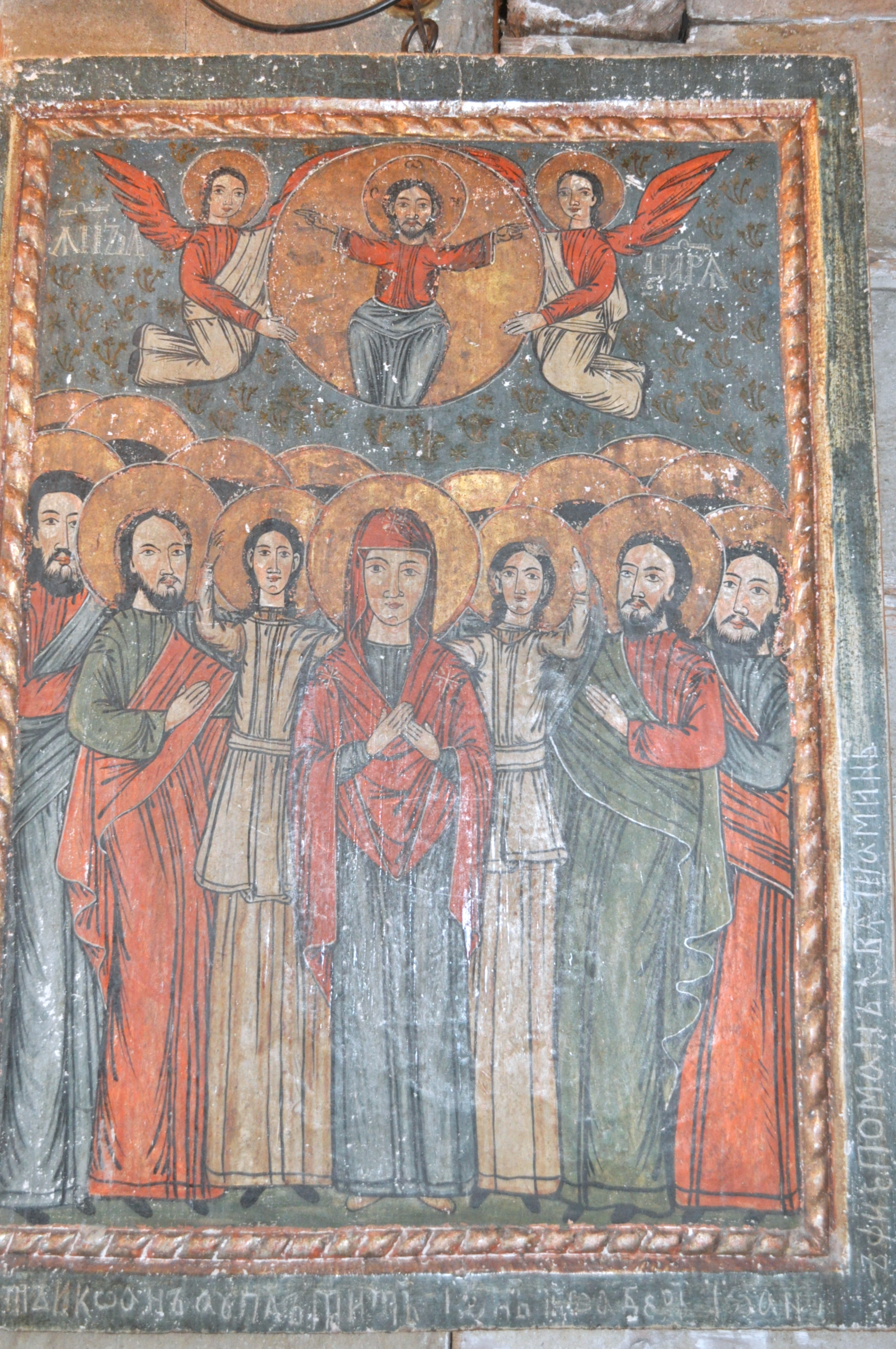
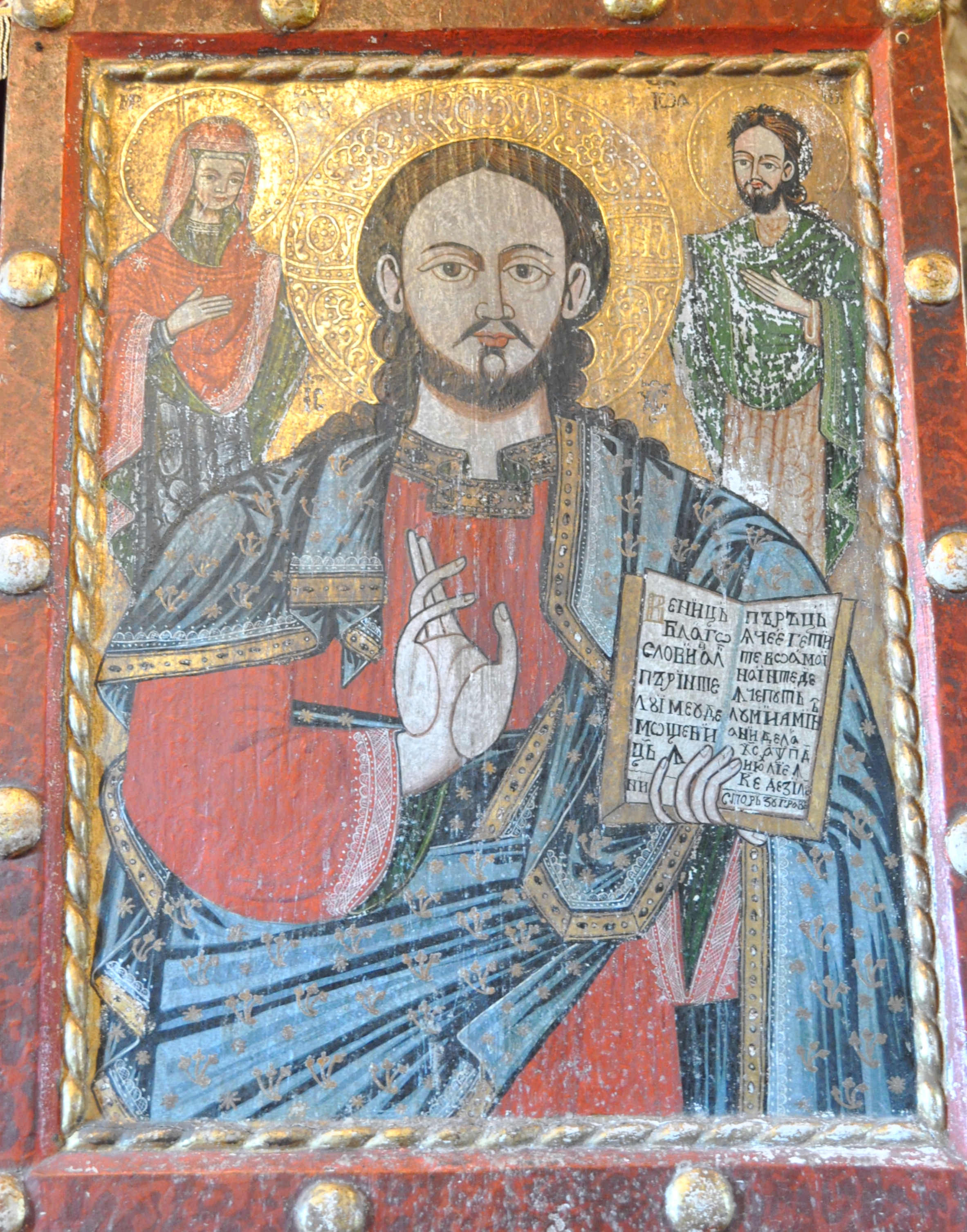
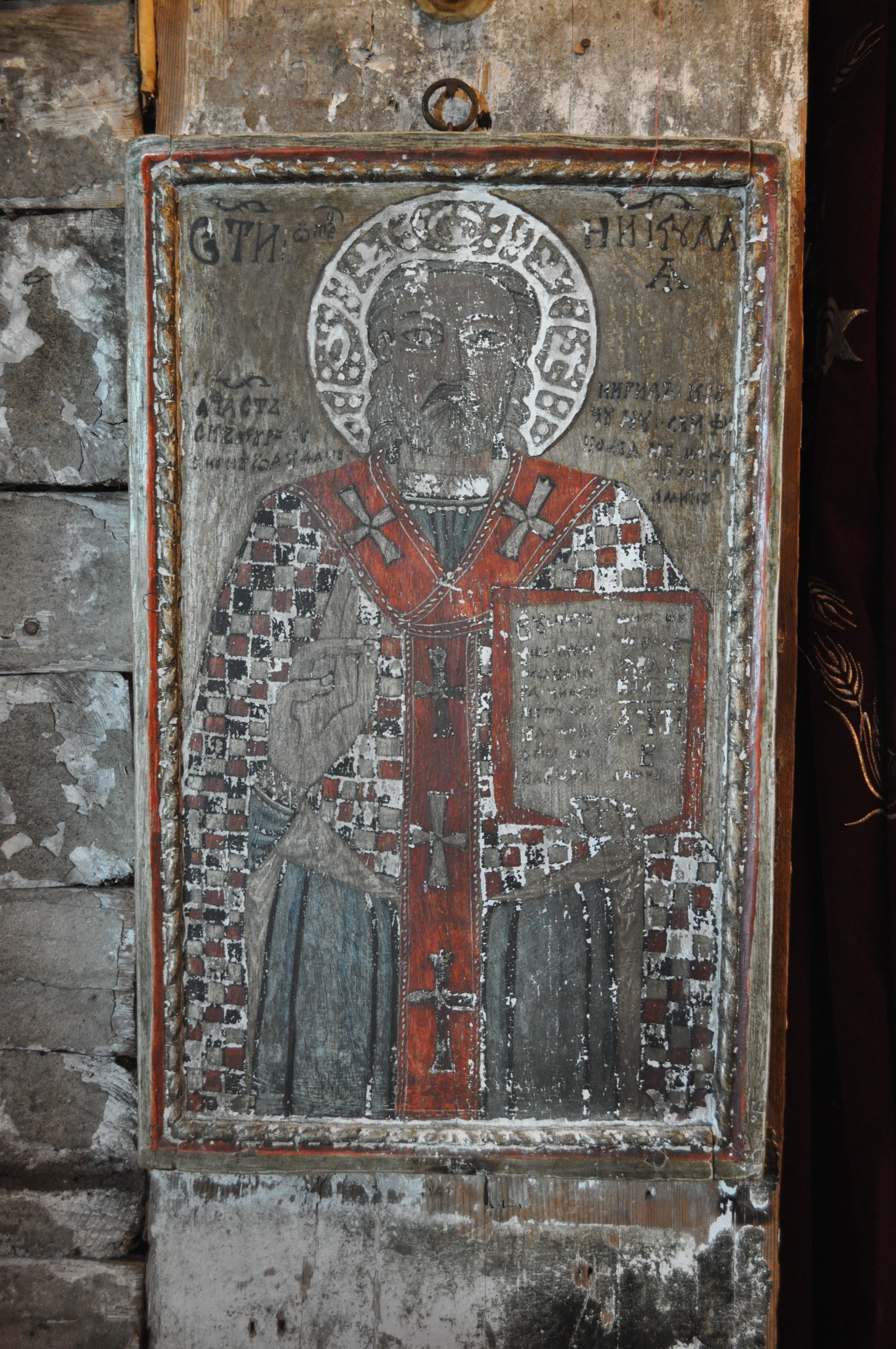
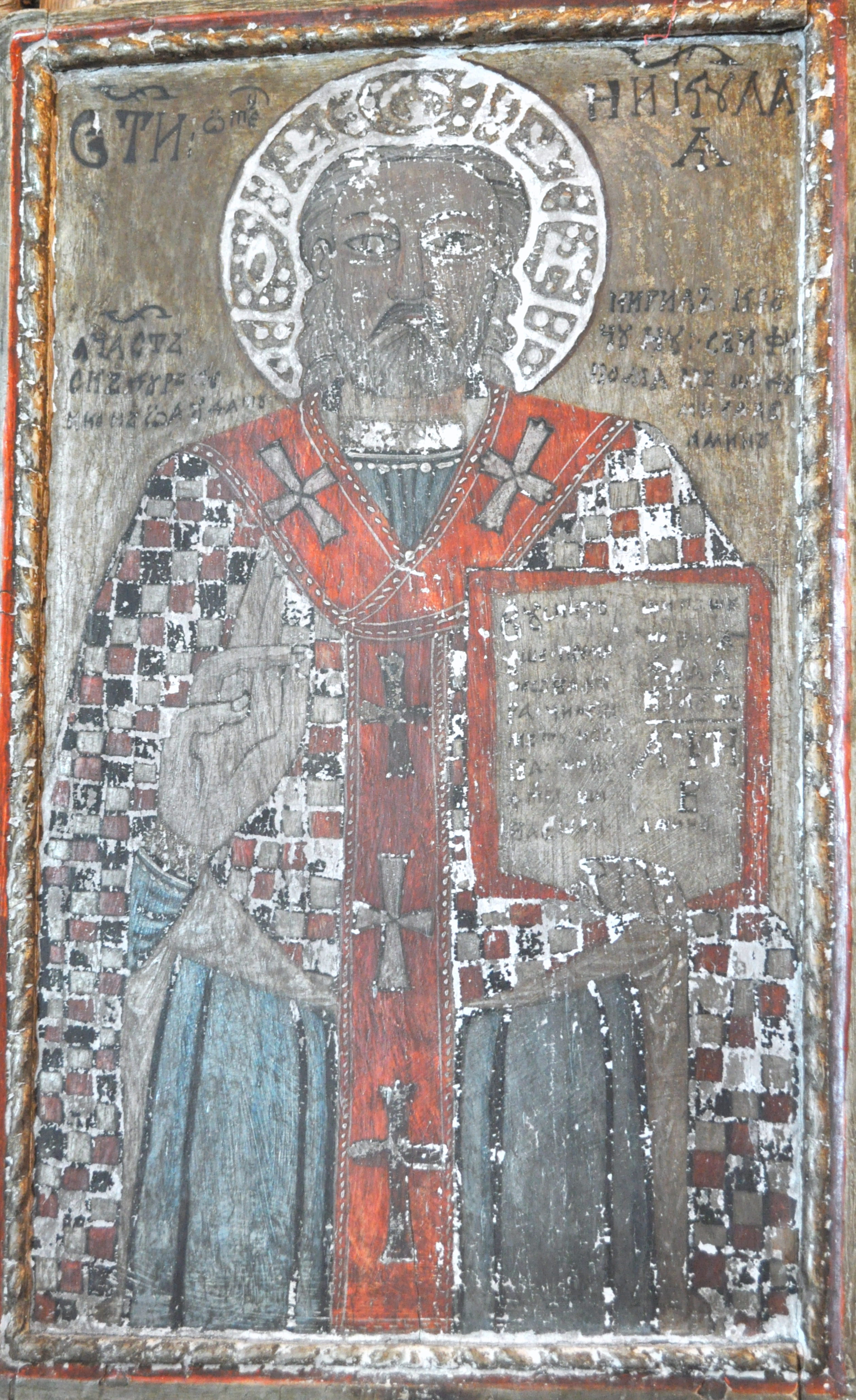
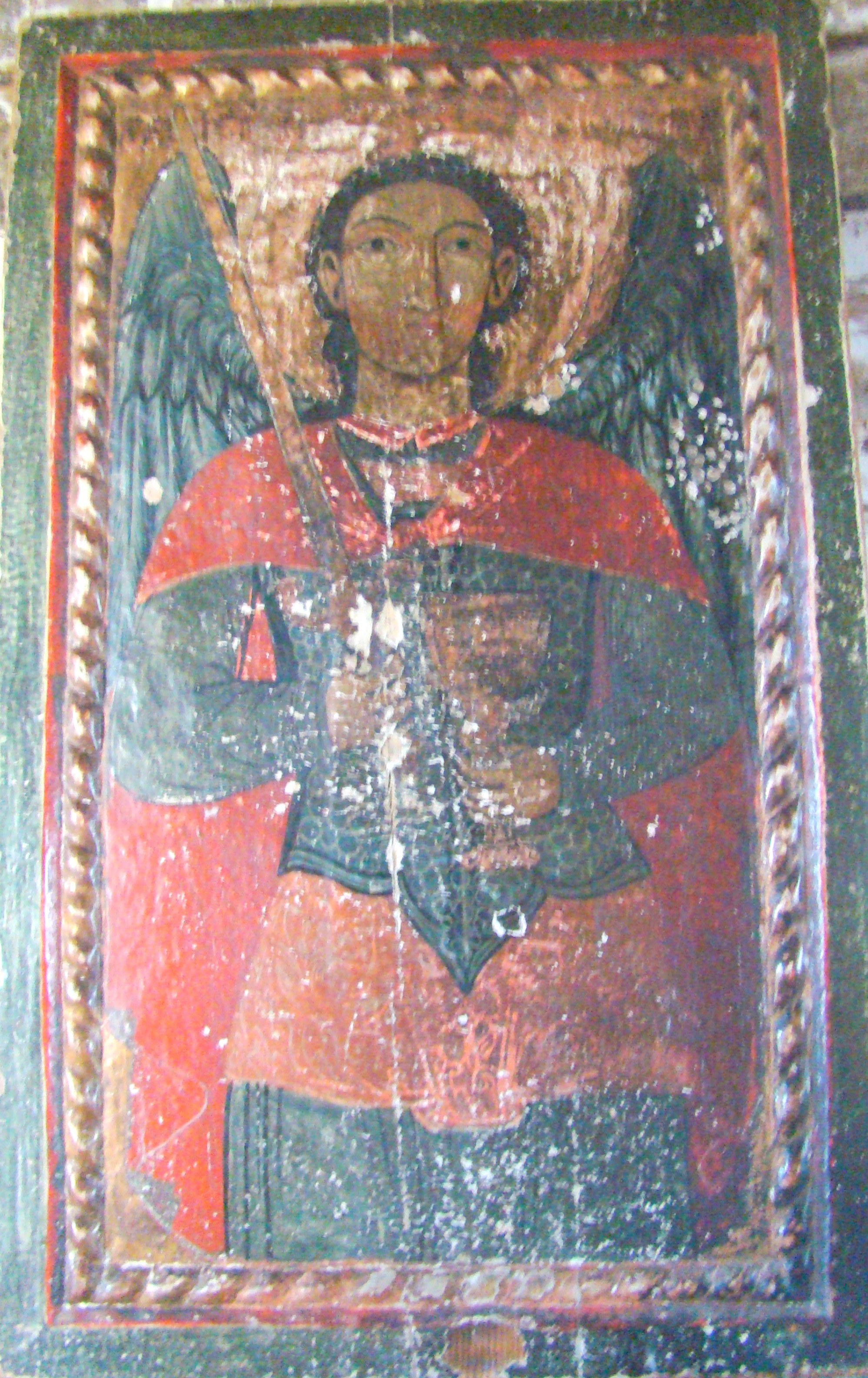
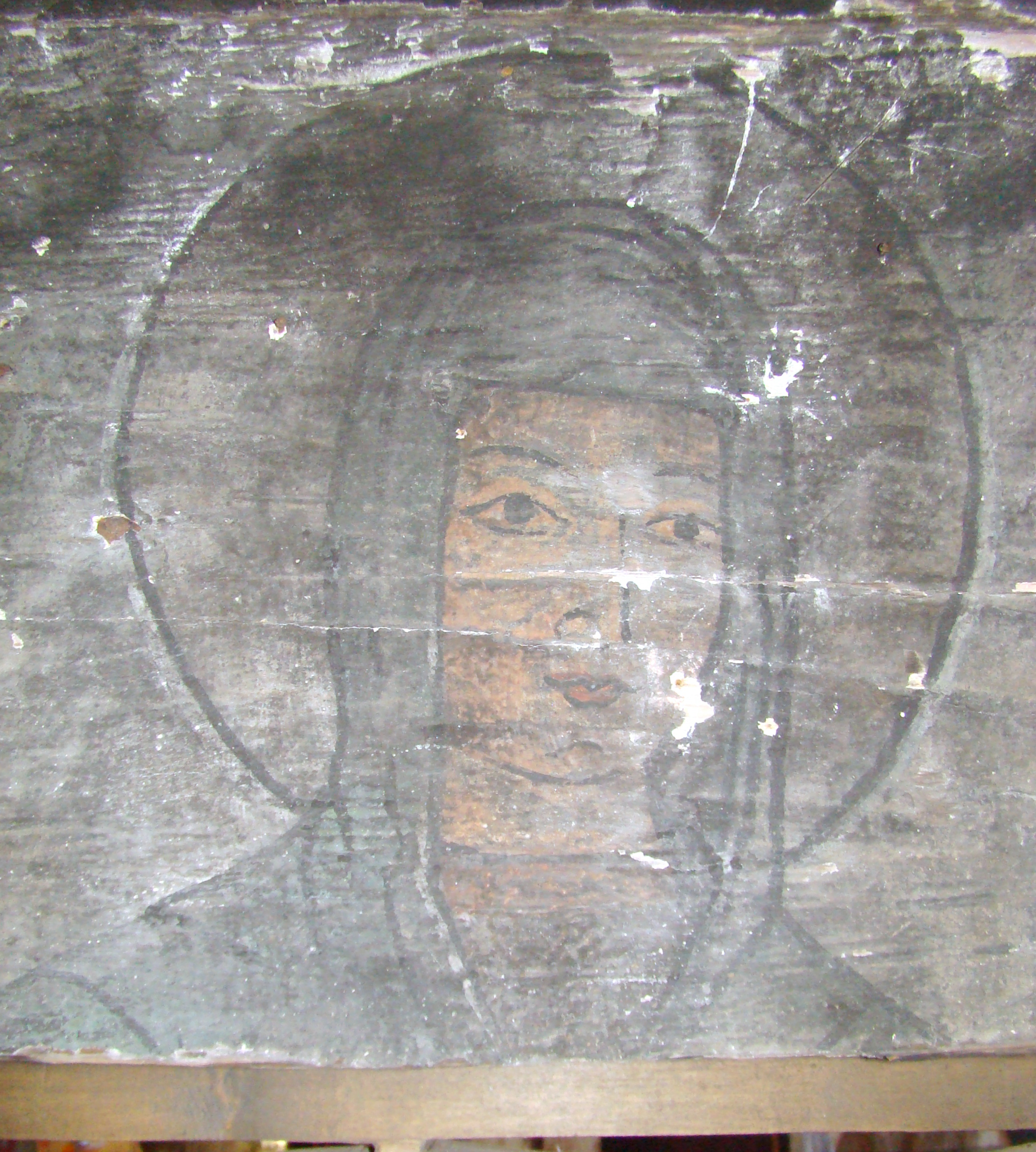
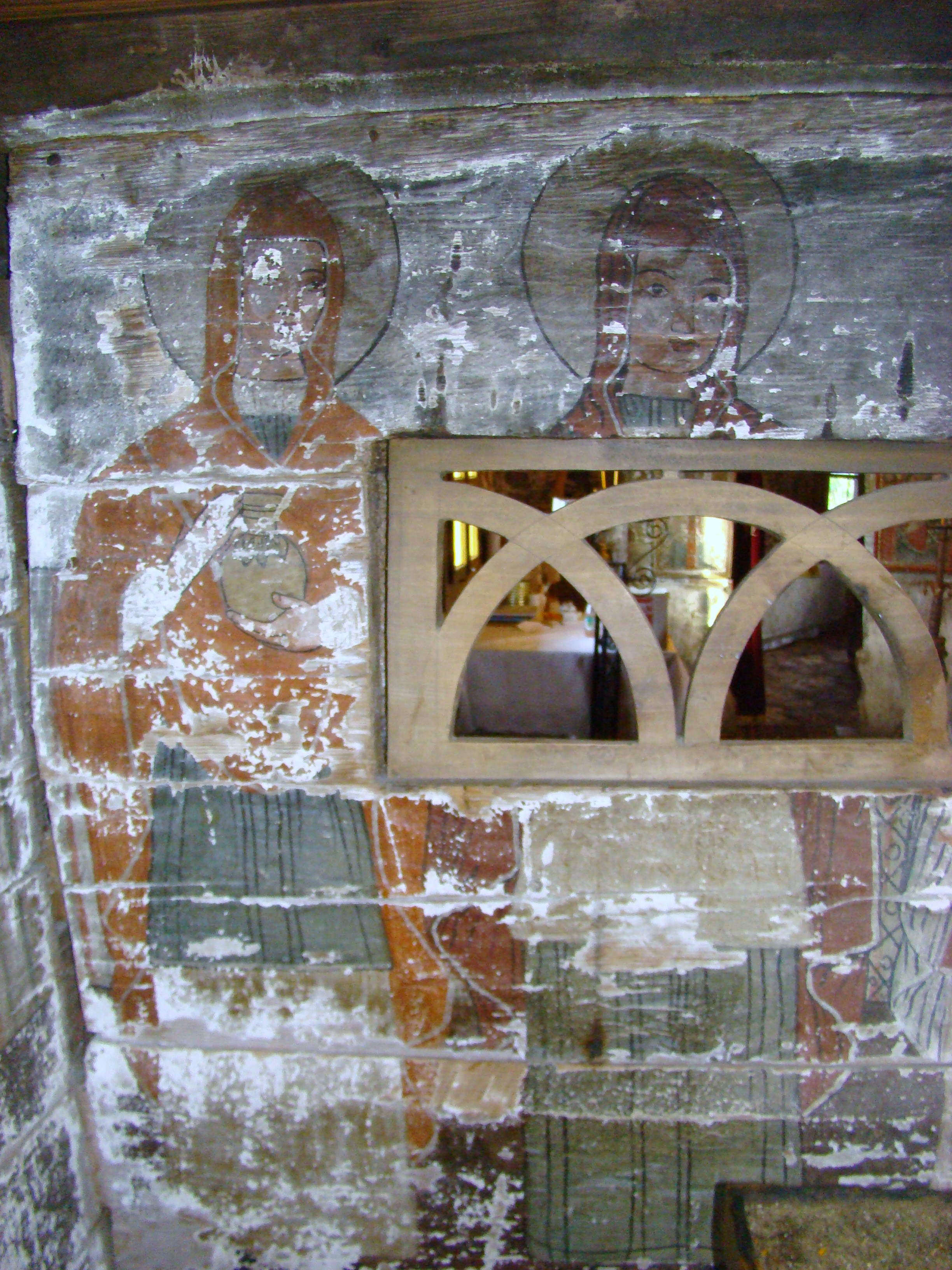
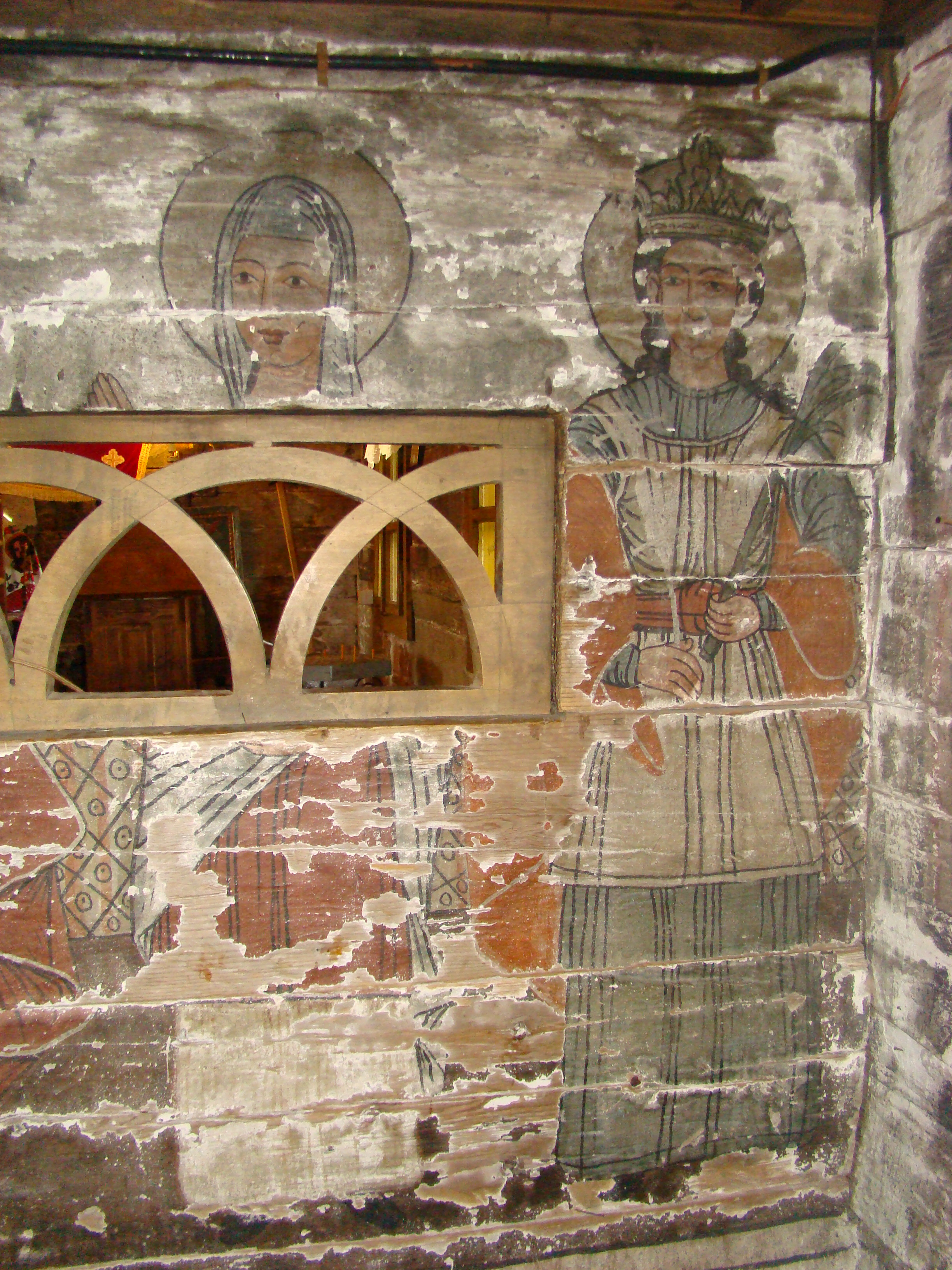
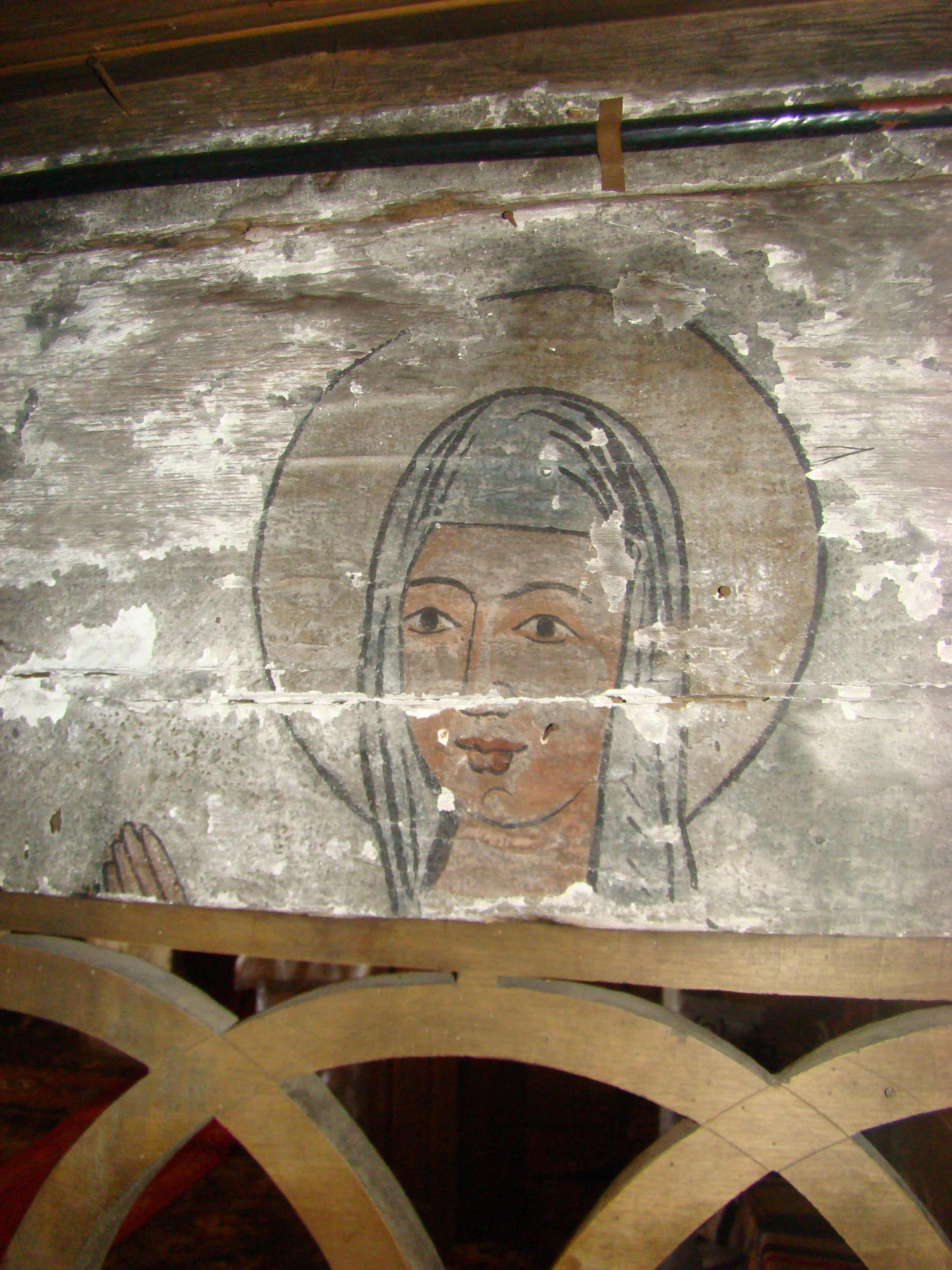
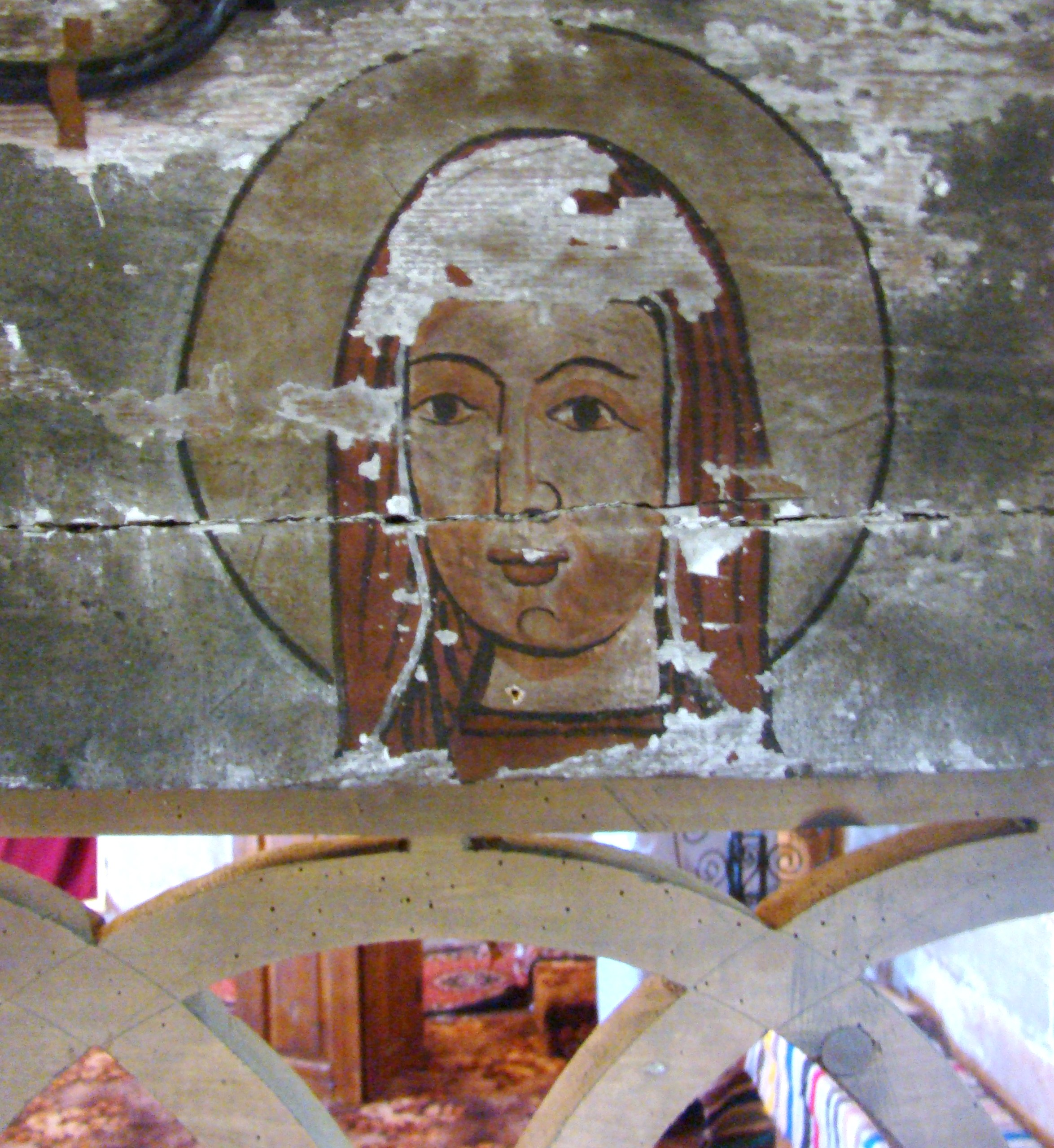
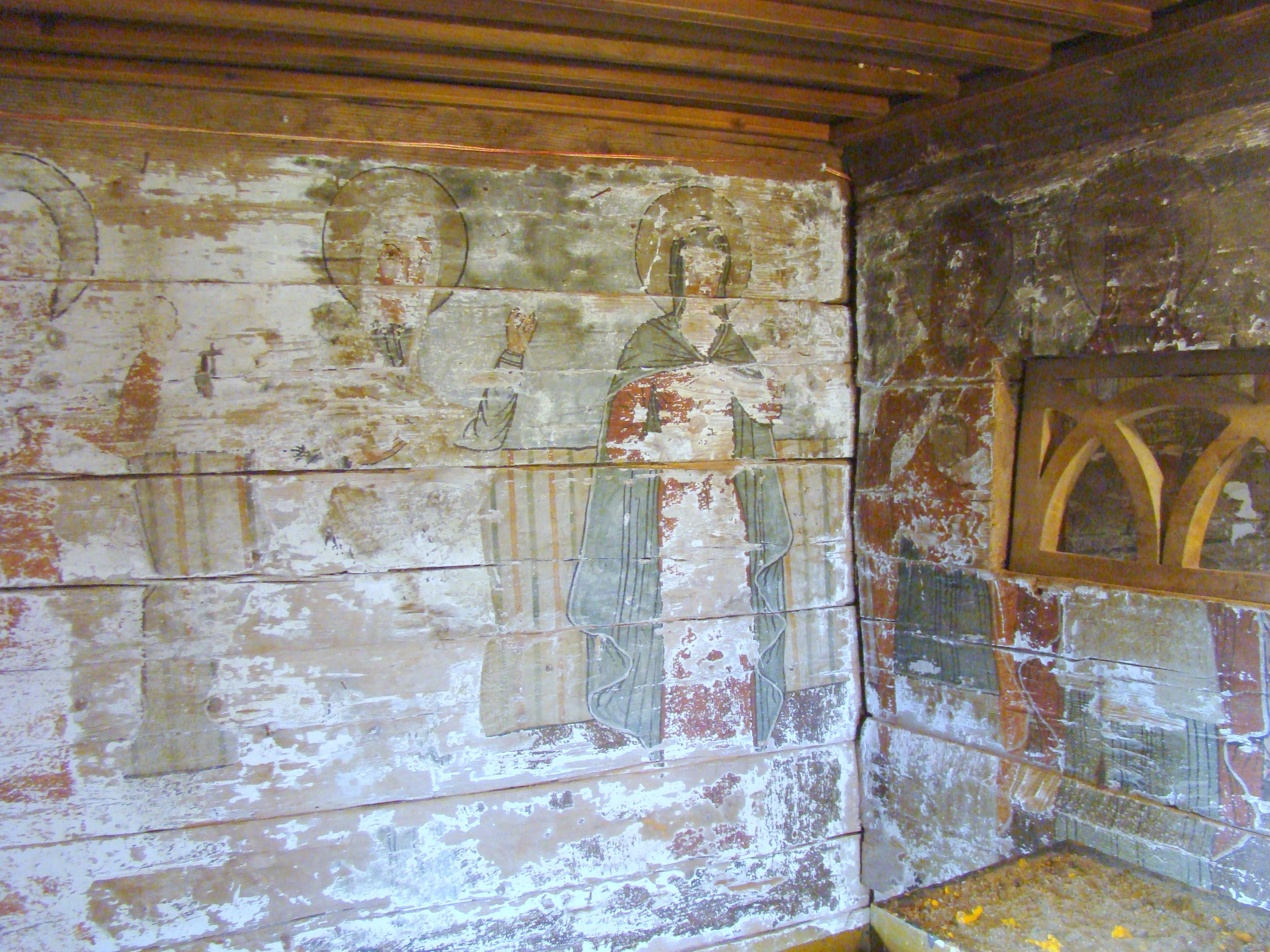
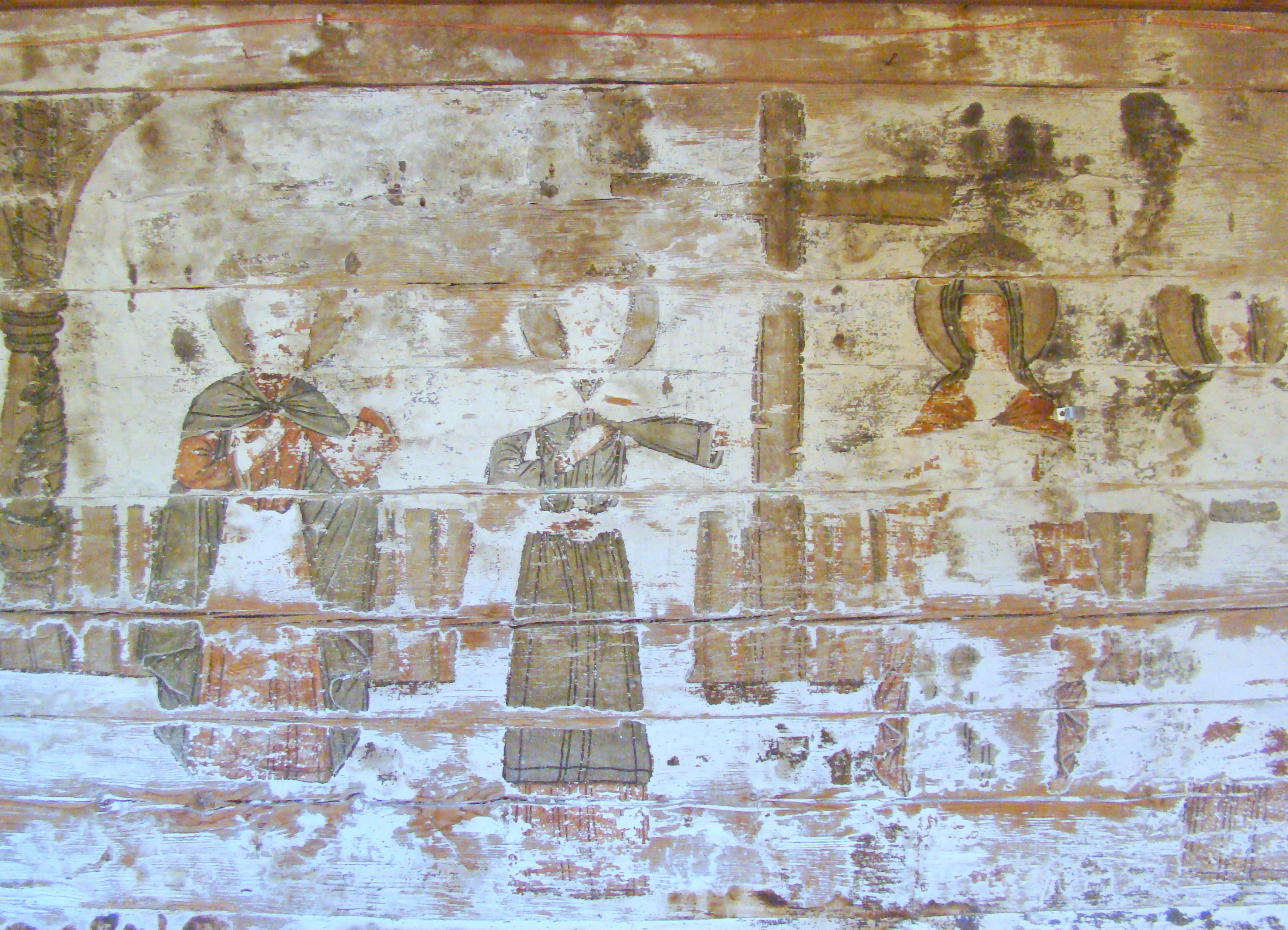
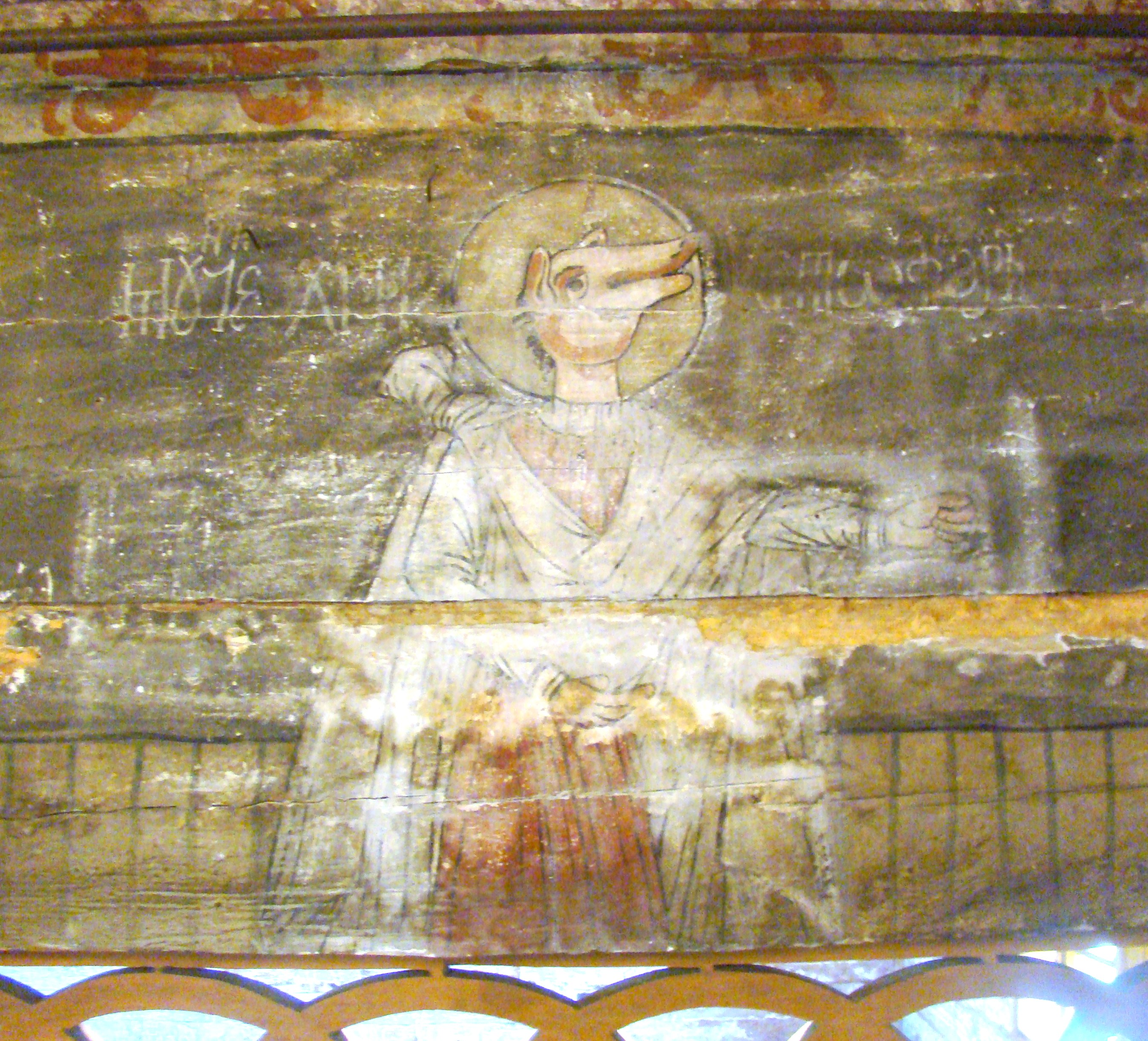
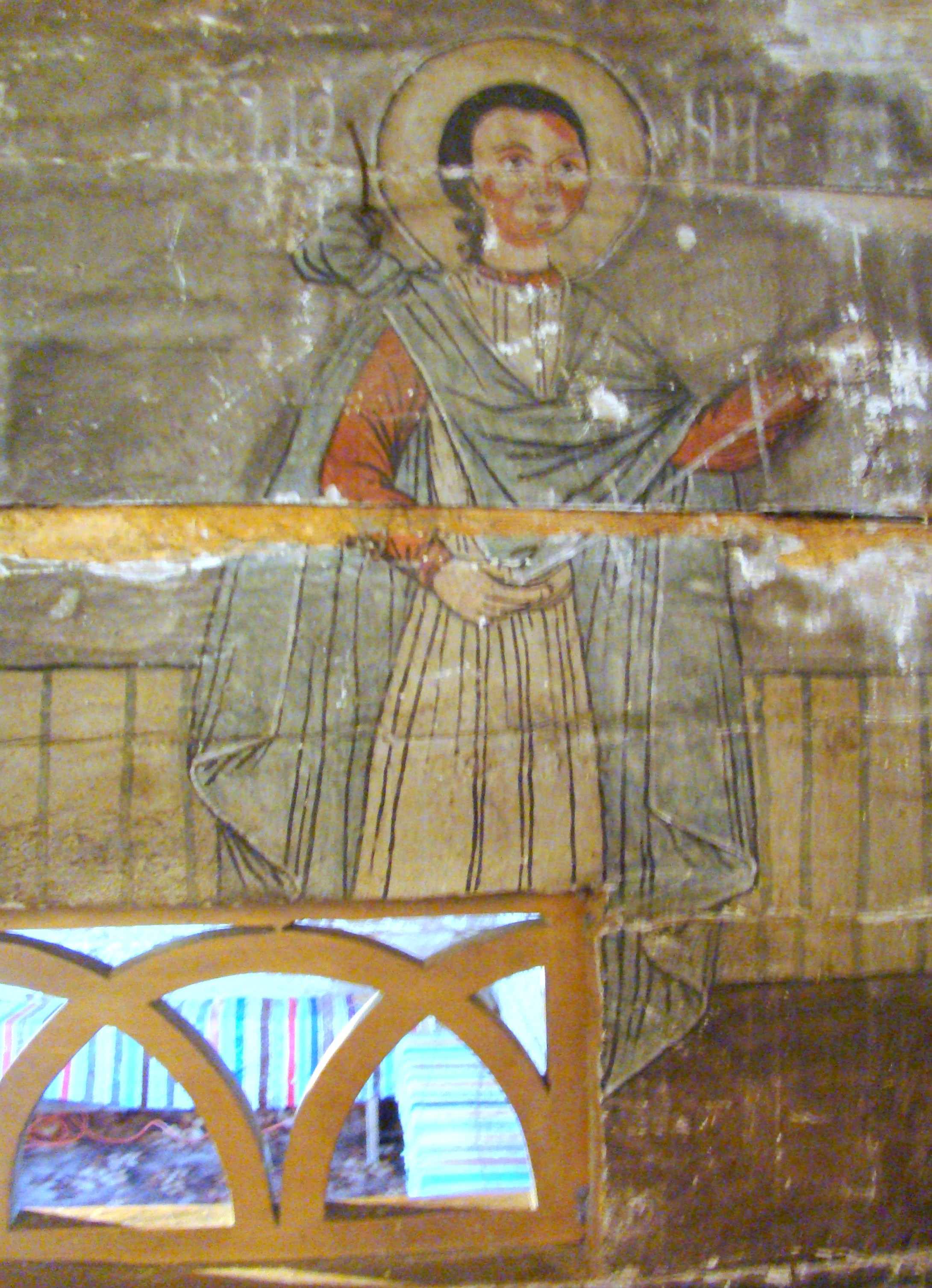
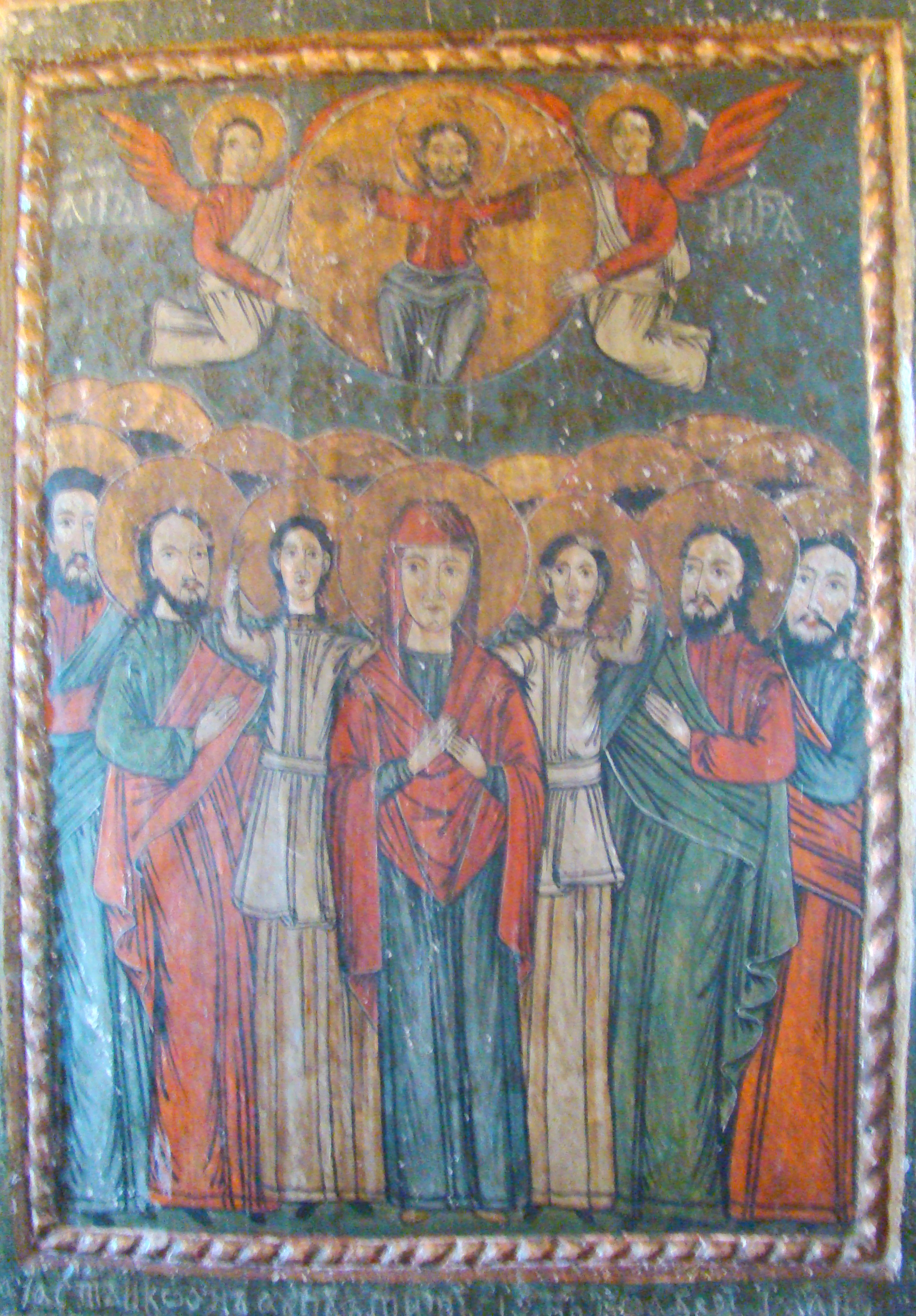
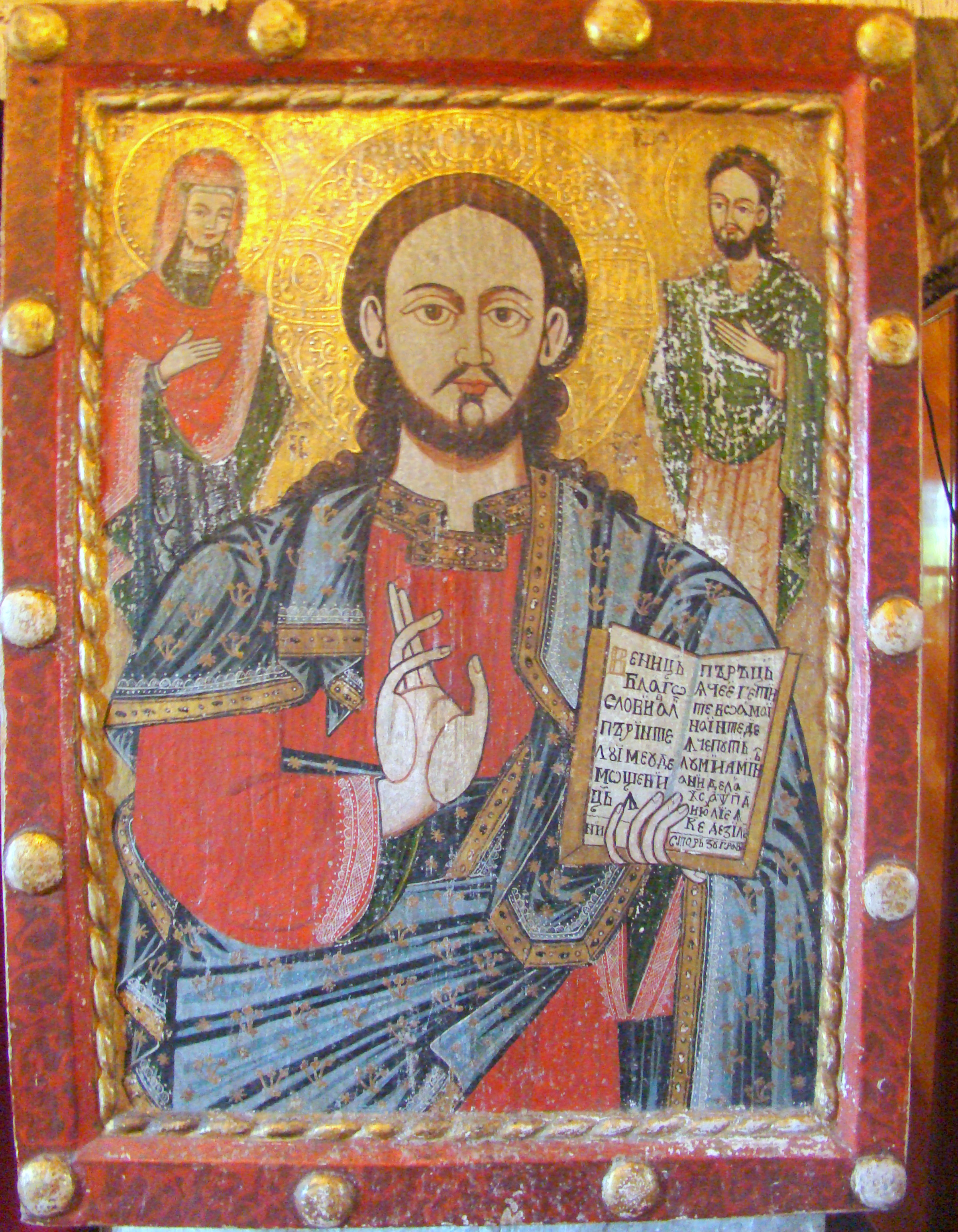
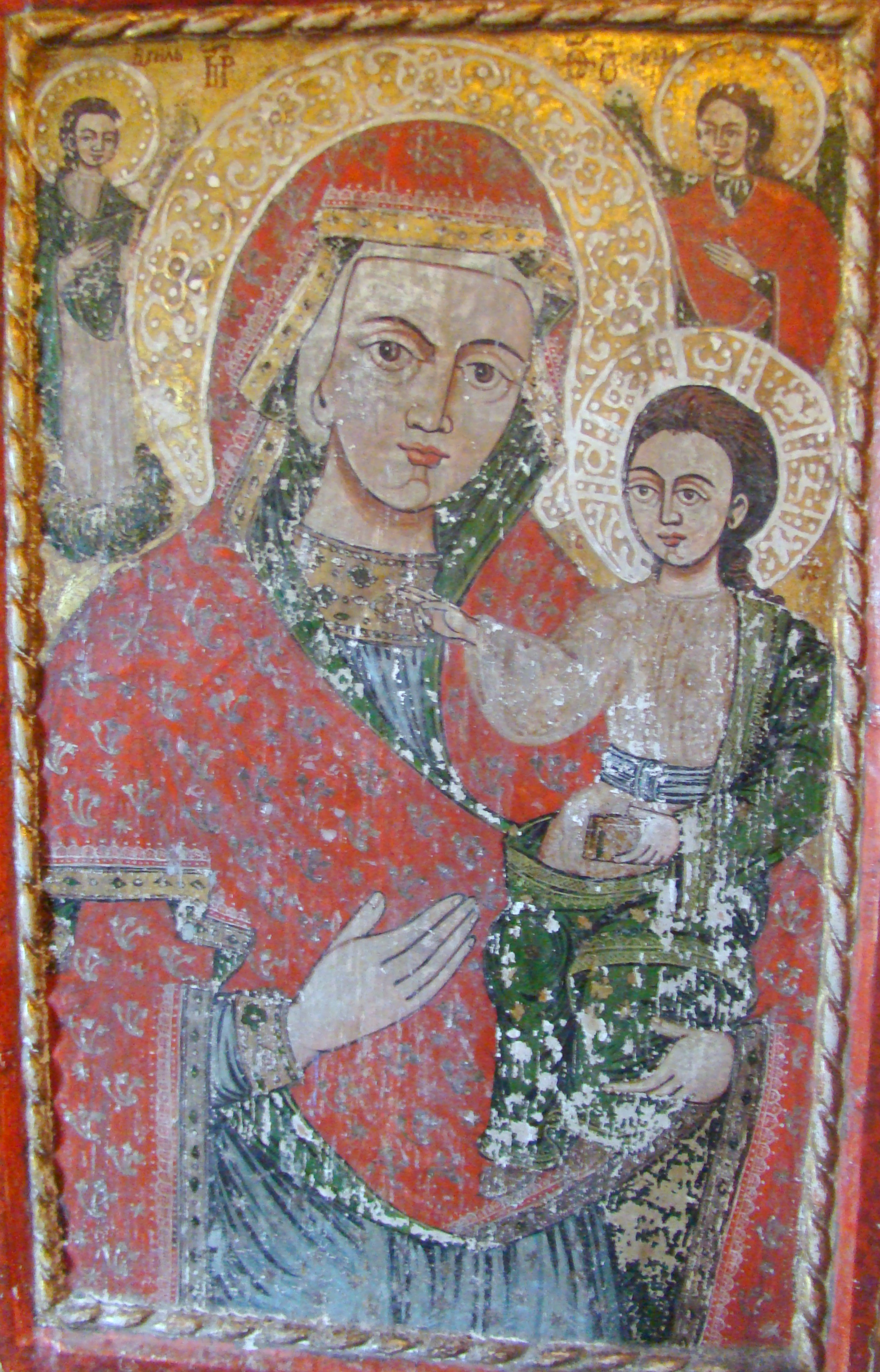
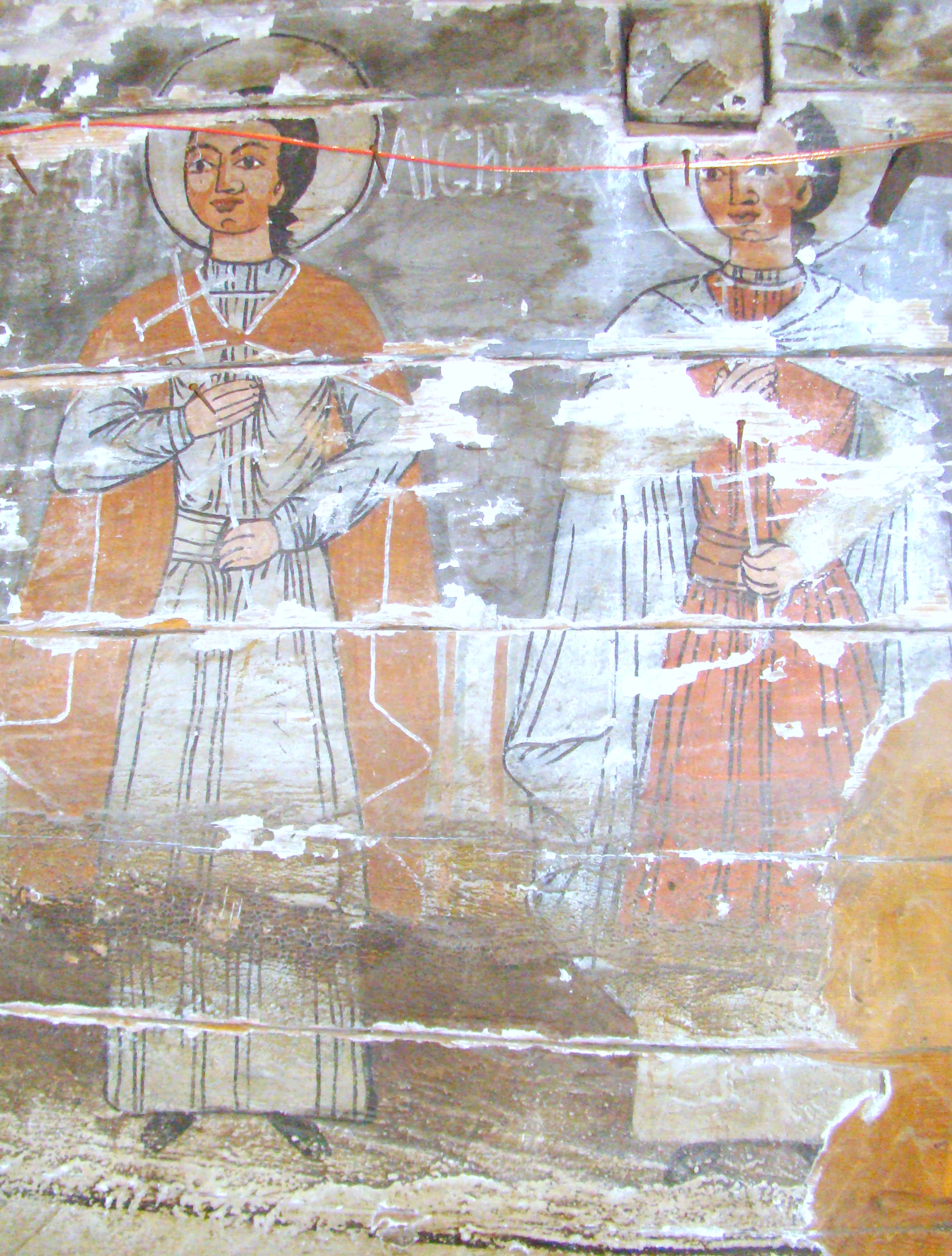
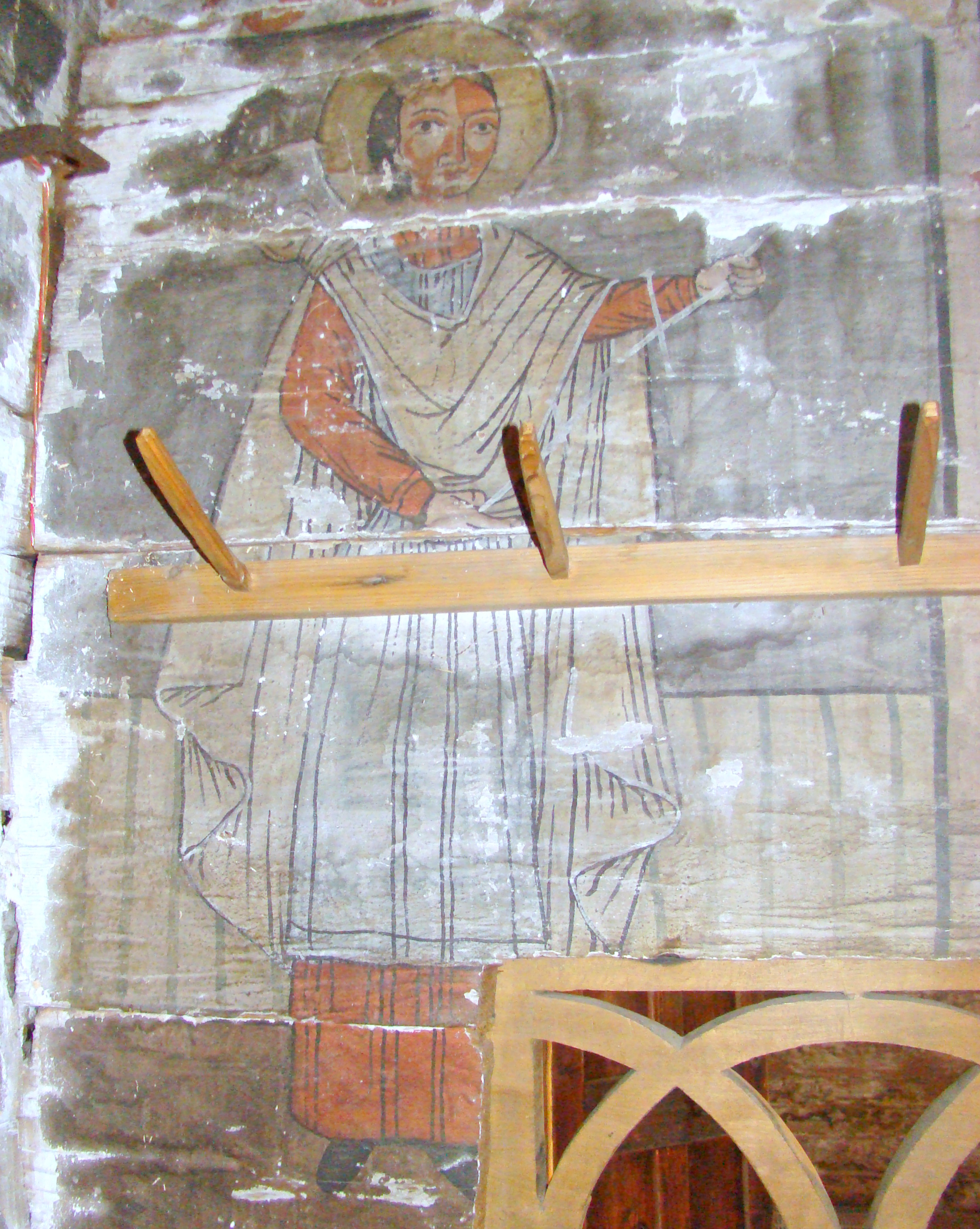
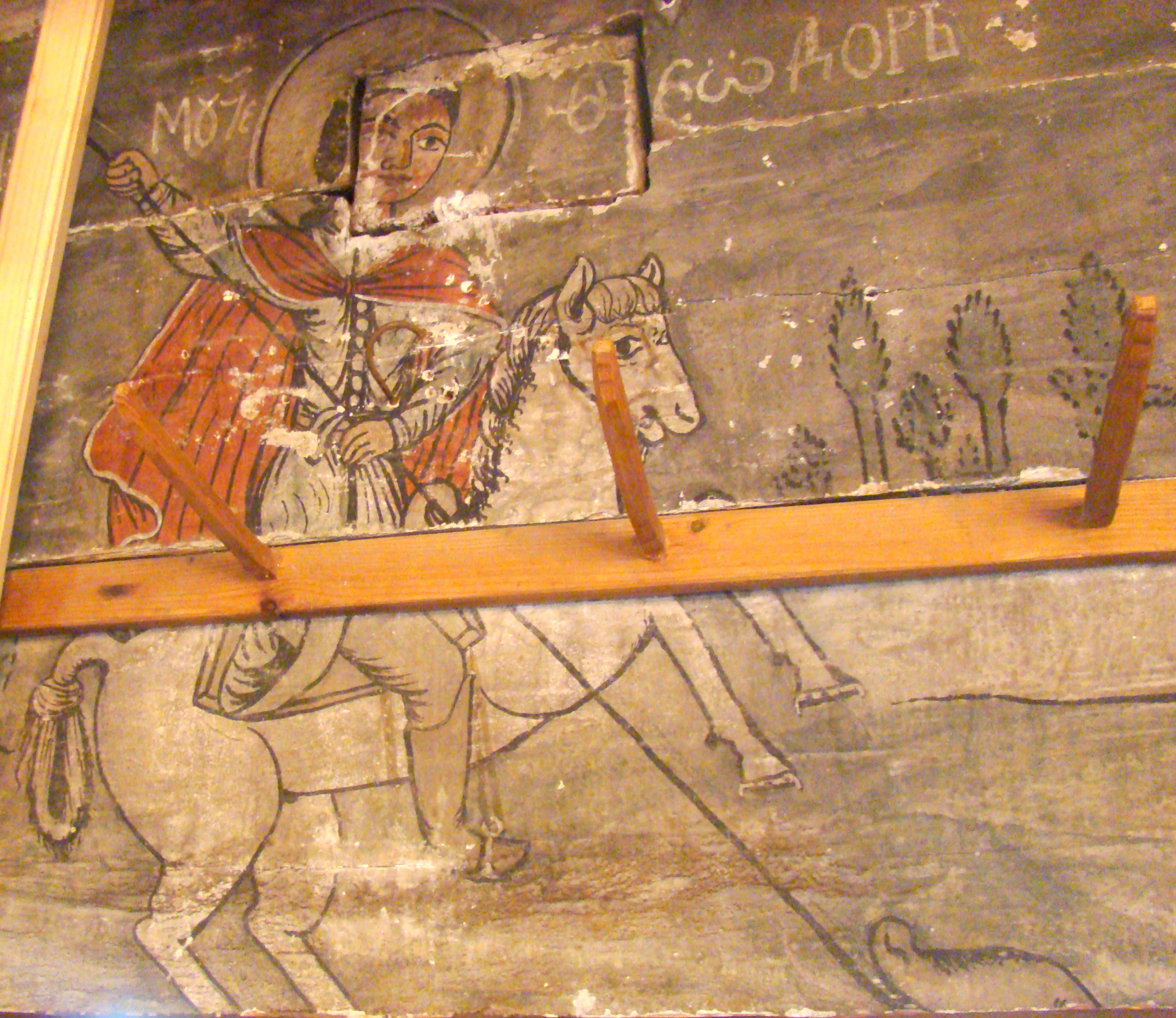
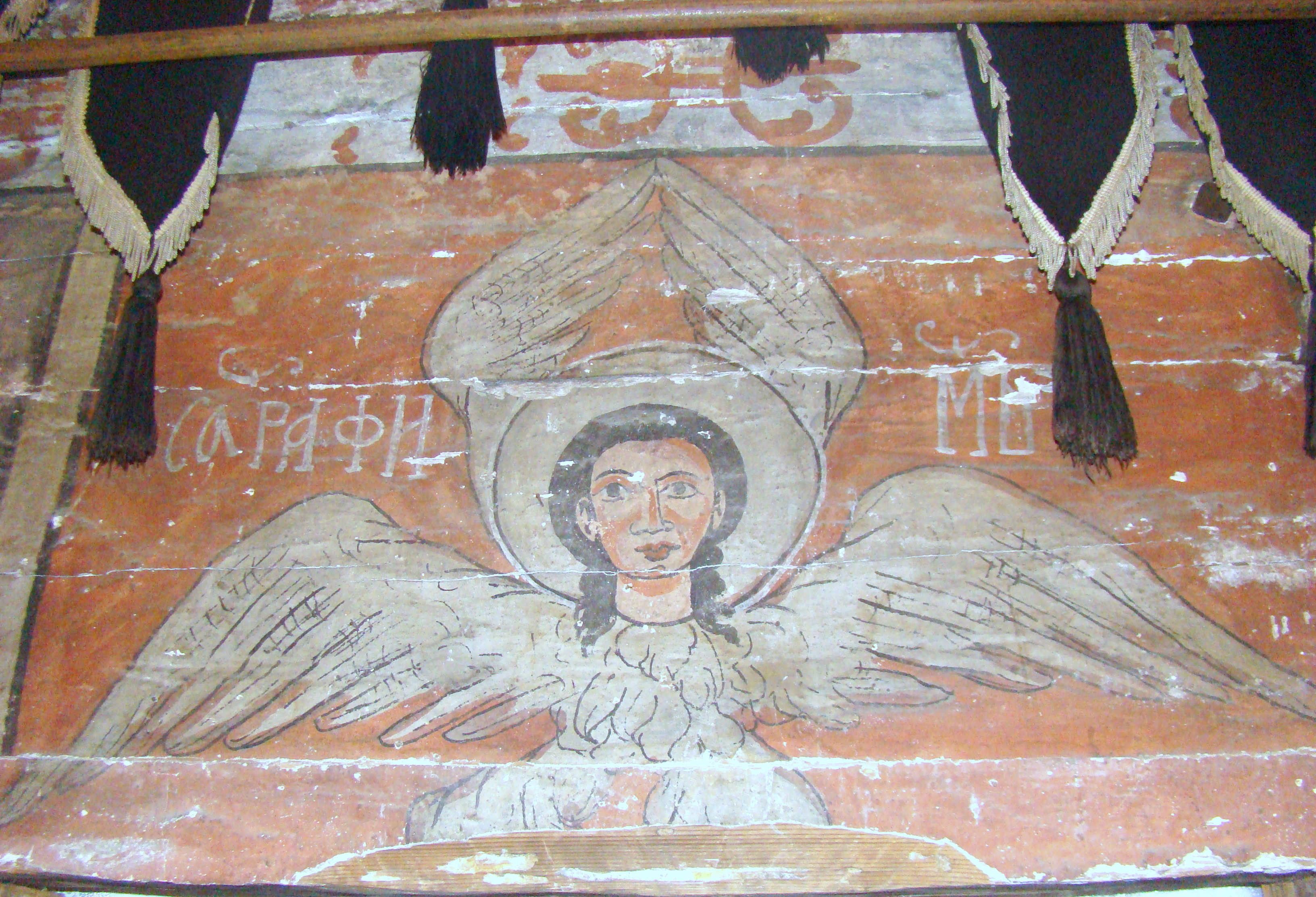
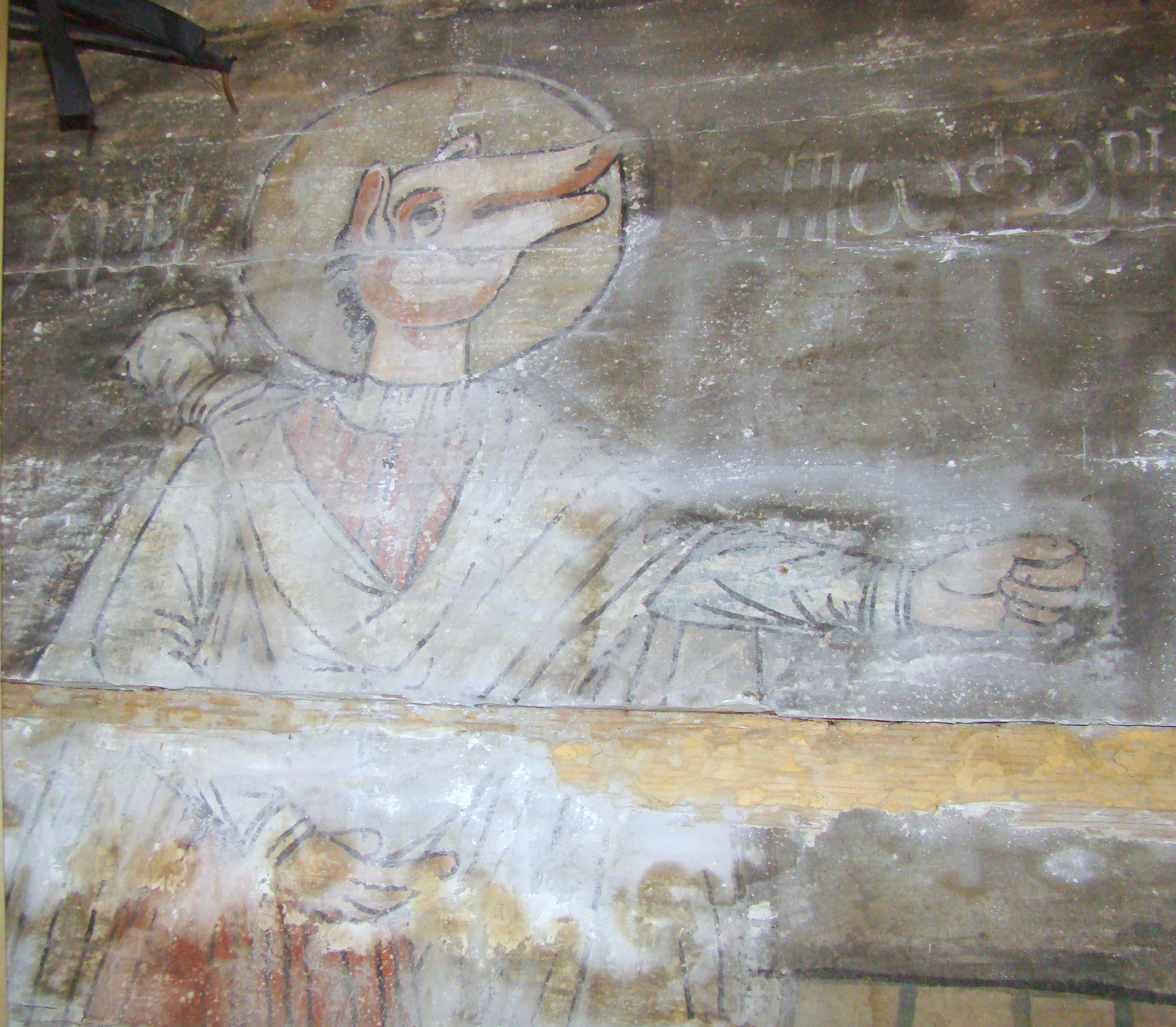
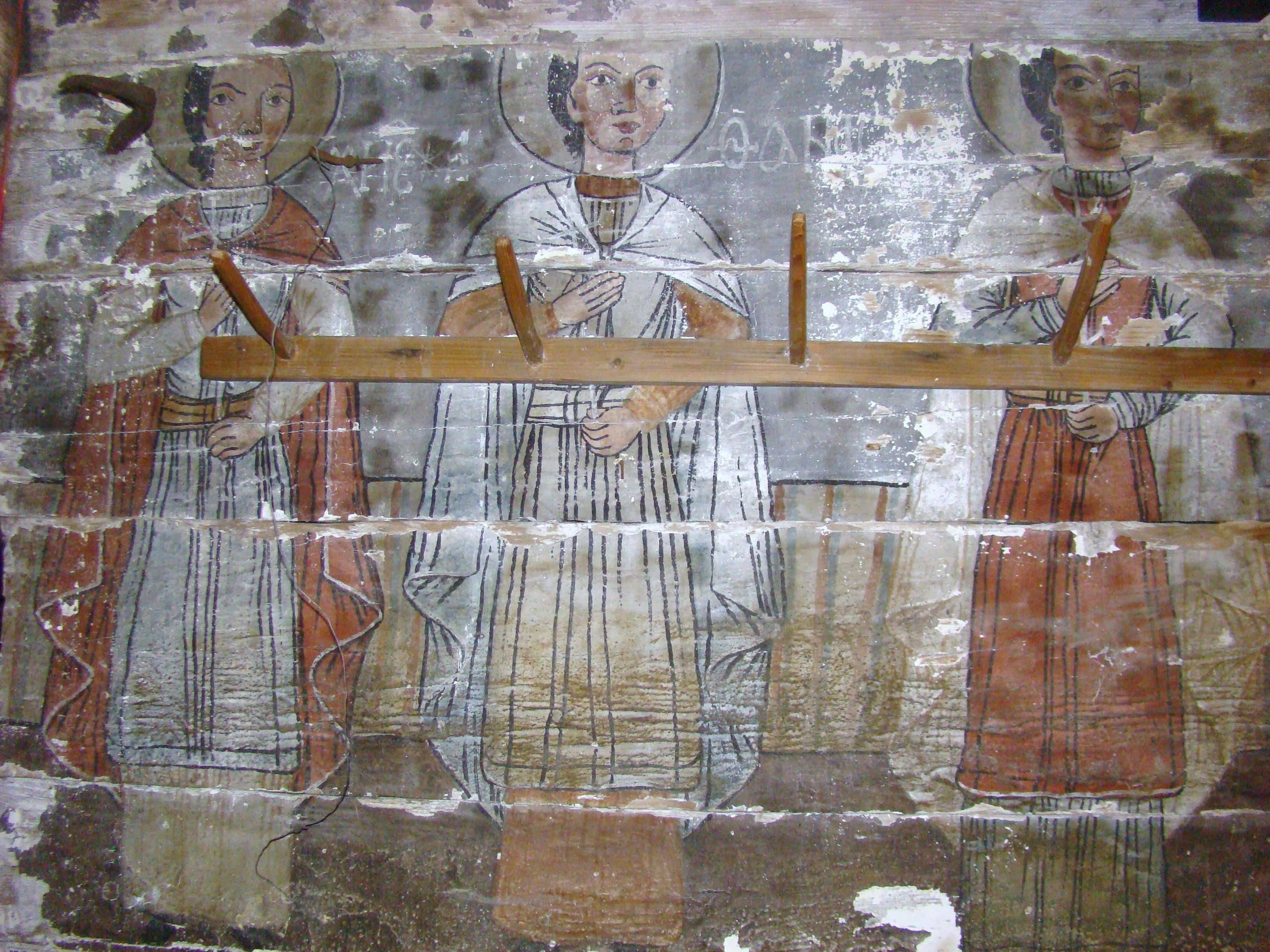
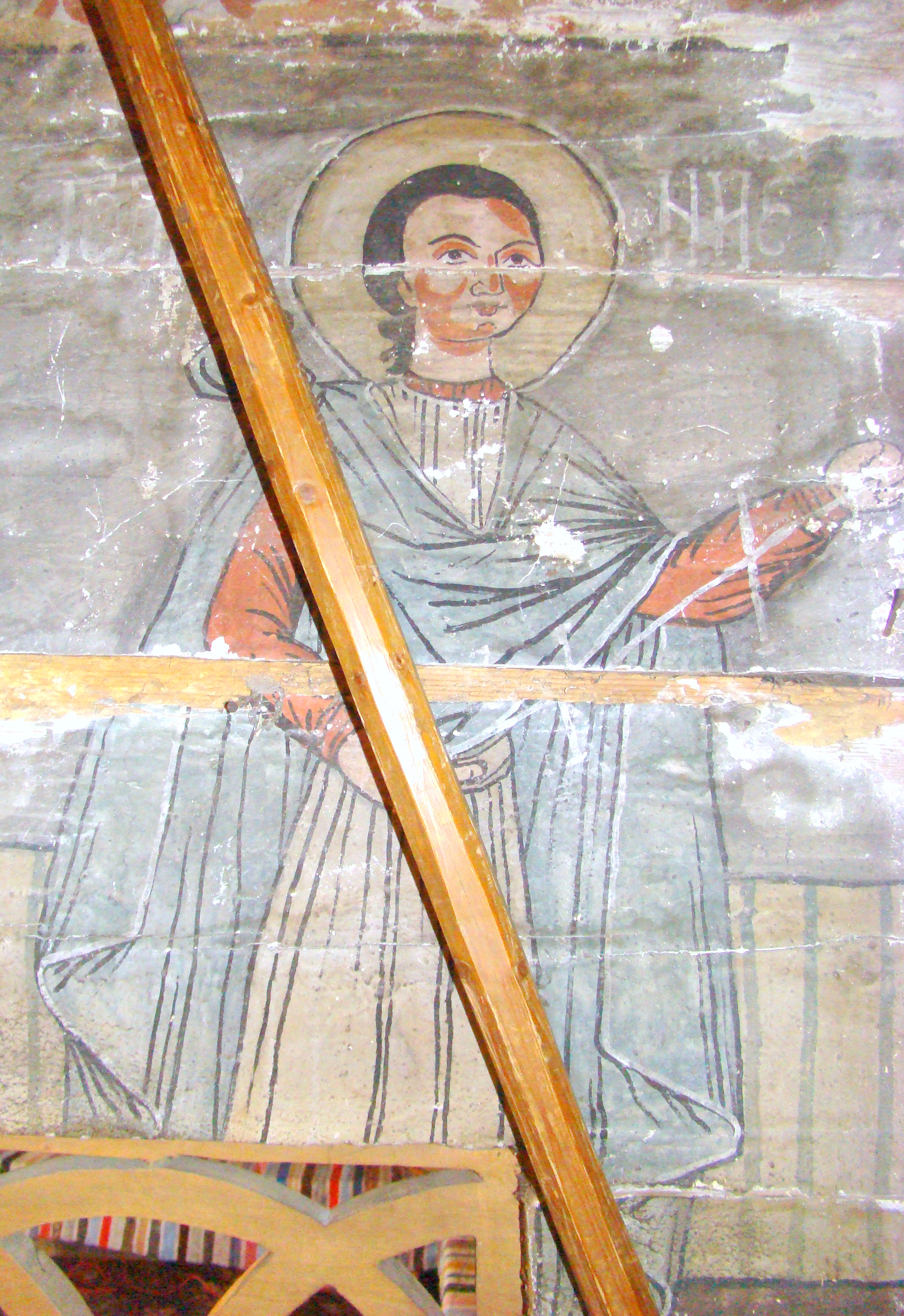
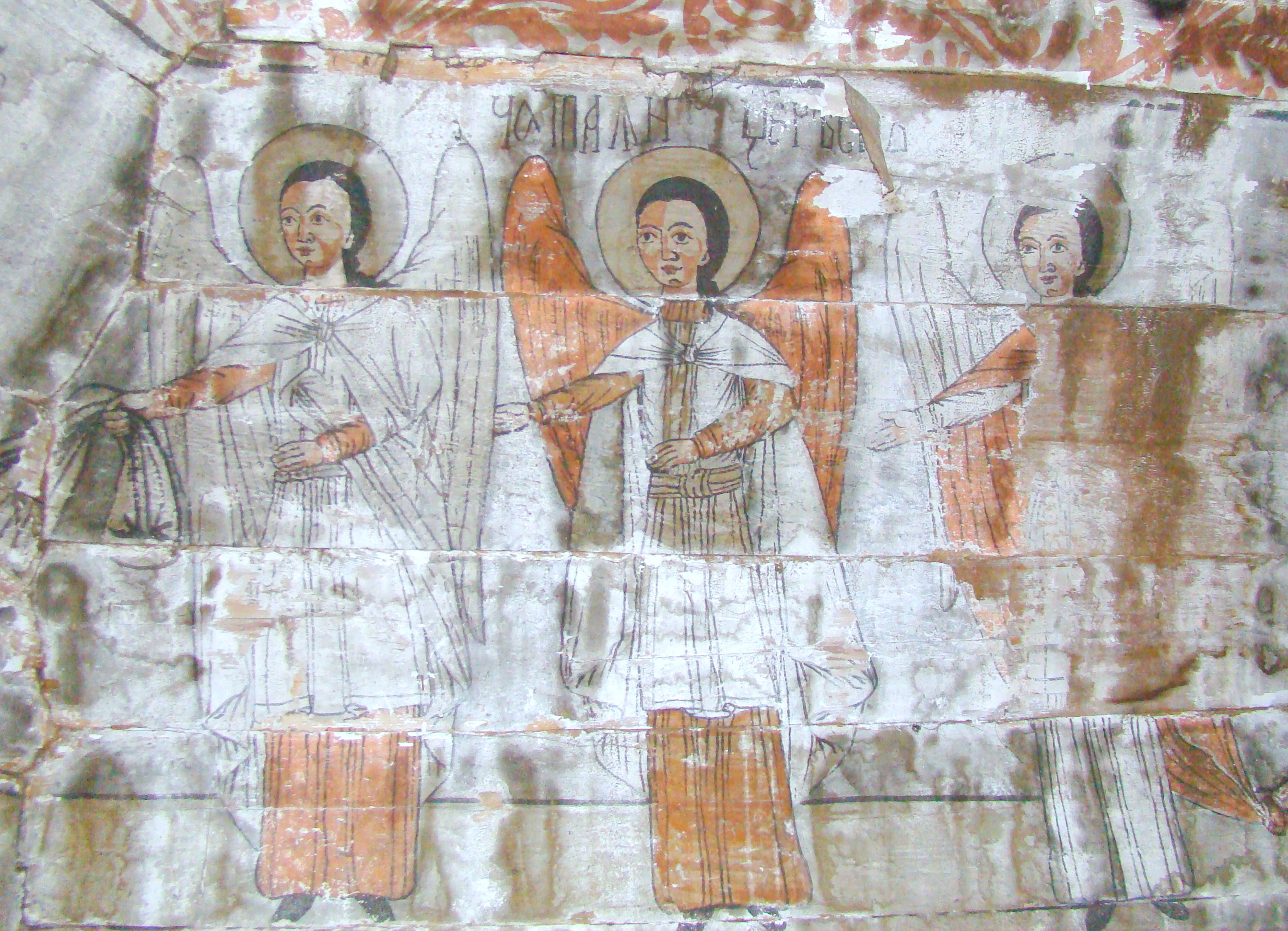
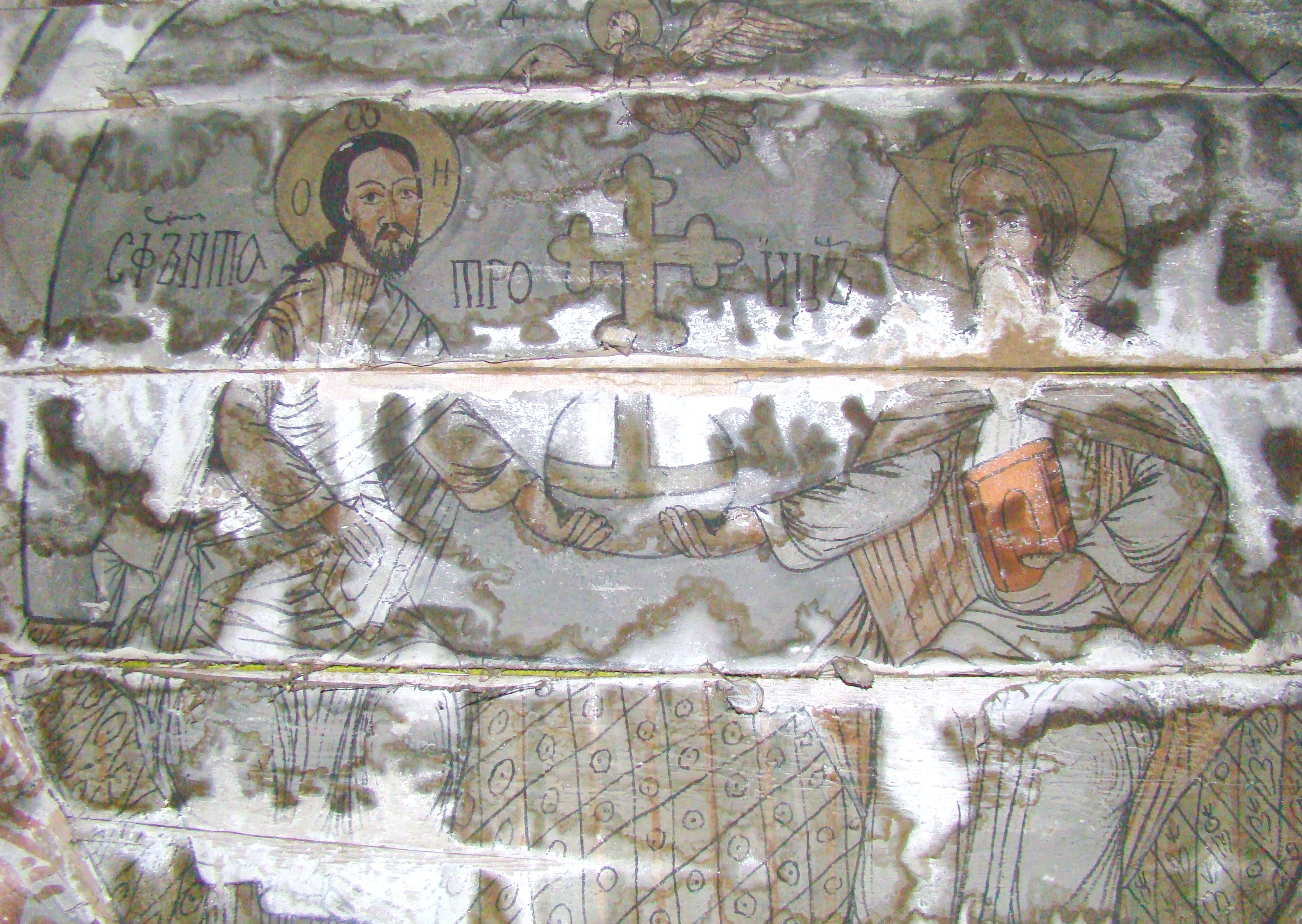
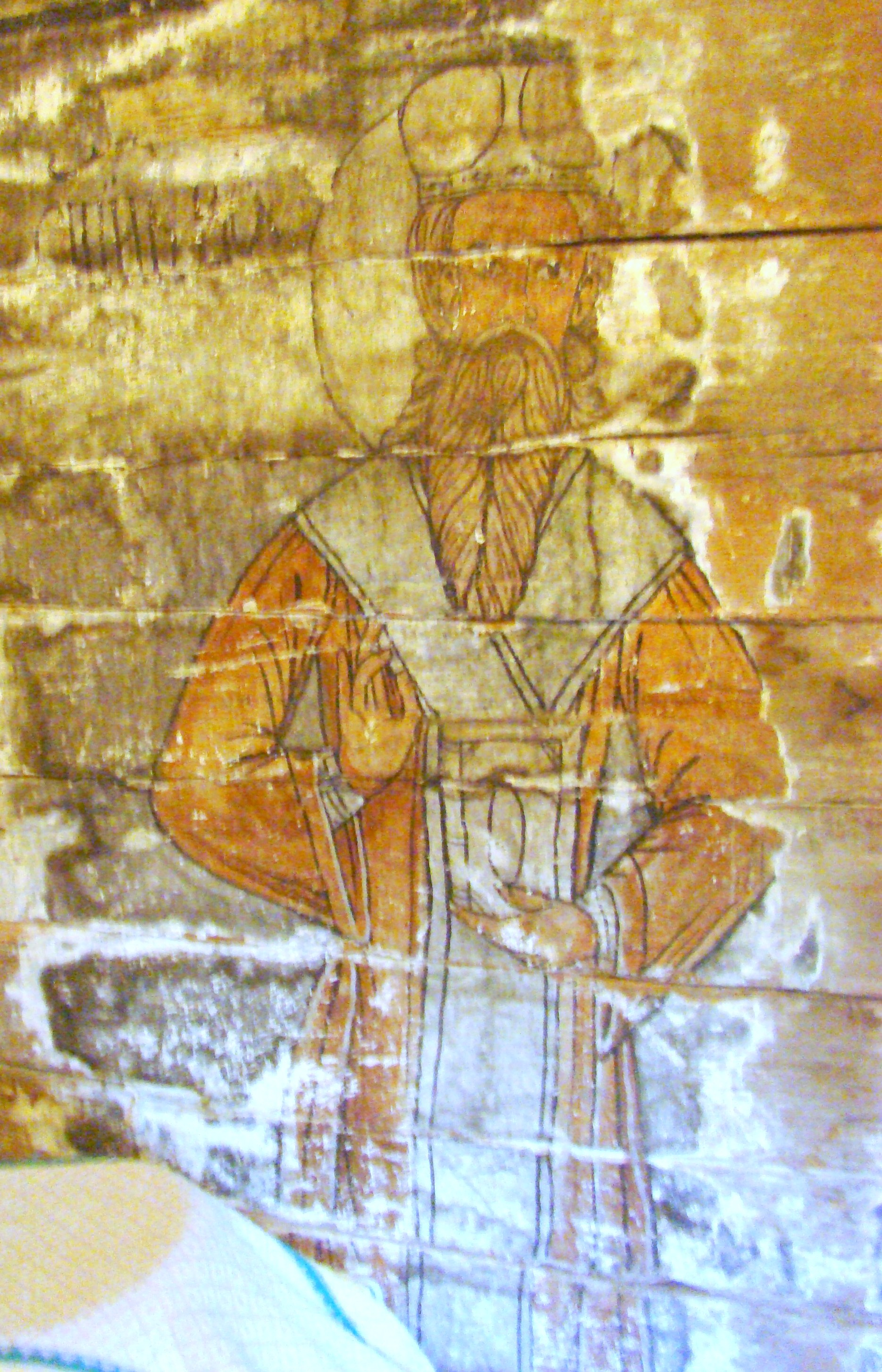
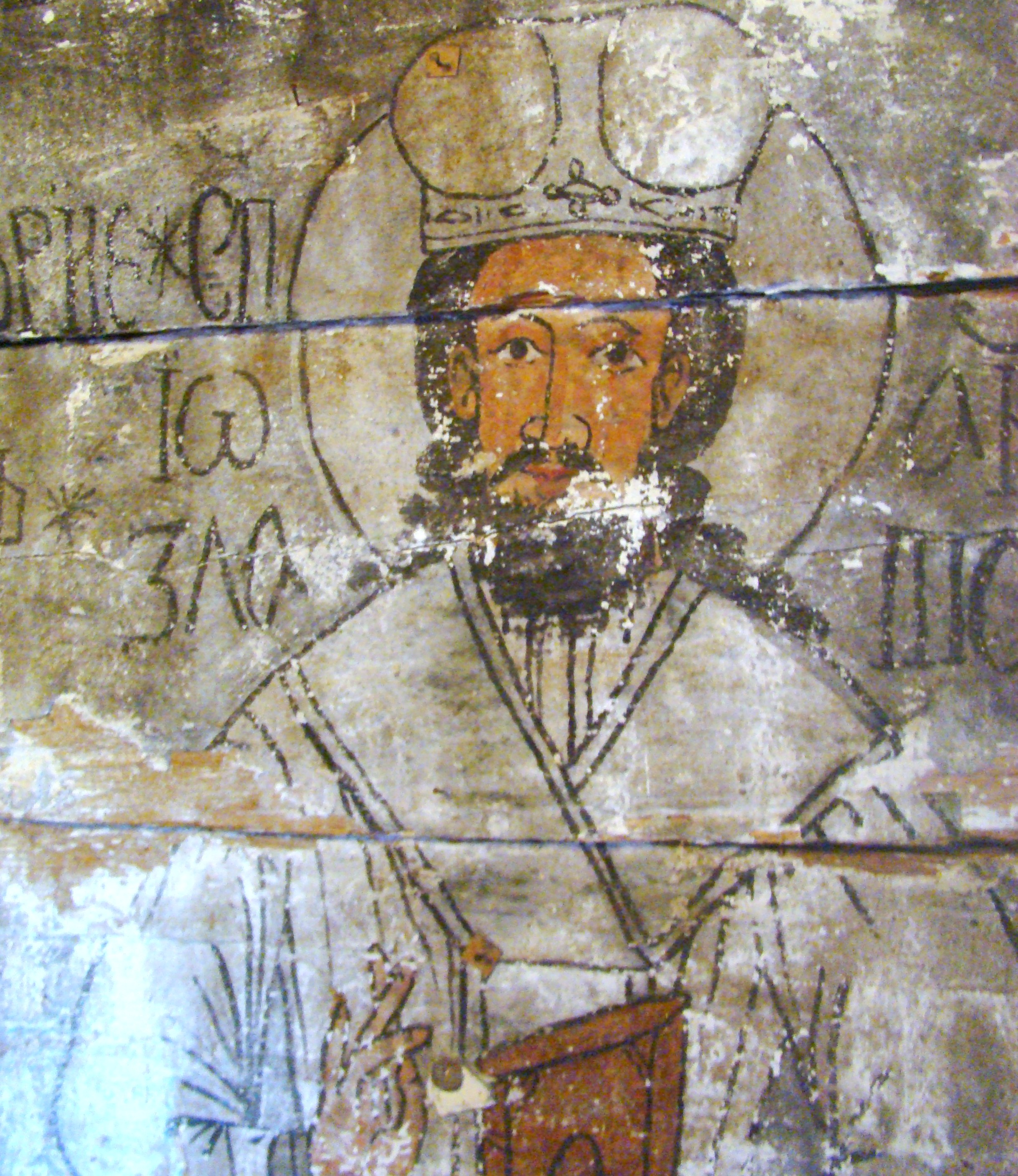
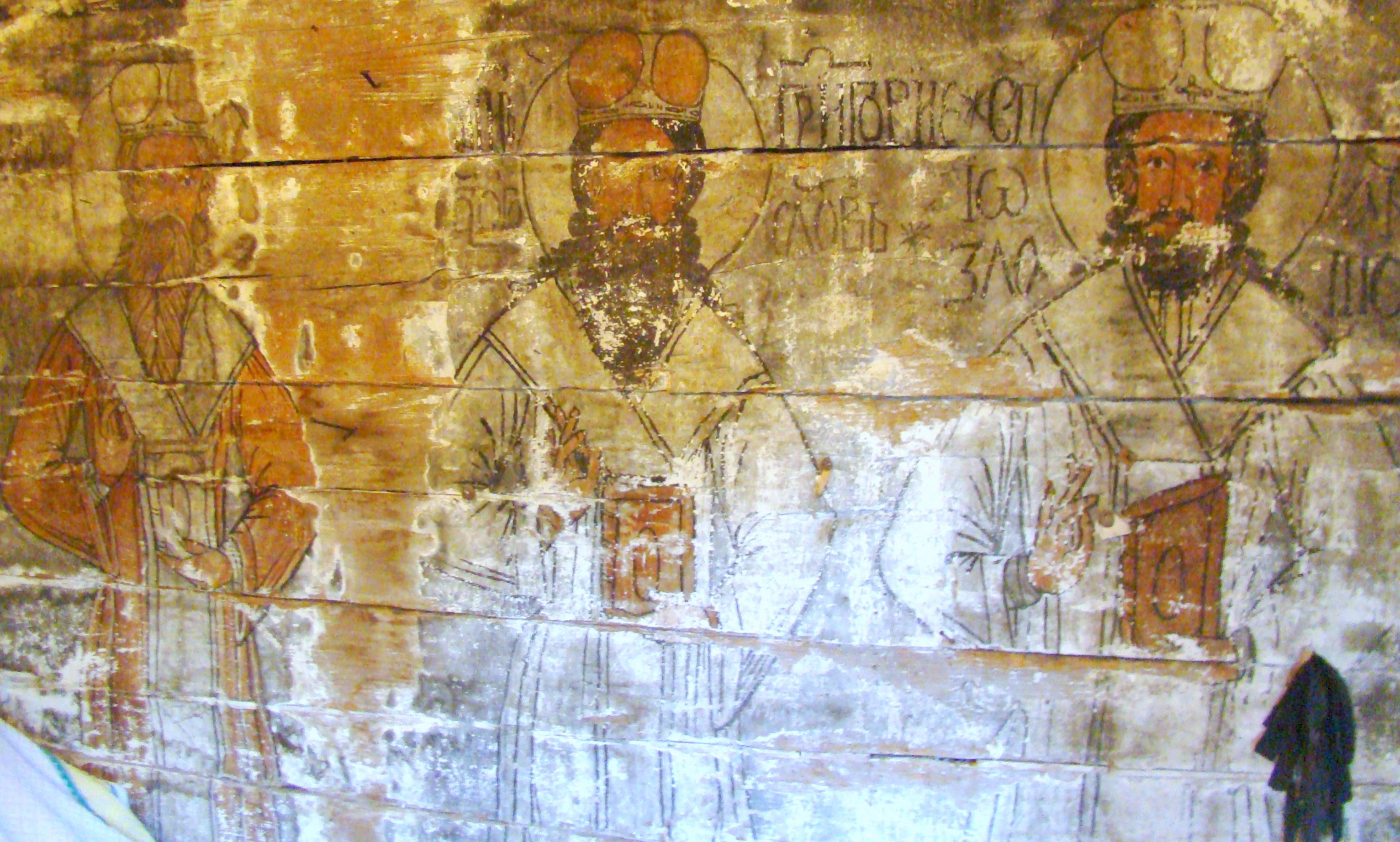
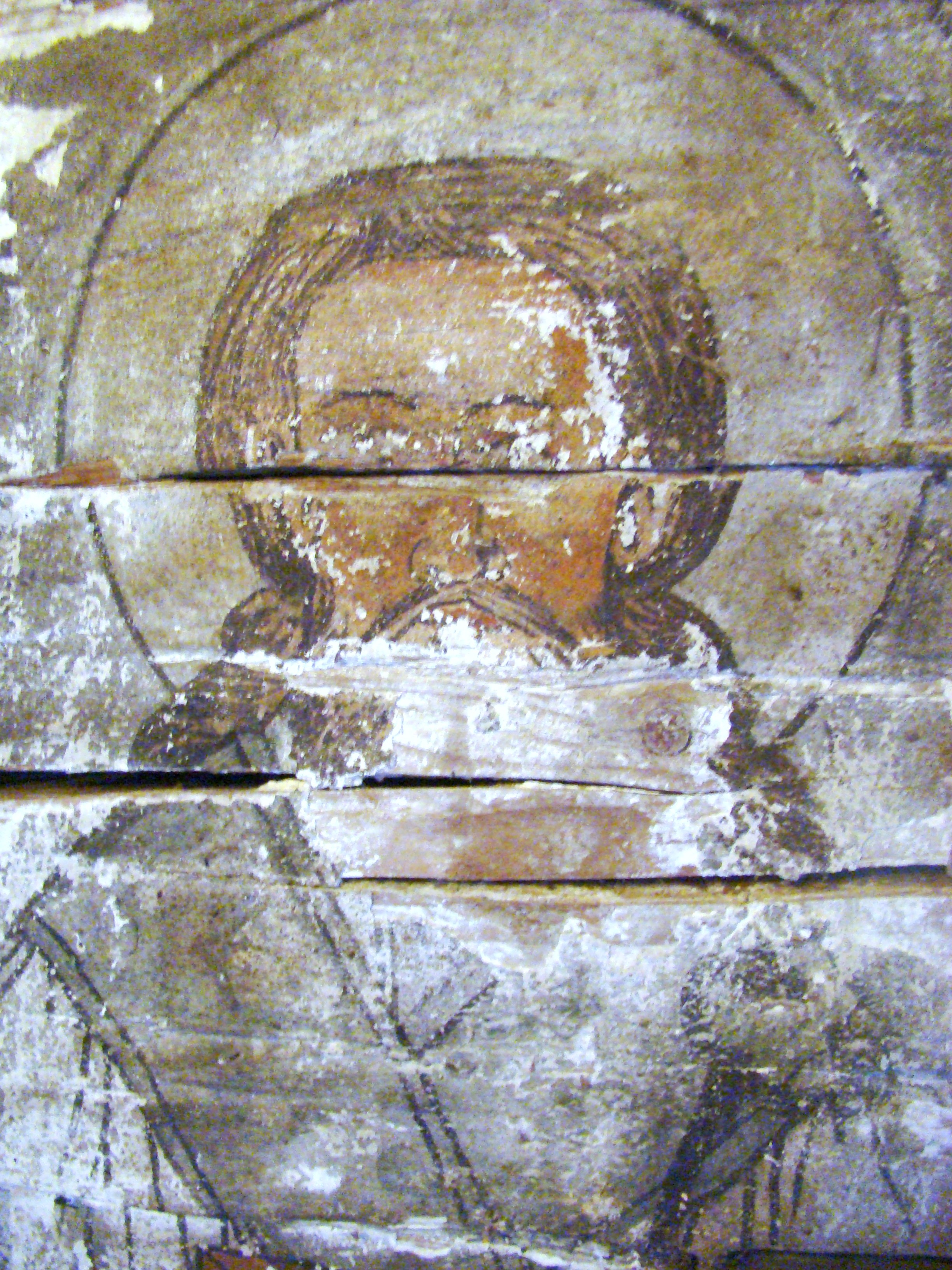
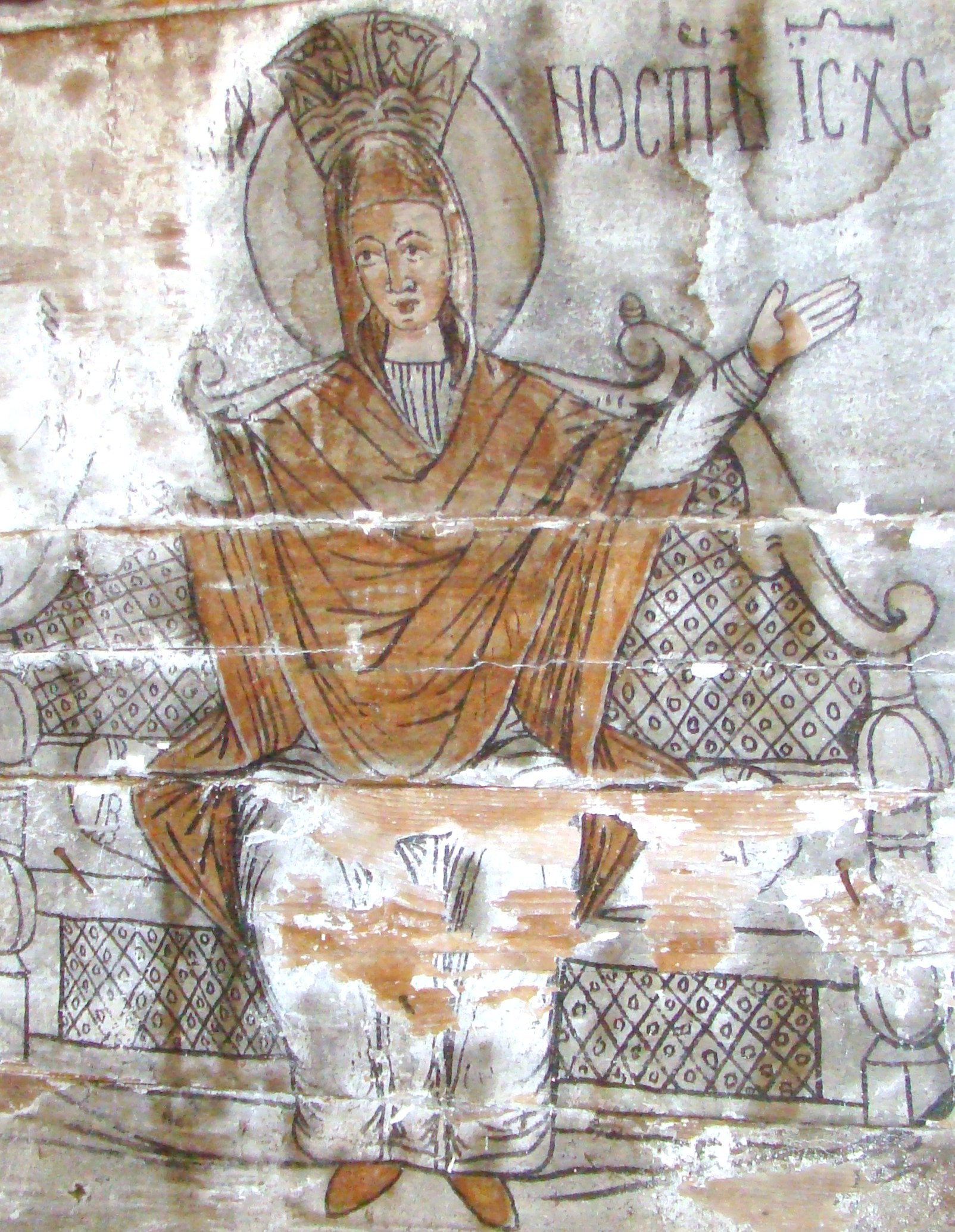
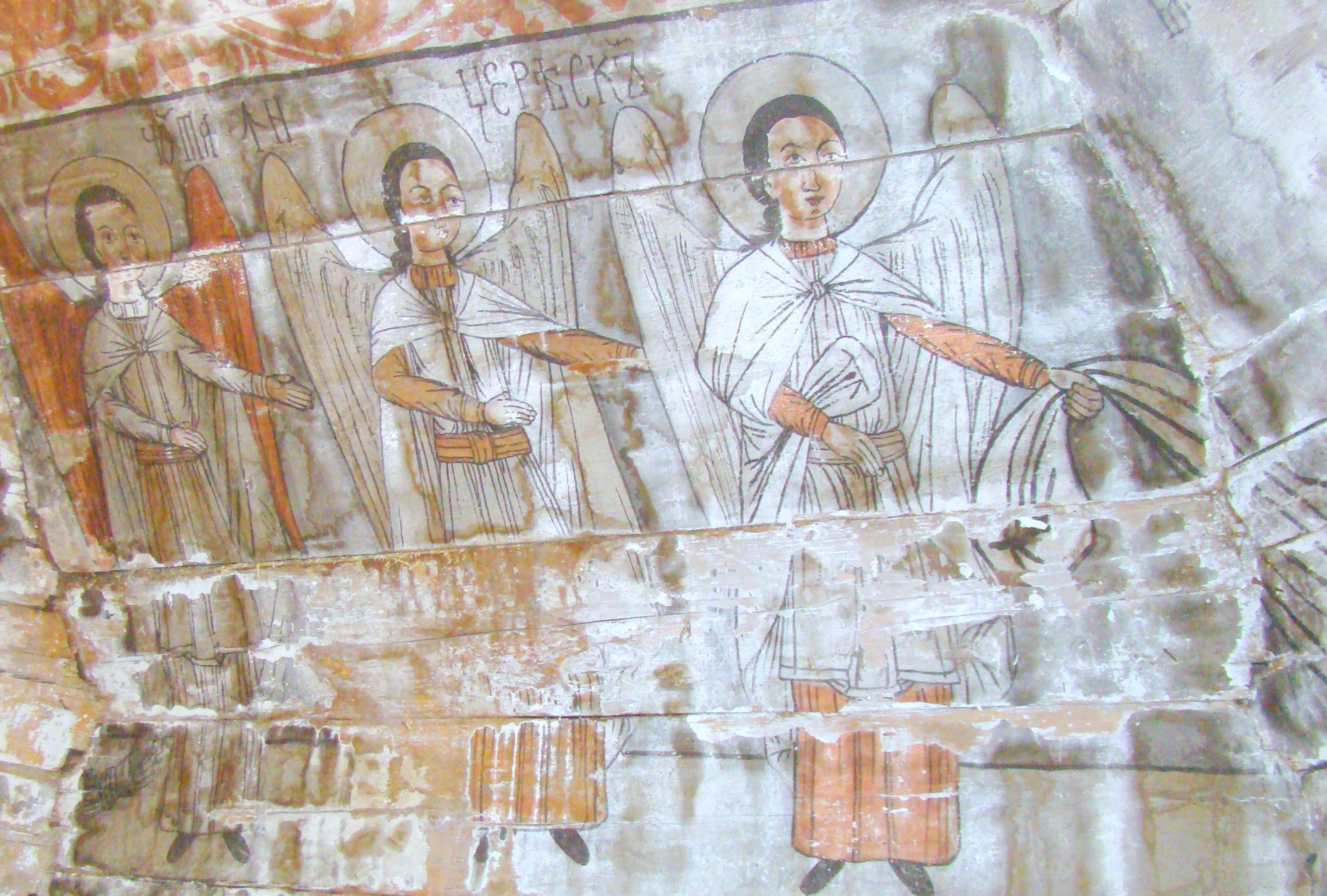
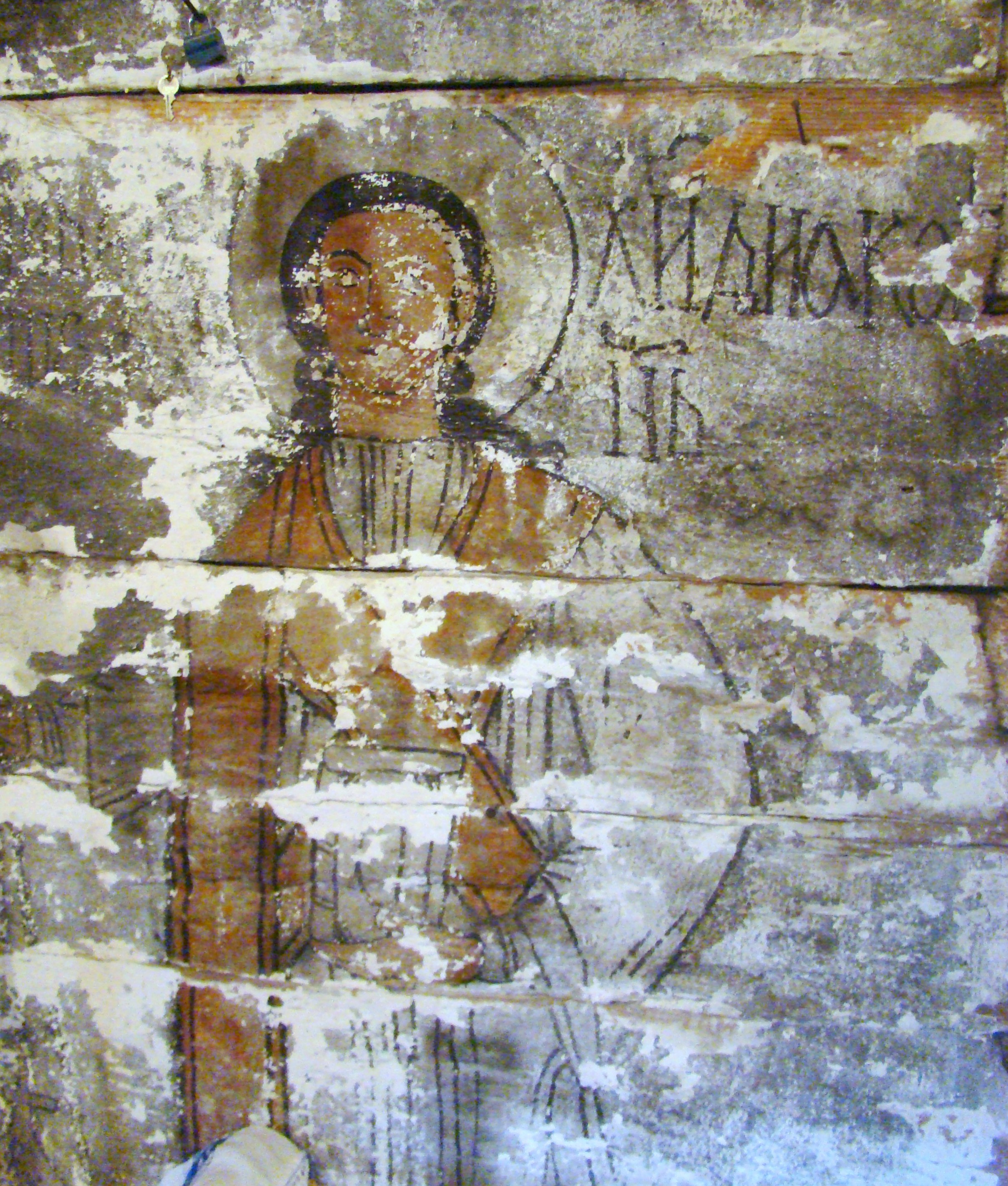
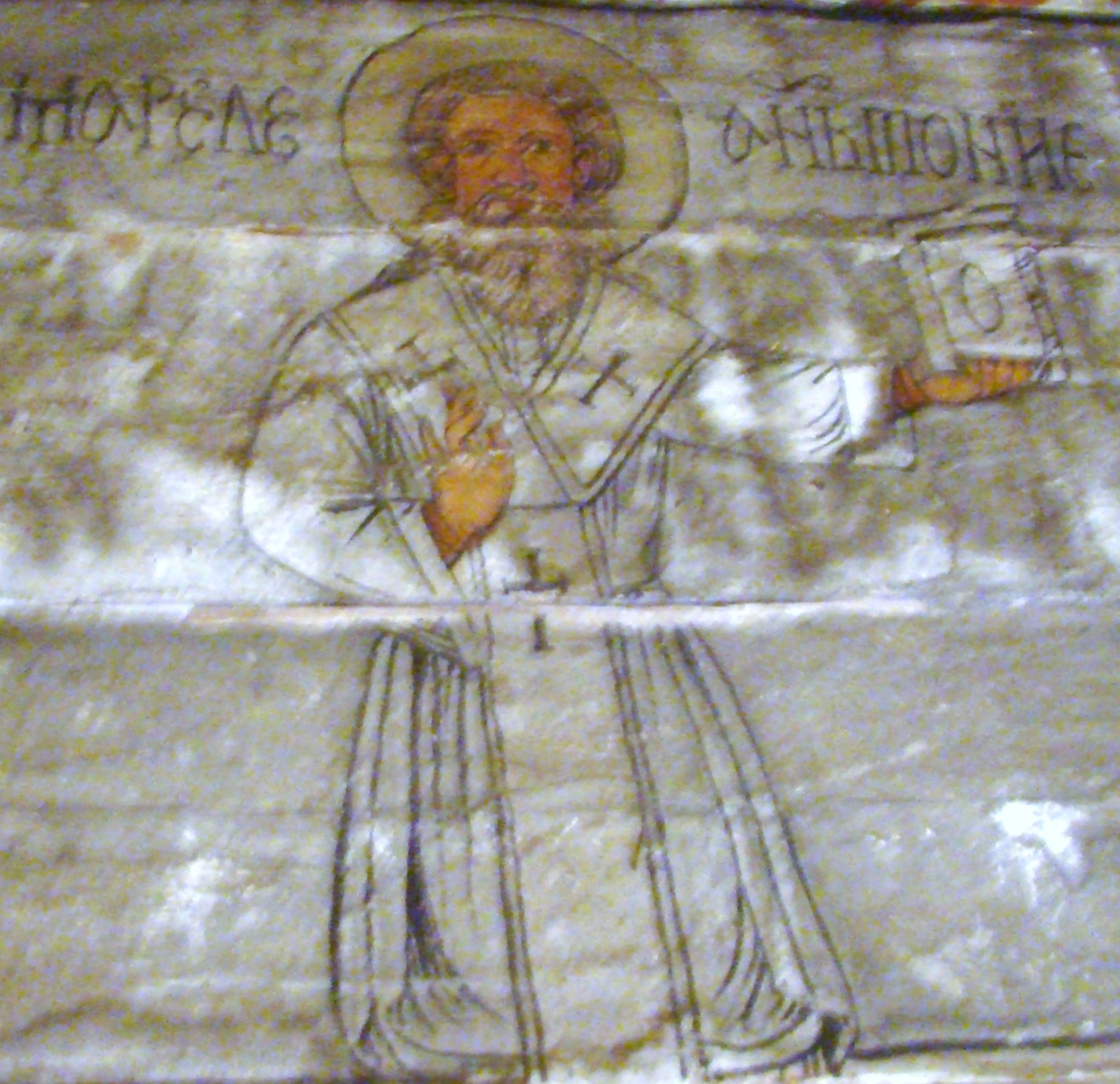
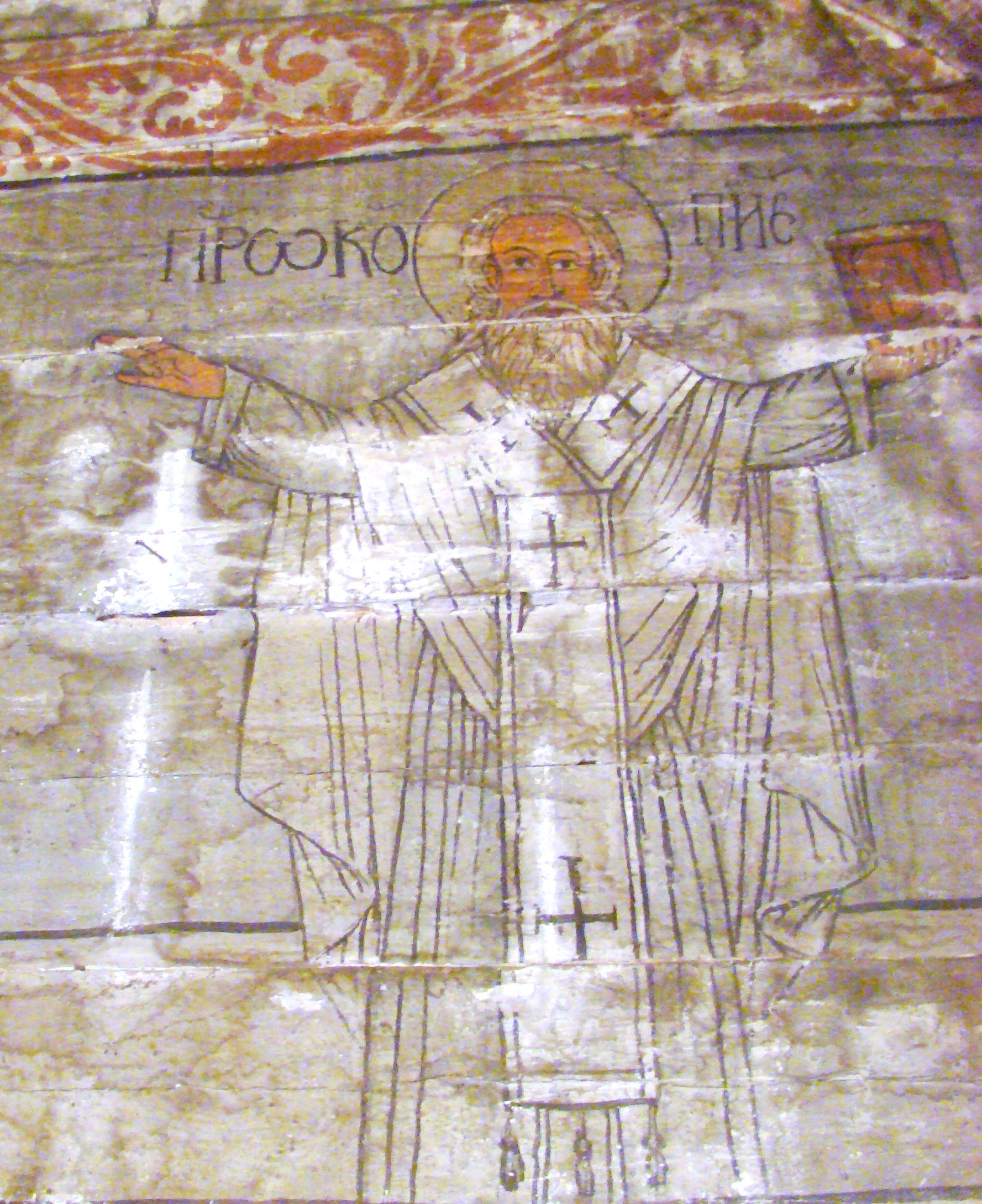
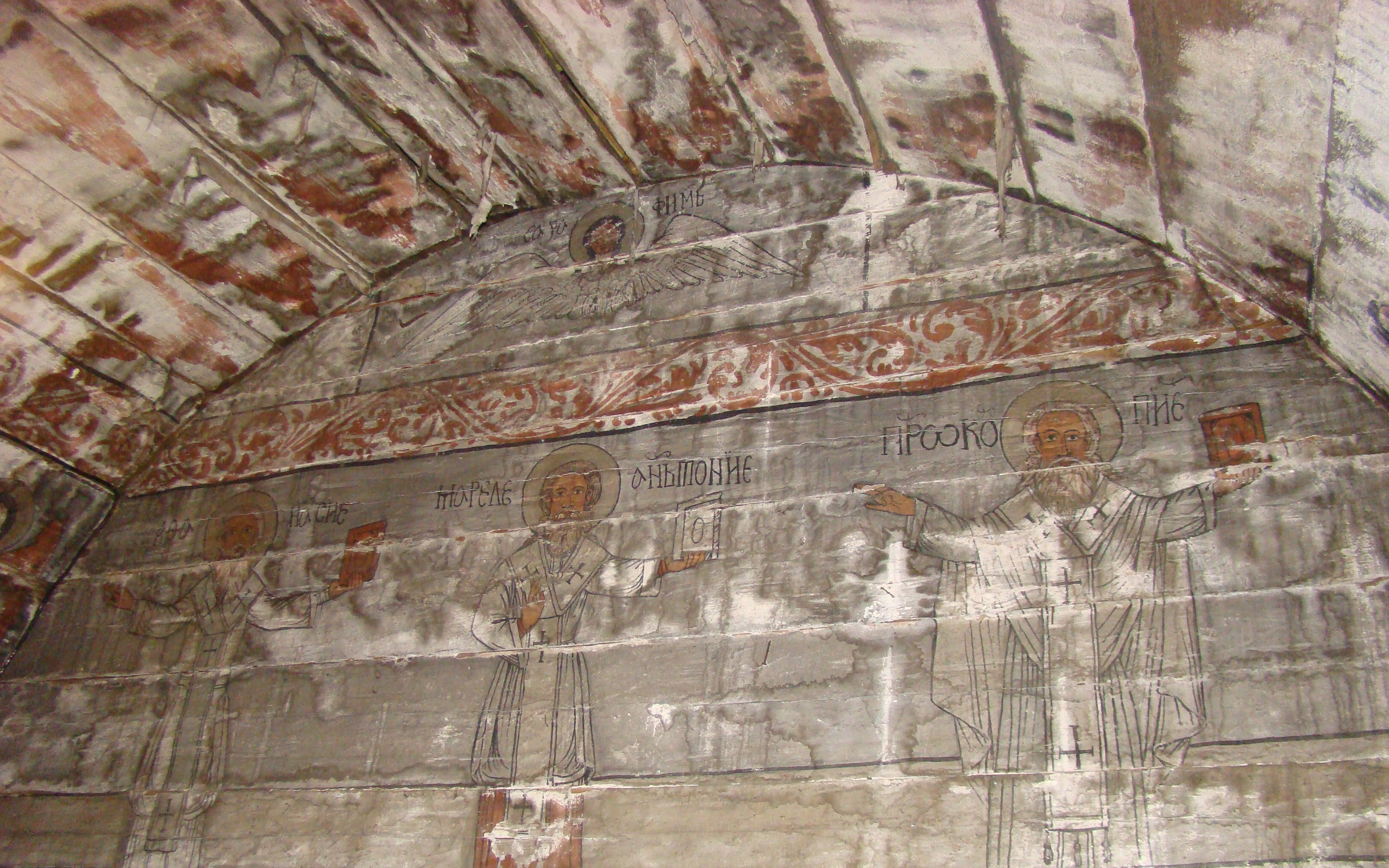
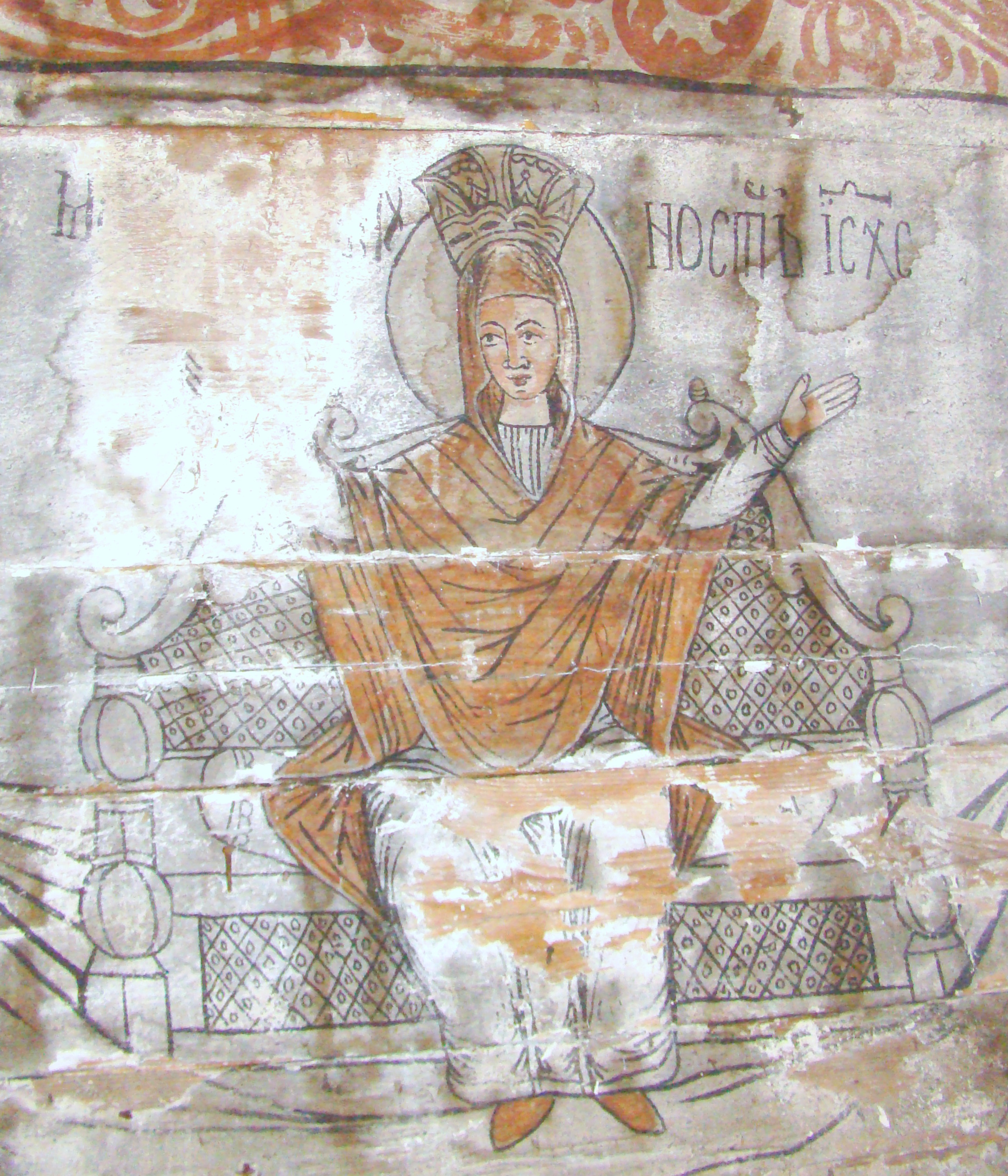